# Tia sét

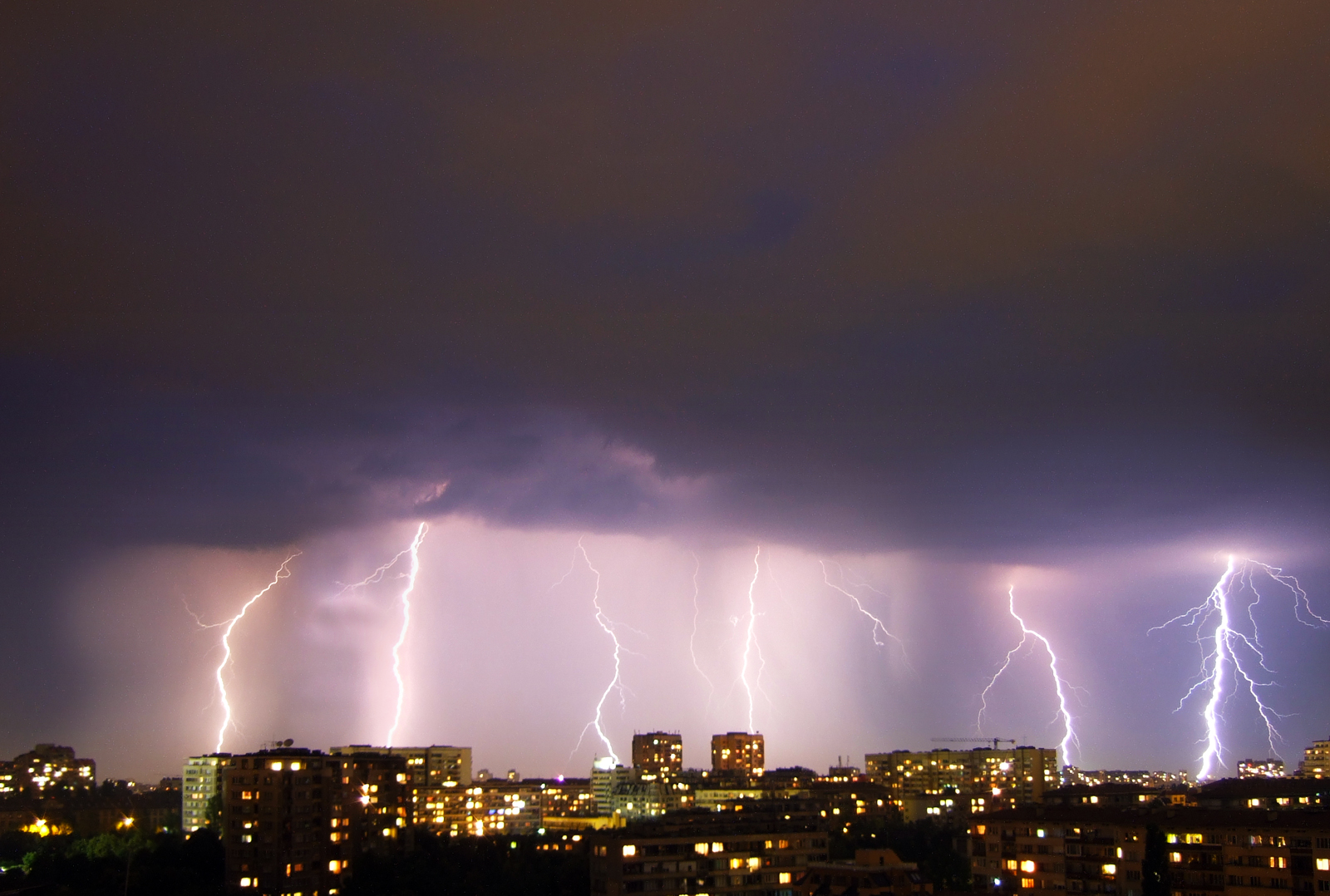
Một cơn dông mùa hè tại Sofia, Bulgaria.

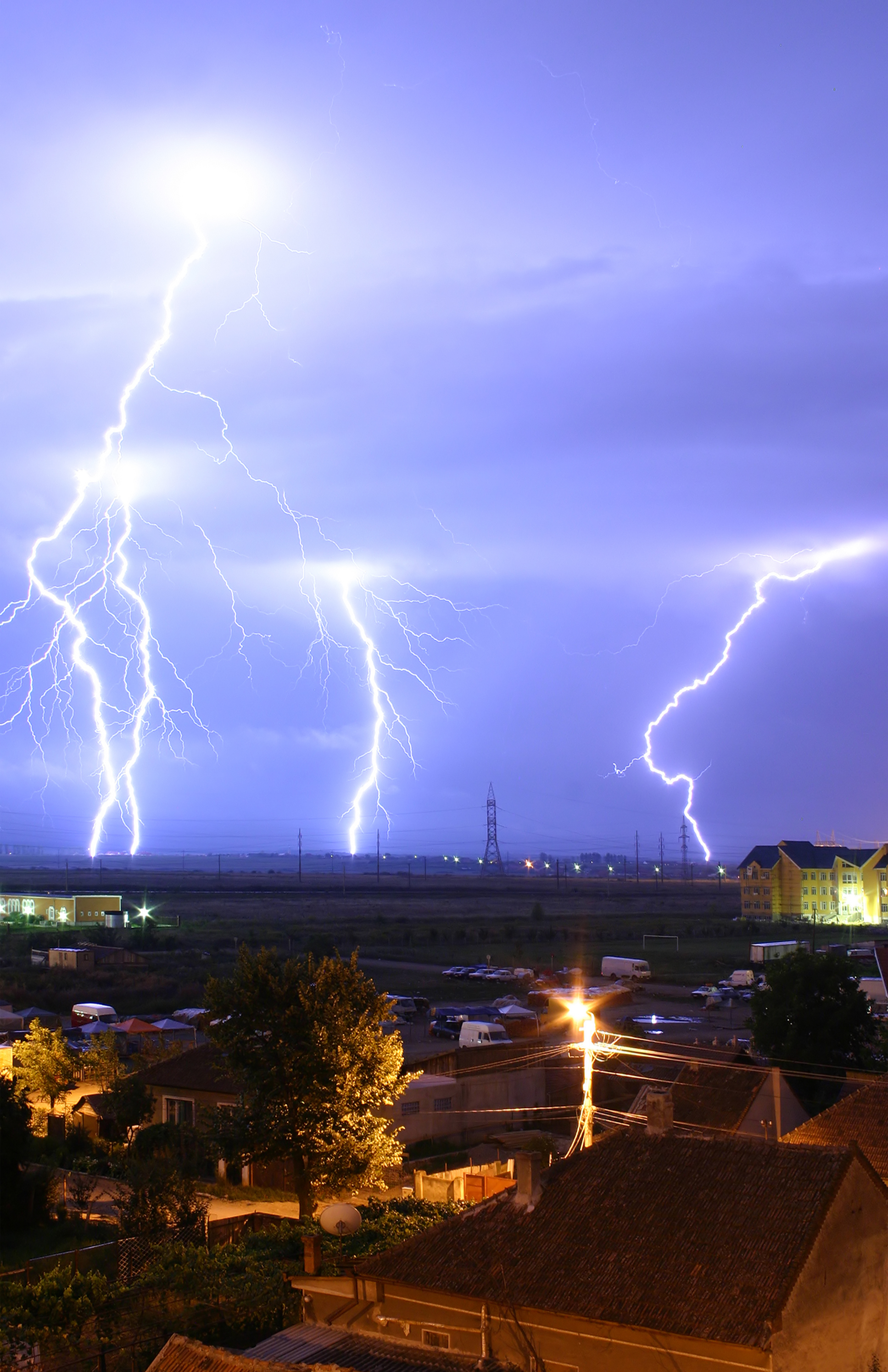
Các vệt sét từ mây xuống đất (loại CG) trong một cơn dông tại Oradea, Romania.

Sét hay tia sét, sấm sét, tia chớp, sấm chớp, lôi điện là hiện tượng phóng điện trong khí quyển giữa các đám mây và mặt đất hay giữa các đám mây mang các điện tích khác dấu, đôi khi còn xuất hiện trong các trận vòi rồng, phun trào núi lửa hay bão bụi (cát). Khi phóng tĩnh điện trong khí quyển, một tia sét có thể di chuyển từ đám mây xuống đất với tốc độ lên tới gần 100,000 km/s. Bởi vì tia sét là sự di chuyển của các hạt mang điện (electron và ion) dưới dạng dòng plasma phát sáng nhưng hình ảnh của sét truyền đi bằng ánh sáng hay photon nên có thể thấy nó trước khi nghe tiếng sấm, vì tiếng động chỉ truyền đi được 343 m/s trong điều kiện bình thường của không khí còn ánh sáng thì đi được 299,792 km/s. Sét có thể đạt tới nhiệt độ trên 30,000 K (29,726 °C), gấp 5 lần nhiệt độ bề mặt Mặt Trời (5,778 K), và hơn 20 lần nhiệt độ cần thiết để biến cát silica thành thủy tinh (chỉ cần 1,713 °C để làm nóng chảy SiO2), những viên đá được tạo ra bởi sét đánh vào cát gọi là fulgurite (thường chúng có dạng hình ống do sét di chuyển vào lòng đất).
Sét sinh ra từ các đám mây vũ tích hay còn gọi là mây dông, là loại mây thường có độ cao chân mây từ 1 đến 2 km (0.62 đến 1.24 dặm) tính từ mặt đất và độ cao đỉnh mây có thể tới 15 km (9.3 dặm). Có khoảng 16 triệu cơn dông mỗi năm. Nếu có đám mây dông tích điện đi gần mặt đất tới những khu vực trống trải, gặp một vật có độ cao như cây cối, người cầm cuốc xẻng... thì các kênh dẫn sét sẽ hình thành và gây ra sự phóng tia lửa điện giữa đám mây và mặt đất. Đó là hiện tượng sét đánh.
Sự phóng điện của tia sét có thể sản sinh nhiều loại bức xạ điện từ, từ các dòng plasma rất nóng tạo ra bởi các chuyển động rất nhanh của electron cho đến những ánh chớp rực rỡ của ánh sáng nhìn thấy dưới dạng bức xạ vật đen. Tia sét cũng gây ra tiếng sấm, nó chính là âm thanh của sóng xung kích khi không khí tại những vùng lân cận nơi phóng điện giãn nở mạnh do chịu áp suất tăng đột ngột. 
Lý do sét hình thành và nguồn gốc của nó, về mặt chi tiết vẫn là một vấn đề còn đang tranh luận: Các nhà khoa học đã nghiên cứu các nguồn gốc khác nhau như gió, độ ẩm, ma sát và áp thấp khí quyển cho đến ảnh hưởng của gió mặt trời và các hạt tích điện trong năng lượng mặt trời. Các tinh thể băng trong các đám mây dông có thể là yếu tố quan trọng trong việc hình thành tia sét do nó có thể tạo ra một môi trường tích điện cực trái dấu nhau trong các đám mây dẫn đến việc tạo ra điện trường mạnh. Ngoài ra, sét cũng được tạo ra bởi những cột tro trong những vụ phun trào núi lửa hoặc trong những trận cháy rừng dữ dội tạo ra một làn khói đặc đủ để dẫn điện.
Trong tự nhiên các tia sét được phân chia thành ba loại chính tùy theo nơi chúng khởi phát và kết thúc, bao gồm: sét giữa đám mây và mặt đất, sét giữa hai đám mây khác nhau, và sét giữa các phần trong cùng một đám mây. Ngoài ra, nhiều dạng biến thể khác của sét cũng đã được ghi nhận, thí dụ "sét nhiệt" là tia sét có thể được nhìn thấy từ một khoảng cách xa nhưng lại không nghe được tiếng sấm; sét khô có thể gây cháy rừng; hay sét hòn, một hiện tượng sét cho tới nay vẫn rất hiếm khi được quan sát một cách khoa học.

## Lịch sử nghiên cứu

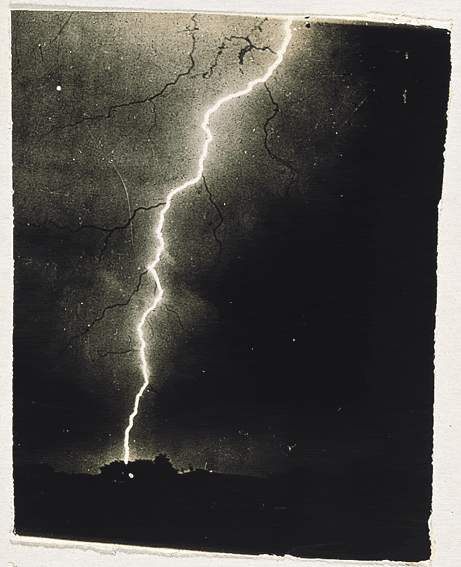
Một trong những bức ảnh về sét đầu tiên, chụp năm 1882.

Kể từ buổi đầu của lịch sử được ghi chép bằng văn bản, những tia sét đã hấp dẫn con người. Những ngọn lửa chúng tạo ra khi chúng đánh xuống đất đã được loài người sử dụng để giữ ấm trong đêm, ngoài ra còn khiến động vật hoang dã tránh xa. Vì lý do này, người nguyên thủy đã bắt đầu tìm kiếm câu trả lời để giải thích hiện tượng khó tin này, họ đã tạo ra những tín ngưỡng và huyền thoại được đưa vào trong những tôn giáo đầu tiên. Ở châu Âu, giả thuyết khoa học sớm nhất được biết về tia sét đã được nhà triết học cổ Hy Lạp Aristotle trình bày vào thế kỉ thứ 3 TCN. Ông cho rằng các cơn dông xuất phát từ sự va chạm giữa các đám mây còn tia sét là những ngọn lửa (chứ không phải là điện) được phun ra từ các đám mây dông.
Benjamin Franklin (1706–1790) đã cố gắng kiểm tra giả thuyết rằng các tia lửa điện tạo ra do sự phóng điện của các quả cầu thủy tinh khi quay cũng giống như các tia sét bằng cách dựng lên một cái tháp có hình nón tại Philadelphia. Trong lúc chờ đợi cái tháp được dựng xong ông nảy ra ý tưởng sử dụng một con diều. Trong cơn dông tiếp theo đó vào tháng 6 năm 1752 ông đã cùng con trai của mình ra thử nghiệm nhằm kiểm tra liệu có các điện tích trong tia sét hay không. Ông đã buộc một cái chìa khóa vào đoạn cuối của dây diều và nối nó xuống một chai Leyden, một thiết bị tích trữ năng lượng tĩnh điện sơ khai tương tự như tụ điện (ông đã buộc chìa khóa vào dây diều và nối vào chai bằng dây lụa, loại vật liệu dẫn điện rất kém). Một luồng điện tích đánh trúng con diều và sau một hồi ông thấy các sợi dây bị lỏng ra do bị nhiễm điện, đoán rằng điện đã tích vào chai, ông đưa tay lại gần cái chìa khóa thì xuất hiện một tia lửa điện nhỏ (vì ông trở thành vật dẫn điện). Sống sót sau thí nghiệm này ông đã đưa ra kết luận rằng sét chính là điện.

Franklin không phải là người duy nhất thí nghiệm với diều. Thomas-François Dalibard cùng De Lors đã thực hiện cuộc thí nghiệm tương tự ở Marly-la-Ville tại Pháp chỉ vài tuần trước thí nghiệm của Franklin. Trong cuốn tự truyện của mình (viết những năm 1771-1788, xuất bản năm 1790) Franklin đã tự nhận rằng ông đã thực hiện cuộc thí nghiệm của mình sau những người Pháp chỉ vài tuần mà không hề biết về điều này trong năm 1752.

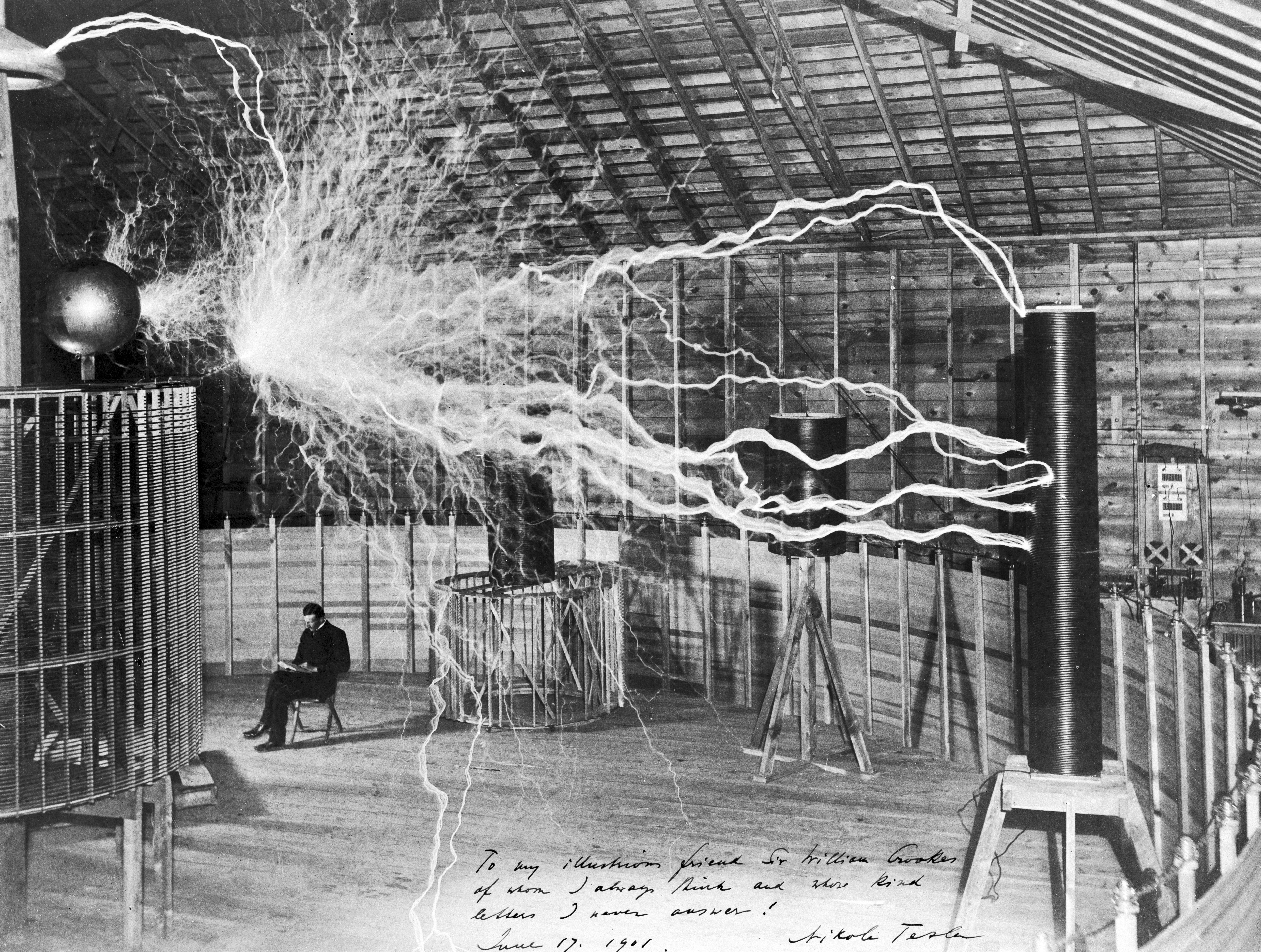
Bức ảnh tạo sét gây nhiều tranh luận của Nikola Tesla.

Tin tức về cuộc thí nghiệm này lan rộng ra và những người khác bắt đầu thực hiện lại nó. Tuy nhiên các cuộc thí nghiệm về sét rất nguy hiểm và đôi khi gây chết người. Một trong những cái chết nổi tiếng nhất do bắt chước Franklin là của giáo sư Georg Richmann tại Saint Petersburg, Nga. Ông ta đã tạo ra một hệ thống thu sét giống như của Franklin và đã chạy về nhà khi nghe tiếng sấm lúc đang giảng bài tại học viện khoa học. Ông về với một người thợ điêu khắc để có thể ghi lại sự kiện này. Ông đã đặt một quả bóng thủy tinh lên một vòng kim loại gần như hoàn hảo cho một hệ thống thu lôi thời đó nhưng lại quên gắn dây nối đất, kết quả theo báo cáo là khi sét đánh và chạy vào vòng kim loại và bao lấy quả cầu thủy tinh nó tạo ra một cục sét hòn (do không thể chạy xuống đất một cách trực tiếp) đã văng trúng đầu Georg Richmann và giết ông ngay lập tức.
Mặc dù các thí nghiệm của từ thời của Benjamin Franklin đã chỉ ra rằng sét là một sự phóng điện, các lý thuyết tìm hiểu về sét rất ít được cập nhật (cụ thể tại sao nó hình thành) trong 150 năm. Nguồn động lực cho các nghiên cứu gần đây đến từ lĩnh vực kỹ thuật điện: các cột điện cao thế khi bắt đầu đưa vào phục vụ các kỹ sư cần biết sét nguy hiểm đến mức nào để có thể bảo vệ công trình. Năm 1900, Nikola Tesla đã tạo ra được sét nhân tạo bằng một cuộn Tesla cùng các máy phát điện công suất cao đủ để tạo ra những tia sét đủ lớn để xem.
Năm 1876, James Clerk Maxwell đã đề xuất một thí nghiệm như sau: bọc một lượng cặn thuốc súng trong một lớp vỏ kim loại kín, sẽ có thể ngăn được tia sét đánh vào đấy, tránh nó làm cho thuốc phát nổ. Nếu tia sét đánh vào bọc cặn thuốc, dòng điện sẽ chỉ tồn tại trong lớp vỏ kim loại bên ngoài mà không thể vào trong và gây nổ. Vỏ bọc kiểu này được coi là một loại lồng Faraday. Kiểu lồng Faraday gồm một hệ thống lưới mắt cáo cũng có thể được sử dụng, nhưng khoảng cách mắt càng lớn thì hiệu quả bảo vệ càng thấp. Ngày nay người ta vẫn còn kết hợp sử dụng cột thu lôi Franklin và lồng Faraday để bảo vệ các loại kết cấu, đặc biệt là những nơi chứa các thiết bị điện tử nhạy cảm với điện trường.
Bức ảnh về sét sớm nhất được biết là do Thomas Martin Easterly chụp năm 1847. Bức ảnh đầu tiên còn tồn tại được chụp năm 1882, bởi William Nicholson Jennings, một nhiếp ảnh gia đã dành nửa cuộc đời của mình để chụp ảnh về sét và chứng minh sự đa dạng của chúng.
Các phát minh về nhiếp ảnh và quang phổ vào cuối thế kỷ 19 có tầm quan trọng lớn trong nghiên cứu về tia sét. Một số nhà khoa học đã sử dụng phân tích phổ tạo ra từ tia sét để ước tính lượng năng lượng tham gia vào những quá trình vật lý của nó, tất cả diễn ra trong một khoảng thời gian rất ngắn. Việc sử dụng máy ảnh đã giúp phát hiện ra rằng mỗi tia sét có hai hoặc nhiều hơn các dòng điện tích (vệt). Sự phát triển của các thiết bị tiên tiến khác như dao động ký điện tử, công nghệ thu sóng vô tuyến, radar và máy đo trường điện từ trong thế kỷ 20 cho phép hiểu biết đầy đủ hơn về nguồn gốc và sự xuất hiện của các sự phóng điện. Ngày nay, các vệ tinh thời tiết được sử dụng phổ biến trong việc quan trắc và nghiên cứu dông bão, sét và các hiện tượng liên quan trên quy mô toàn cầu.

## Hình thành

### Sự tích điện

(Hình 1.) Sự va chạm của các tinh thể băng và các hạt graupel gây ra nhiễm điện do cọ xát.

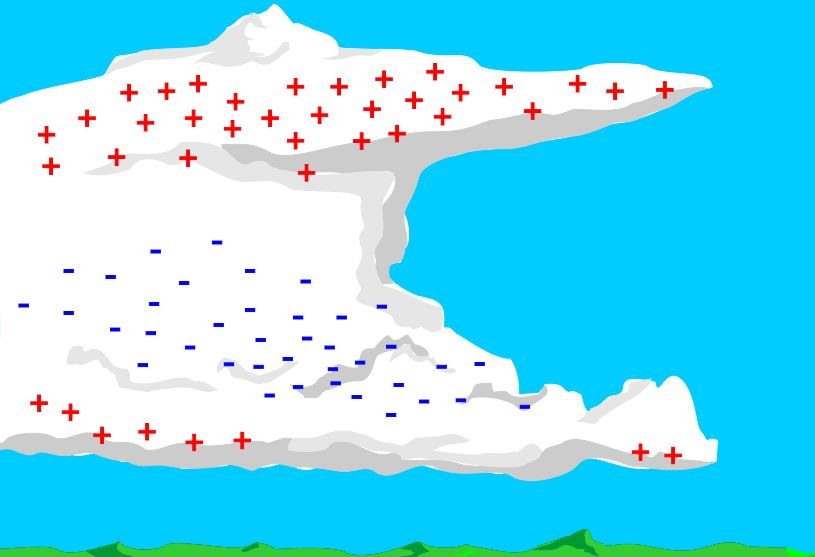
(Hình 2.) Minh họa sự phân bố điện tích trong đám mây dông.

Chi tiết quá trình tích điện trong cơn dông vẫn đang được các nhà khoa học nghiên cứu, nhưng đã có một vài ý kiến thống nhất chung. Một cơn dông được hình thành khi có một khối không khí nóng ẩm chuyển động, trong đó khu vực trung tâm của đám mây dông là khu vực xảy ra sự tích điện trong đám mây chủ yếu, nơi có luồng không khí di chuyển hướng lên rất nhanh (gọi là updraft) do đối lưu và nhiệt độ từ −15 đến −25 °C (5 đến −13 °F). Ở đó, nhiệt độ thấp cùng với sự chuyển động nhanh của luồng không khí đi lên tạo ra một hỗn hợp gồm các giọt mây trong trạng thái siêu lạnh (tức các giọt ở thể lỏng dưới điểm đóng băng), các tinh thể băng nhỏ và graupel (mưa đá mềm). Dòng không khí đưa các giọt mây siêu lạnh và tinh thể băng nhỏ nhẹ lên trên, về phía đỉnh đám mây dông; trong khi các hạt graupel nặng và đặc hơn có xu hướng rơi xuống phần dưới đám mây hoặc lơ lửng trong dòng không khí.
Các chuyển động ngược chiều nhau của các hạt ngưng đọng khác nhau sẽ dẫn tới sự va chạm. Khi có va chạm giữa các tinh thể băng và các hạt mưa đá mềm, các tinh thể băng bị nhiễm điện dương và hạt mưa đá mềm bị nhiễm điện âm do cọ xát (xem H1). Các tinh thể băng tiếp tục bị đẩy lên phía đỉnh đám mây, và các hạt mưa đá mềm sẽ lơ lửng hoặc đi xuống phần phía dưới. Do đó trong đám mây dông sẽ phân li thành hai miền điện tích trái dấu chính: Miền điện tích âm ở phía dưới và miền điện tích dương ở phía trên (xem H2). Do tác động của chuyển động không khí đi lên trong cơn bão và gió trên cao trong khí quyển, đỉnh đám mây nơi có điện tích dương thường bị tản ra theo phương ngang một khoảng xa đáng kể so với chân đám mây. Khu vực này của đám mây dông vì thế trông giống hình cái đe và được gọi là vùng (đỉnh) hình đe hoặc vùng chóp đe.
Mặc dù quá trình tích điện mô tả ở trên là chủ yếu bên trong đám mây, một số điện tích có thể bị tái phân bố do tác động của các chuyển động không khí lên và xuống. Ngoài ra, một khu vực điện tích dương mỏng nhưng đáng kể phía đáy của đám mây (H2.) được hình thành do mưa và nhiệt độ ấm hơn ở gần mặt đất.
Người ta hiểu được rằng có sự phân tách và tái hợp điện tích giữa các miền đám mây, nhưng cơ chế điện hóa của quá trình thì vẫn chưa rõ.
Sự phân tách điện tích do cảm ứng và hiệu ứng điện ma sát ở nước tinh khiết thể lỏng đã được biết tới từ những năm 1840. William Thomson (Lord Kelvin) đã mô tả sự phân tách điện tích của nước có thể xảy ra tại các điện trường gần bề mặt Trái Đất và dựa vào hiểu biết đó ông đã phát triển một thiết bị đo điện trường liên tục.
Sự phân li vật lý của các điện tích thành những vùng khác nhau của nước thể lỏng đã được thực nghiệm bởi Kelvin với một thiết bị nhỏ giọt nước, trong đó các phần tử mang điện tích có khả năng nhất đã được cho là các ion hydro và ion hydroxide dạng nước. Sự tích điện của nước đá thể rắn cũng đã được xem xét và các thành phần điện tích một lần nữa được cho là ion hydro và ion hydroxide.
Một electron là không ổn định trong nước thể lỏng với một ion hydroxide cộng với hydro hòa tan trên quy mô thời gian liên quan đến các cơn dông bão, hơn nữa, các hạt mang điện tích trong tia sét chủ yếu là các electron trong thể plasma. Do đó quá trình đi từ các điện tích dưới dạng ion (ion hydro dương và ion hydroxide âm) của nước thể lỏng hoặc rắn sang các electron của một tia sét phải liên quan đến một loại quá trình điện hóa, tức là gồm sự oxi hóa và/hoặc sự khử của các thành phần hóa học.

### Hình thành kênh dẫn
Để hiểu được tia sét hình thành từ đâu, trước tiên ta phải tìm hiểu giai đoạn sơ khai của chúng: dưới dạng các kênh dẫn sét. Các kênh dẫn (hay luồng dẫn) là các kênh ion trong không khí và là cơ chế chính của sự hình thành các tia sét.

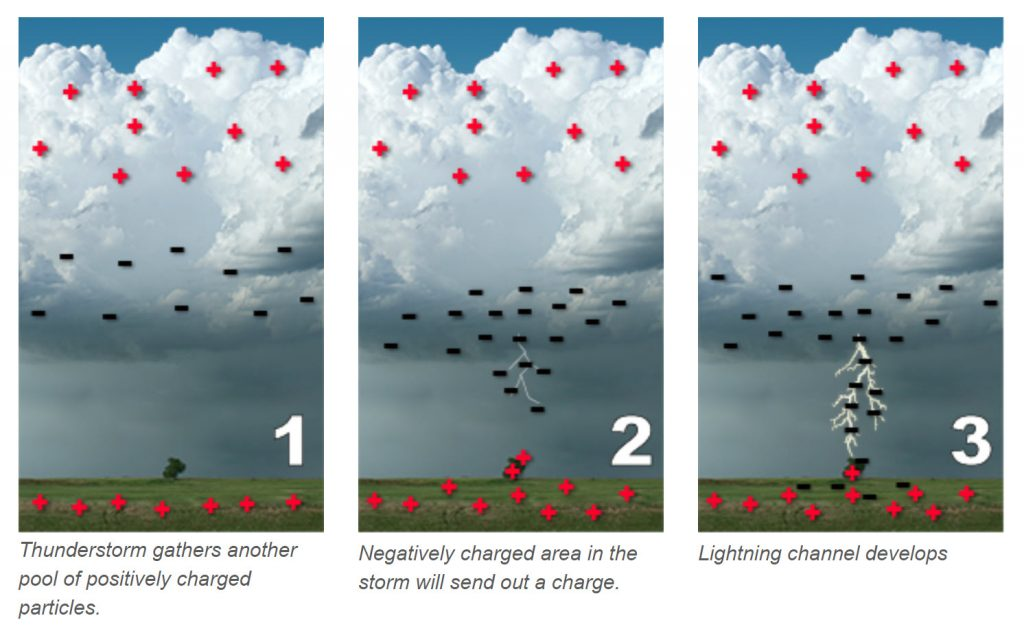
Trao đổi điện tích bắt đầu khi điện trường giữa đám mây và mặt đất trở nên đủ mạnh. Sau đó là quá trình phóng điện.

Các điều kiện cần để xảy ra sự phóng điện trong không khí bao gồm: thứ nhất, phải tồn tại hiệu điện thế cao (ngưỡng vài triệu volt) giữa các khu vực trong không gian để tạo ra điện trường đủ mạnh để làm ion hóa không khí; thứ hai là phải có môi trường trở kháng cao ngăn cản sự trung hòa tự nhiên giữa các điện tích trái dấu – trong trường hợp sét nó là bầu khí quyển. Điện trường được sinh ra giữa các khu vực mang điện tích trái dấu, cường độ của điện trường tăng khi lượng (hay mật độ) điện tích tăng.
Hai miền điện tích khác dấu của đám mây dông có thể coi như là hai bản của một tụ điện không khí khổng lồ. Giữa phần chân đám mây dông mang điện âm và mặt đất tích điện dương (do sự hưởng ứng tĩnh điện) cũng là một tụ điện với không khí đóng vai trò như chất điện môi giữa hai bản tụ. Tia sét là sự phóng điện – dưới dạng một tia lửa điện khổng lồ, sẽ được bắt đầu khi hiệu điện thế giữa hai bản được nâng dần tới mức đủ lớn để có thể "đánh thủng" điện môi không khí. Trong một tia sét từ mây xuống đất điển hình, chiều của điện trường từ bản dương là mặt đất lên bản âm là chân đám mây và sự đánh thủng xảy ra ngay khi có sự kết nối của kênh dẫn đi xuống từ đám mây với mặt đất.

Một lượng điện tích tương đương trái dấu (dương) với điện tích của đám mây (âm) sẽ được tích trên mặt đất do sự hưởng ứng tĩnh điện. Lượng điện tích đo tại một điểm cố định trên mặt đất sẽ tăng dần khi đám mây dông tiến gần nơi đó, và giảm đi khi đám mây đi qua. Giá trị của điện tích mặt đất theo vị trí tương đối của đám mây có thể được biểu diễn gần đúng bằng một đường cong hình chuông.

Sét đánh khi có sự tiếp xúc của hai luồng dẫn dương và âm (tô màu đỏ là âm, đường đi xuống) (tô màu xanh là dương, đường đi lên).

#### Luồng dẫn bậc

Hình ảnh thực quay chậm (trong 1/50s) ghi lại một luồng tiên đạo bậc đang phân nhánh và chuyển động nhanh dần xuống. Sau khi các luồng dẫn được kết nối, sự phóng điện mạnh mẽ (vệt sét) sẽ xảy ra.

Kênh dẫn sét, còn được gọi là luồng/dòng dẫn hay tiên đạo (leader), là một kênh khí bị ion hóa nóng theo hai chiều, được hình thành giữa các khu vực tích điện trái dấu. Kênh dẫn lan truyền trong không khí theo hai chiều ngược nhau ở hai đầu mút của kênh, và nó có thể đến lấp đầy vùng tích điện khác dấu với đầu kênh tới. Chẳng hạn đầu phía âm của kênh tới lấp vùng mang điện dương trong đám mây trong khi phía dương sẽ lấp đầy vùng mang điện âm. Các kênh dẫn thường không trơn mà bị tách thành nhánh như cành cây, do trong khi lan truyền nó cùng một lúc bị thu hút bởi nhiều vùng điện tích ngược dấu với nó. Sự di chuyển của các luồng mở đường không trơn mà gấp khúc theo từng bậc bước do đó chúng có tên gọi là tiên đạo bậc (step leader), như quan sát thấy trong các video quay chậm tia chớp.
Một đầu mút của kênh dẫn có thể tới lấp đầy khu vực điện tích trái dấu tương ứng trong khi đầu kia vẫn còn hoạt động. Chẳng hạn, trong quá trình hình thành một tia sét đánh xuống đất âm, một hệ  kênh dẫn hai chiều được hình thành giữa các vùng điện tích âm chính và vùng điện tích dương phía đáy của đám mây. Đầu kênh âm nhanh chóng hoàn toàn lấp đầy vùng điện tích dương yếu hơn và tiếp tục lan truyền ra ngoài đám mây trong không khí tới mặt đất nơi mang điện tích hưởng ứng.
Các đầu kênh âm và dương trong cơn dông di chuyển theo hai chiều ngược nhau: phía dương di chuyển lên trên bên trong đám mây, trong khi phía âm di chuyển kiểu bậc ngược chiều điện trường xuống mặt đất. Một kênh dẫn trong khi di chuyển sẽ tiếp tục thu nhận thêm ion ở phía đầu mút và tại đó có thể xuất hiện các nhánh luồng mới, như vậy một kênh dẫn vừa lan truyền vừa phân ra nhiều nhánh và nhánh con tạo nên một hệ hay mạng lưới kênh dẫn. Gần 90% các kênh ion có chiều dài giữa các vùng vào khoảng 45 m (148 ft). Các luồng bậc phát sáng kém rõ rệt hơn rất nhiều so với tia sét sinh ra sau đó hoặc thậm chí không nhìn thấy được, và lan truyền trong không khí với tốc độ chậm hơn khoảng 1000 lần.
Bản chất của nguyên nhân hình thành các kênh dẫn của sét vẫn chưa được hiểu rõ. Điện trường trong đám mây dường như chưa đủ để tự nó sinh ra kênh dẫn. Một giả thuyết gần đây cho rằng các dòng electron tương đối tính có nguồn gốc từ tia vũ trụ và gió mặt trời có thể tới va chạm với các phân tử không khí, gây ra sự lan truyền điện tích thác lũ và kích hoạt sự hình thành kênh ion sét, trong một quá trình gọi là runaway breakdown.

#### Luồng đi lên

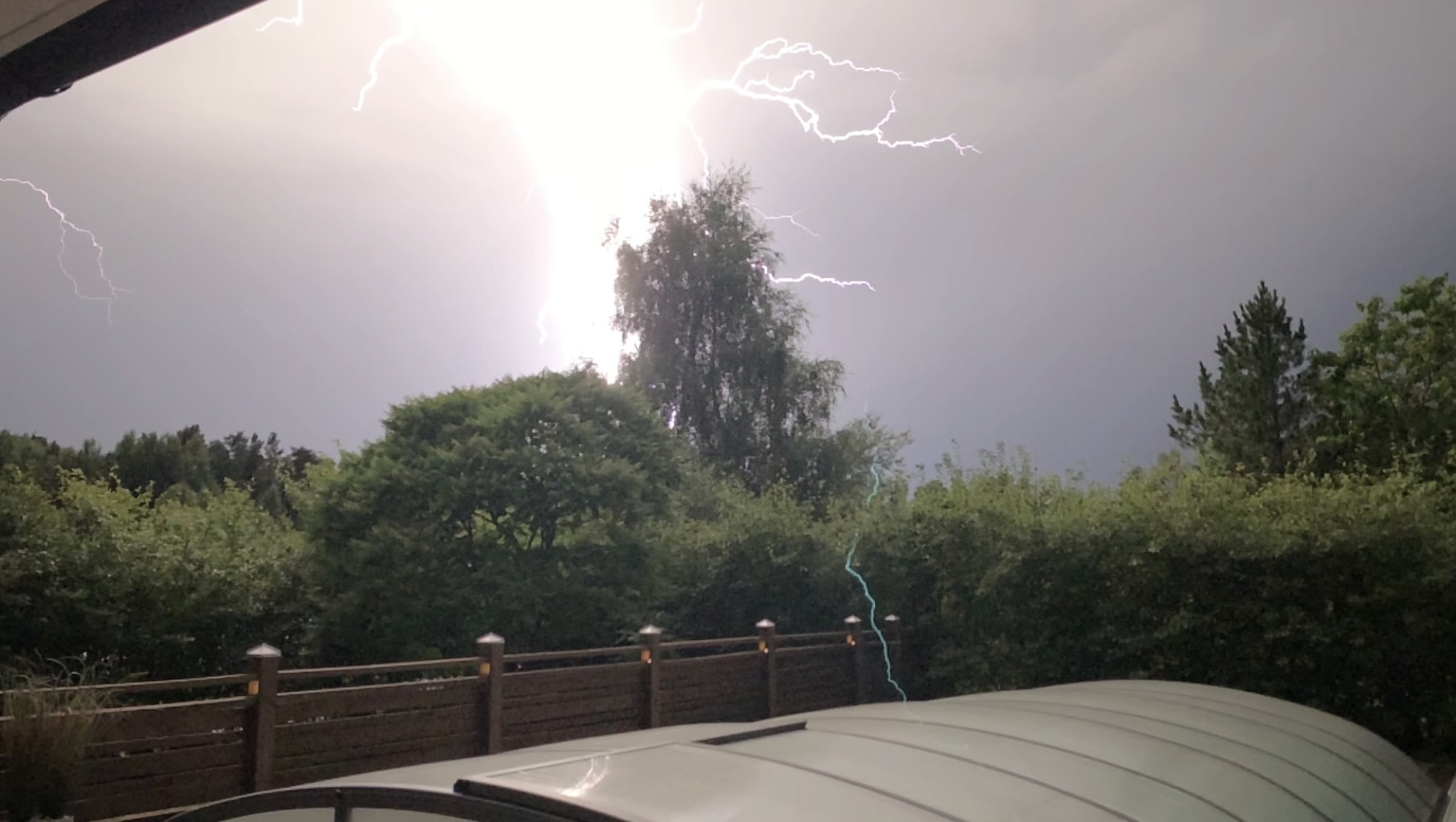
Luồng đi lên hình thành trên mái che của một bể bơi

Khi luồng tiên đạo bậc di chuyển xuống mặt đất, sự có mặt của các điện tích trái dấu trên mặt đất làm tăng cường độ điện trường. Theo nguyên lý phân bố điện tích, điện tích ở các vật thể (trên mặt đất trong trường hợp này) thường tập trung tại những chỗ mũi nhọn và do đó điện trường nơi đó cũng mạnh. Vì thế trên mặt đất các ion mang điện tích dương bắt đầu tập hợp lại, nhất là ở các chỗ nào đó cao so với xung quanh (cây cối, cột hay các vật dựng đứng, các công trình cao...). Khi cường độ điện trường đủ mạnh, một kênh ion dương gọi là luồng đi lên (upward streamer) có thể phát triển từ những nơi này. Chúng sẽ phóng lên trên để kết nối vào luồng âm đang di chuyển xuống dưới. Chính việc này quyết định tia sét sẽ đánh vào đâu khi sét đánh xuống đất. Lý thuyết này được đề xuất đầu tiên bởi Heinz Kasemir.
Vì có rất nhiều luồng ion dương hình thành khi luồng bậc âm tiến xuống, luồng nào nối được vào luồng bậc âm sẽ dẫn cả tia sét vào chỗ mà nó phóng ra. Có thể hình dung luồng ion dương giống như một dây câu sét mà nơi nó xuất phát là cần câu; vì thế nơi xuất phát nào ở vị trí cao và gần chân đám mây hơn thì xác suất nối được vào luồng ion âm trước sẽ cao hơn vì thế sét thường hay đánh vào những nơi nhô cao và đứng độc lập.
Các hình ảnh và video tốc độ cao đã được chụp, trong đó có thể thấy quá trình gắn kết của một luồng đi lên với tiên đạo bậc tạo ra sét, ngoài ra các luồng đi lên chưa nối được cũng có thể được thấy rõ. Những luồng bậc đi xuống chưa được kết nối cũng được thấy trong tia sét phân nhánh, không có kênh nào trong số đó được kết nối xuống đất, dù có thể trông có vẻ như vậy.

### Phóng điện

#### Hình thành vệt sét

Hình ảnh tốc độ cao cho thấy từng phần khác nhau của tia chớp trong quá trình phóng điện giữa các đám mây, quay tại Toulouse, Pháp.

Hình thức phóng điện mà tia sét thường xuất hiện nhất là dưới dạng vệt sét (stroke), tức kênh plasma phát sáng. Tia sét chẳng là gì khác ngoài việc trao đổi các hạt (ion dương và âm, electron) để cân bằng lại điện tích giữa các vùng trong khí quyển hoặc giữa khí quyển và mặt đất và khi thực hiện việc đó nó tạo ra một vệt sét.
Sự kết nối các kênh dẫn sẽ mở ra đường đi mà trên đó sự phóng điện xảy ra. Khi đã có một kênh sét liên tục bắc cầu khoảng cách trong không khí giữa lượng dư điện tích âm trong đám mây và lượng dư điện tích mặt đất dương bên dưới, sẽ có sự sụt giảm rất đáng kể của điện trở không khí dọc theo kênh sét (môi trường không khí bị đánh thủng sơ bộ). Sét sẽ hình thành theo đường đi mới tạo ra này và khi đó các điện tích âm bắt đầu tràn nhanh xuống mặt đất. Các electron tăng tốc nhanh chóng tại một vùng xuất phát từ điểm mà tại đó các kênh dẫn gắn kết, sau đó vùng này lan ngược ra toàn bộ kênh với tốc độ nhanh gần ánh sáng. Một kênh plasma, hay chính là tia sét được hình thành.

Quá trình này chính là sự tạo thành cái gọi là "vệt sét phản hồi" (return stroke) đầu tiên. Đây là giai đoạn phát sáng mạnh mẽ nhất và rõ rệt nhất của sự phóng điện. Vệt phản hồi cũng chính là hình ảnh mà người ta thường nghĩ tới khi nhắc đến tia sét hay ánh chớp.
Một dòng điện cường độ rất lớn chạy dọc theo kênh plasma từ đám mây xuống mặt đất, làm trung hòa điện tích mặt đất dương khi các electron phóng ra từ điểm xảy ra sét trên mặt đất đến các khu vực xung quanh, khi đó ta nói có sét đánh. Vệt sét CG điển hình gồm một kênh plasma dẫn điện xuyên qua không khí cao hơn 5 km (3.1 dặm), từ trong đám mây xuống bề mặt mặt đất. Khi bước vào giai đoạn đỉnh điểm, một cơn dông có thể tạo ra 3 hoặc nhiều hơn cú sét đánh trong 1 phút.
Dòng điện cực lớn của sét tạo ra một sự chênh lệch điện áp xuyên tâm lớn dọc theo bề mặt của mặt đất. Sự chênh lệch điện áp hay "điện thế bước" này là nguyên nhân của nhiều trường hợp thương vong do sét hơn là chính sự đánh thẳng xuống. Dòng điện chọn tất cả mọi đường đi điện trở thấp đối với chúng. Vì thế một phần dòng điện từ vệt phản hồi khi đi vào cơ thể người hoặc động vật (không may đứng gần điểm đánh) thường sẽ đi từ một chân sang chân kia và dần gây tê liệt cơ thể. Trên mặt đất nơi sét đánh hoặc trên bề mặt và bên trong các vật thể bị sét đánh (chẳng hạn da người), dòng điện có thể để lại những dấu vết hình cành cây giống tia sét (gọi là hình Lichtenberg).
Tốc độ dòng điện tích lan truyền trong không khí của vệt sét phản hồi được tính khoảng gần 100,000 km/s (xấp xỉ 1/3 tốc độ ánh sáng trong chân không). Dòng điện cực lớn nhanh chóng hâm nóng toàn bộ kênh sét, tạo nên kênh plasma với nhiệt độ bên trong rất cao, cực đại khoảng 50,000 K – làm cho nó phát sáng mạnh mẽ với màu xanh-trắng đặc trưng. Độ chói của sét rất lớn (có thể thắp sáng cả bầu trời đêm). Tuy nhiên, màu sắc cảm nhận được của tia sét có thể khác nhau bởi nhiều yếu tố, chẳng hạn mật độ dòng điện, khoảng cách quan sát và điều kiện không khí nơi đó. Sự hâm nóng không khí gần như tức thì khiến cho không khí giãn nở mạnh, tạo thành sóng xung kích mà âm thanh nghe được gọi là tiếng sấm. Dòng điện thay đổi nhanh chóng cũng tạo ra các xung điện từ (EMP) tỏa ra từ kênh ion. Đây là tính chất chung của mọi quá trình phóng điện.

#### Nhiều vệt sét trên cùng một đường đi

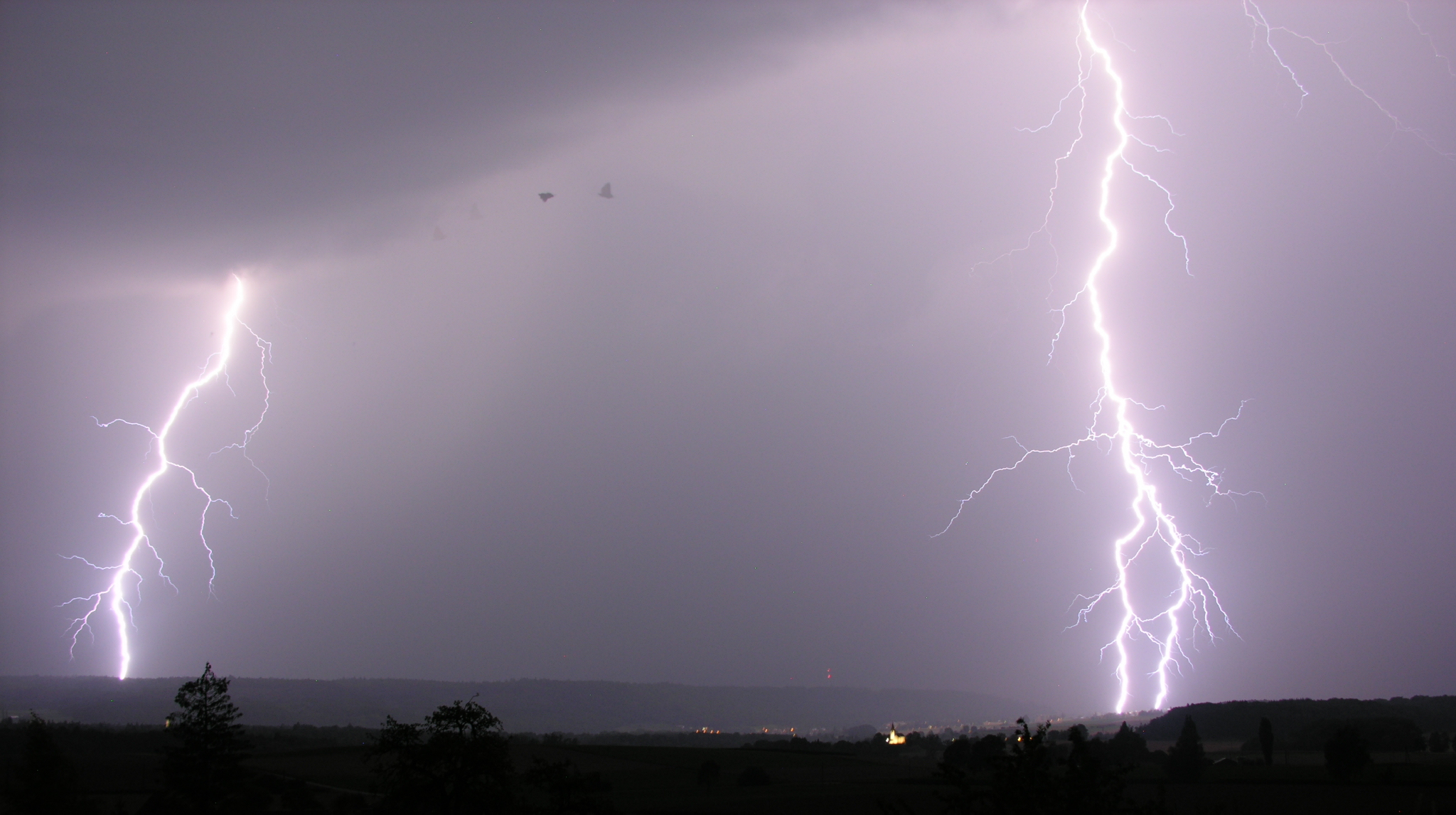
Sét tại Schaffhausen, Thụy Sĩ, năm 2009. Một con chim đã xuất hiện tới 4 lần trong bức ảnh do hiệu ứng nhấp nháy.

Các máy quay tốc độ cực cao đã chỉ ra rằng sét trên thực tế là gồm nhiều vệt (lần đánh) liên tiếp trên cùng một kênh đường đi. Trung bình một tia sét có 3 đến 4 vệt sét hay có thể hơn (có thể nhiều đến 30). Mỗi khi sét hình thành một vệt phản hồi đầu tiên, sau đó khoảng 40 đến 50 mili giây một vệt khác sẽ xuất hiện chạy lại cùng kênh của nó và thực hiện lặp đi lặp lại nhiều lần như thế tạo ra các vệt tiếp theo với cùng hình dạng và hiệu ứng ánh sáng nhấp nháy rất nhanh, mắt thường không thể nhìn thấy, thông thường ta chỉ có thể thấy nó ngày càng sáng hơn trước khi biến mất.
Một quá trình sét âm có thể kết thúc sau khi vệt sét phản hồi đầu tiên hình thành và truyền ngược lên đám mây tới hết mạng lưới kênh dẫn, khi đó kênh sẽ nguội đi và triệt tiêu. Tuy nhiên quá trình phóng điện tích vẫn có thể tiếp tục khi tại các nhánh kênh cũ hình thành các luồng dẫn đi xuống đất theo đường đã được tạo ra từ ban đầu và một quá trình giống vệt sét phản hồi khác sẽ xảy ra. Những luồng đi xuống này, gọi là tiên đạo mũi tên (dart leader) kết nối với mặt đất là nguyên nhân gây ra phần lớn các vệt phản hồi thứ cấp.
Mỗi vệt thứ cấp theo ngay sau các vệt tiên đạo mũi tên có thời gian chạy lên nhanh hơn nhưng với cường độ thấp hơn vệt phản hồi ban đầu. Mỗi vệt sau thường tận dụng kênh đường đi của vệt trước, nhưng các vệt có thể bị dịch đi so với vị trí trước nếu có gió tác động lên kênh nóng. Các tiếng sấm cũng được tạo ra khi các vệt tiếp sau xuất hiện.
Đối với tia sét đánh xuống mặt đất dương, quá trình tiên đạo mũi tên không xảy ra (bởi kênh tàn dư của nó không có xu hướng triệt tiêu nhanh) nên các vệt phản hồi thứ cấp rất hiếm khi tận dụng cùng một kênh đường đi so với vệt trước đó.
Thời lượng trung vị của toàn bộ các quá trình sét là 0.52 giây, bao gồm một số lần chớp (vệt) ngắn hơn, khoảng 60 tới 70 mili giây.

#### Dòng điện thoáng qua trong quá trình chớp
Cường độ dòng điện sinh ra khi có một tia sét từ mây đánh xuống đất tăng tới mức cực đại rất nhanh chóng, trong khoảng 1–10 micro giây, và tắt dần trong khoảng lâu hơn trong khoảng 50–200 micro giây. Do tính chất thoáng qua rất nhanh của dòng điện trong một tia chớp, có một số hiện tượng cần được tính toán và giải quyết trong việc bảo vệ hiệu quả các cấu trúc trên mặt đất khỏi sét. Những dòng điện thay đổi nhanh chóng có xu hướng truyền ngay trên bề mặt của một vật dẫn (hiện tượng này gọi là hiệu ứng bề mặt), và không giống như dòng điện không đổi thường truyền qua toàn bộ khối vật dẫn như nước chảy bên trong một ống vòi. Vì vậy, những vật dẫn sét bảo vệ các công trình thường có cấu trúc đa sợi, với nhiều dây dẫn đan xen nhau. Điều này nhằm làm tăng tổng diện tích bề mặt của bó dây dẫn theo tỉ lệ nghịch với đường kính thiết diện từng sợi dây, với một tổng diện tích thiết diện của toàn bó không đổi.
Các xung điện từ tỏa ra từ kênh sét suy yếu nhanh theo khoảng cách so với điểm gốc. Tuy nhiên, nếu chúng đi qua các phần tử dẫn điện trên mặt đất, ví dụ như đường dây điện, đường dây liên lạc, hoặc các ống kim loại... chúng có thể lập tức gây ra một dòng điện cảm ứng ở các vật này, và được truyền đi hết. Những dòng tăng đột ngột này, thường gọi là dòng xung, có cường độ tỉ lệ nghịch với trở kháng đối với nó của vật thể. Vì thế, trở kháng của vật càng cao thì dòng điện xung càng nhỏ. Sự tăng áp đột ngột xảy ra này rất thường xuyên phá hủy hoặc gây hư hỏng các thiết bị điện tử, điện dân dụng, hoặc các động cơ điện. Một số thiết bị đặc biệt gọi là "thiết bị bảo vệ chống xung áp" (surge protector – SPD), hay "thiết bị ức chế tăng áp tức thời" (transient voltage surge suppressor – TVSS) khi được mắc song song với đường dây điện có thể phát hiện được dòng điện thoáng qua bất thường của tia chớp; và bằng cách thay đổi một số tính chất dẫn điện của chúng, các thiết bị này có thể chuyển hướng xung xuống chỗ nối đất được gắn vào, nhờ đó bảo vệ được các thiết bị điện tử khỏi hư hỏng.

## Các loại

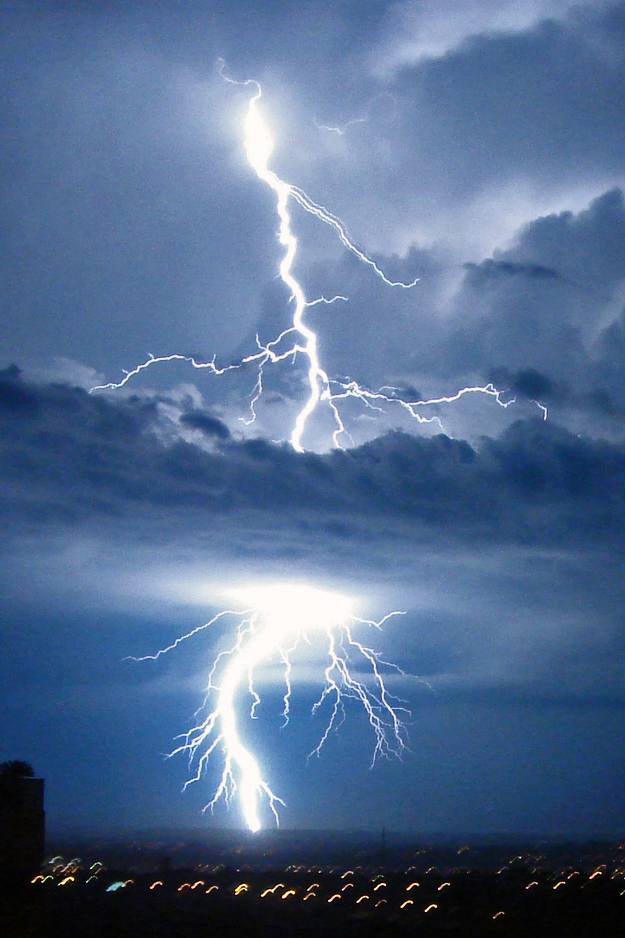
Một tia từ mây tới mây và xuống đất, tại Brazil.

Các tia sét khác nhau có các đặc tính cụ thể, các nhà khoa học và dân thường đã đặt tên cho rất nhiều loại sét khác nhau. Hình thức mà sét thường xuất hiện nhất là vệt sét. Một lượng lớn hạt mang điện thường nằm trong các đám mây nhưng mọi người không thể thấy chúng trừ khi chúng bắt đầu xáo động và tiến hành trao đổi với nhau trong cơn dông.
Có ba loại sét chính:
- Sét đánh từ mây xuống đất (cloud-to-ground, CG);
- Sét giữa các đám mây (cloud-to-cloud, CC);
- Sét trong nội bộ đám mây (intra-cloud, IC).

Ngoài các loại sét chính trong tự nhiên kể trên còn có một vài dạng sét biến thể khác.

### Từ mây xuống đất (CG)

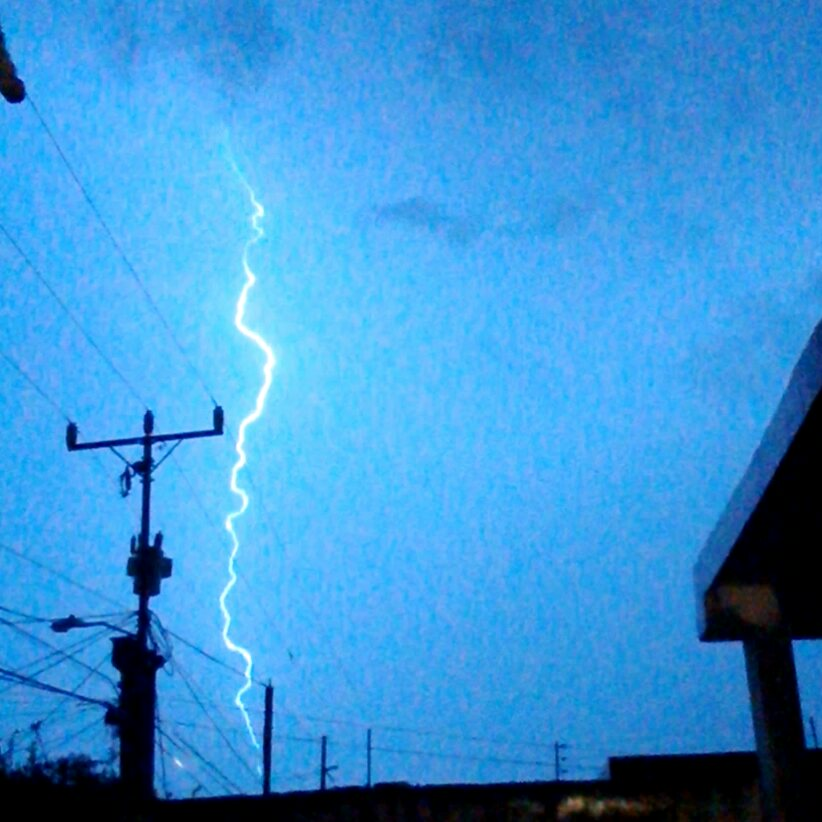
Sét từ mây xuống đất ở vùng hồ Maracaibo, Venezuela.

Sét đánh từ mây xuống đất là hiện tượng phóng điện trong không khí giữa các đám mây tích điện và mặt đất. Nó được hình thành khi một nhánh của luồng tiên đạo bậc di chuyển từ trong các đám mây xuống mặt đất gặp luồng đi lên từ phía mặt đất lên. Sự phóng điện nói chung là tập hợp một vài quá trình: sự đánh thủng sơ bộ, sự hình thành luồng tiên đạo bậc (stepped leader), sự kết nối các kênh dẫn, tiên đạo mũi tên và xuất hiện các vệt sét phản hồi (return stroke).
Sét kích đất thường có dạng như cành cây úp ngược xuống (gọi là hình Lichtenberg) do sự phân nhánh của các luồng bậc mở đường cho chúng, tuy một số hiếm trường hợp sét kênh trơn (không có sự phân nhánh).

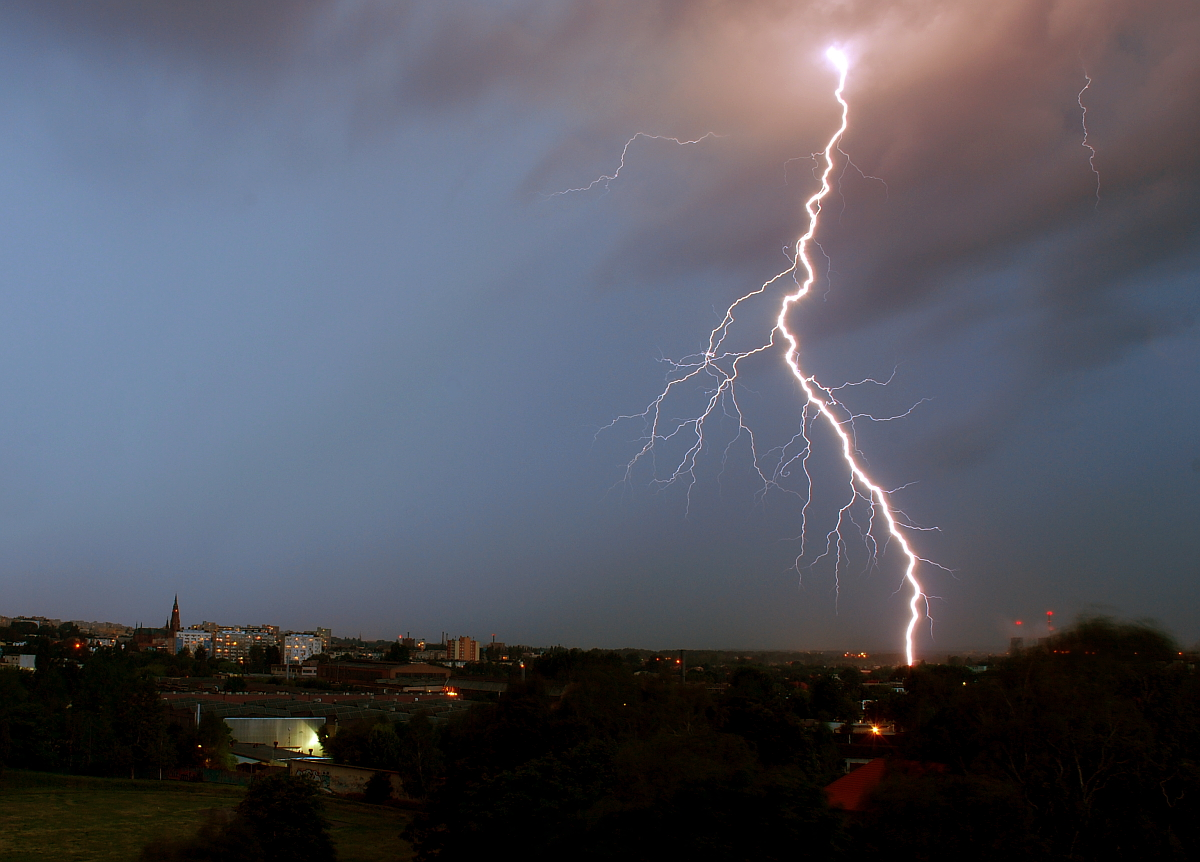
Một tia chớp sáng tại Dąbrowa Górnicza, Ba Lan.

Các nơi có sét đánh nhiều nhất là ở vùng tây bắc Venezuela và vùng miền núi phía đông của Cộng hòa Dân chủ Congo. Sách Kỷ lục Guinness đã liệt kê hồ Maracaibo ở tây bắc Venezuela, nơi trung bình mỗi năm có 297 ngày có hoạt động dông sét là nơi có mật độ sét cao nhất thế giới. Hiện tượng này nổi danh với cái tên "Sét Catatumbo".
Không giống như quan niệm thông thường, sét có thể đánh nhiều lần vào một chỗ. Những cấu trúc cao riêng lẻ thu hút sét đánh lặp lại thường xuyên. Tòa nhà Empire States ở New York chịu trung bình 23 lần sét đánh mỗi mùa hè.
Sét CG là loại sét được biết đến nhiều nhất và được nghiên cứu kĩ nhất. Trong ba loại sét chính đây là loại đe dọa đến tính mạng, tài sản nhiều nhất vì chúng đánh thẳng xuống đất. Cũng vì thế nên việc nghiên cứu khoa học và đo lường sét là dễ dàng hơn đối với loại sét này do có thể được thực hiện bằng các dụng cụ ngay trên mặt đất. Tuy nhiên đây lại là loại ít phổ biến nhất trong các kiểu sét chính (trung bình nó chỉ chiếm gần 25% tổng số các tia sét trên toàn thế giới).

#### Sét dương và sét âm
Một tia sét có thể mang điện tích dương hoặc âm, nó được xác định bởi chiều của dòng điện (được xác định theo chiều dòng điện quy ước) giữa đám mây và mặt đất. Hầu hết sét đánh từ mây xuống đất là âm, có nghĩa là một lượng điện tích âm được truyền từ đám mây xuống mặt đất và các electron di chuyển xuống dưới dọc theo một kênh sét (chiều dòng điện quy ước đi từ mặt đất lên). Điều ngược lại xảy ra khi có một tia sét CG dương, trong đó các electron di chuyển theo chiều hướng lên trên dọc theo kênh dẫn và một lượng điện tích dương được truyền xuống mặt đất (dòng điện quy ước đi từ đám mây xuống). Với tia sét dương luồng bậc phân nhánh đi xuống từ đám mây là kênh dẫn dương và mặt đất tích điện hưởng ứng âm. Sét dương ít phổ biến hơn sét âm và trung bình chỉ chiếm chưa đến 5% tổng số các trường hợp sét đánh.

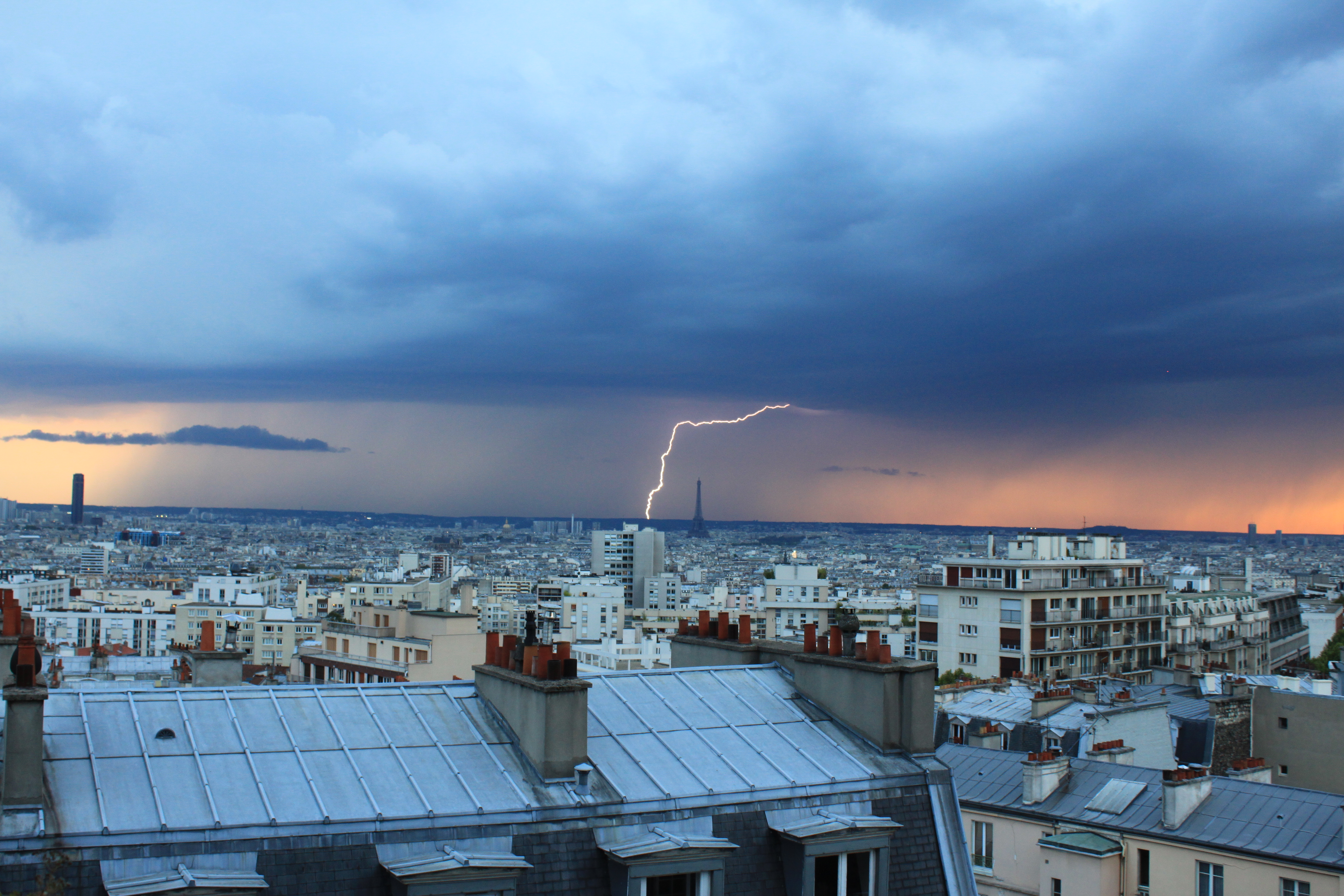
Sét CG trước một cơn dông tại Paris, năm 2011.

Ngược với những quan điểm trước đây, các tia sét dương không nhất thiết bắt nguồn từ vùng đỉnh mây hoặc vùng tích điện dương phía trên rồi đánh vào khu vực không có mưa ngoài vùng có dông bão (đó là loại tia sét từ bầu trời xanh). Các giả thuyết hiện tại cho rằng sét dương có thể hình thành trong điều kiện đặc biệt mà trật tự phân bố điện tích của đám mây dông bị đảo ngược, trong đó vùng điện tích âm chính nằm trên vùng điện tích dương chính còn vùng đáy đám mây tích điện âm. Ngoài ra, sét dương cũng có thể xuất hiện trong các trường hợp: nếu gió đứt thẳng đứng dời vùng điện tích dương đỉnh mây xuống gần mặt đất; trong giai đoạn tiêu tán của một cơn dông mà vùng điện tích âm chính bên dưới bị mất đi và để lại vùng điện tích dương chính; hoặc nếu vùng điện tích dương ở đáy đám mây trở nên cực kỳ lớn.
Sét dương có thể là nguồn gốc của các loại sét đánh ngược lên và sét thượng tầng khí quyển. Nó thường xuất hiện trong các cơn bão tuyết, dông tuyết hay khoảng kết thúc của một cơn dông. Khi loại sét dương xuất hiện một lượng cực lớn các sóng ELF và VLF sẽ được tạo ra.
Sét dương có xu hướng xuất hiện với cường độ mạnh hơn loại âm. Một tia sét âm trung bình mang theo dòng điện 30,000 ampe (30 kA) và truyền điện lượng cỡ 15 coulomb và năng lượng khoảng 1 gigajoule. Tia sét dương đánh xuống đất có cường độ trung bình khoảng gấp đôi dòng cực đại của sét âm điển hình và có thể tạo ra dòng điện cực đại lên tới 400 kA và điện tích ngưỡng vài trăm coulomb.
Do sức mạnh khủng khiếp hơn của chúng, cũng như vì thiếu cảnh báo hiệu quả, sét dương đánh nguy hiểm hơn một cách đáng kể. Do xu hướng đã nói ở trên, các tia sét đánh xuống đất dương thường tạo ra những dòng điện rất lớn và kéo dài, chúng có khả năng làm nóng các bề mặt lên mức cao hơn nhiều làm tăng khả năng phát sinh các đám cháy.

### Mây và mây (CC)

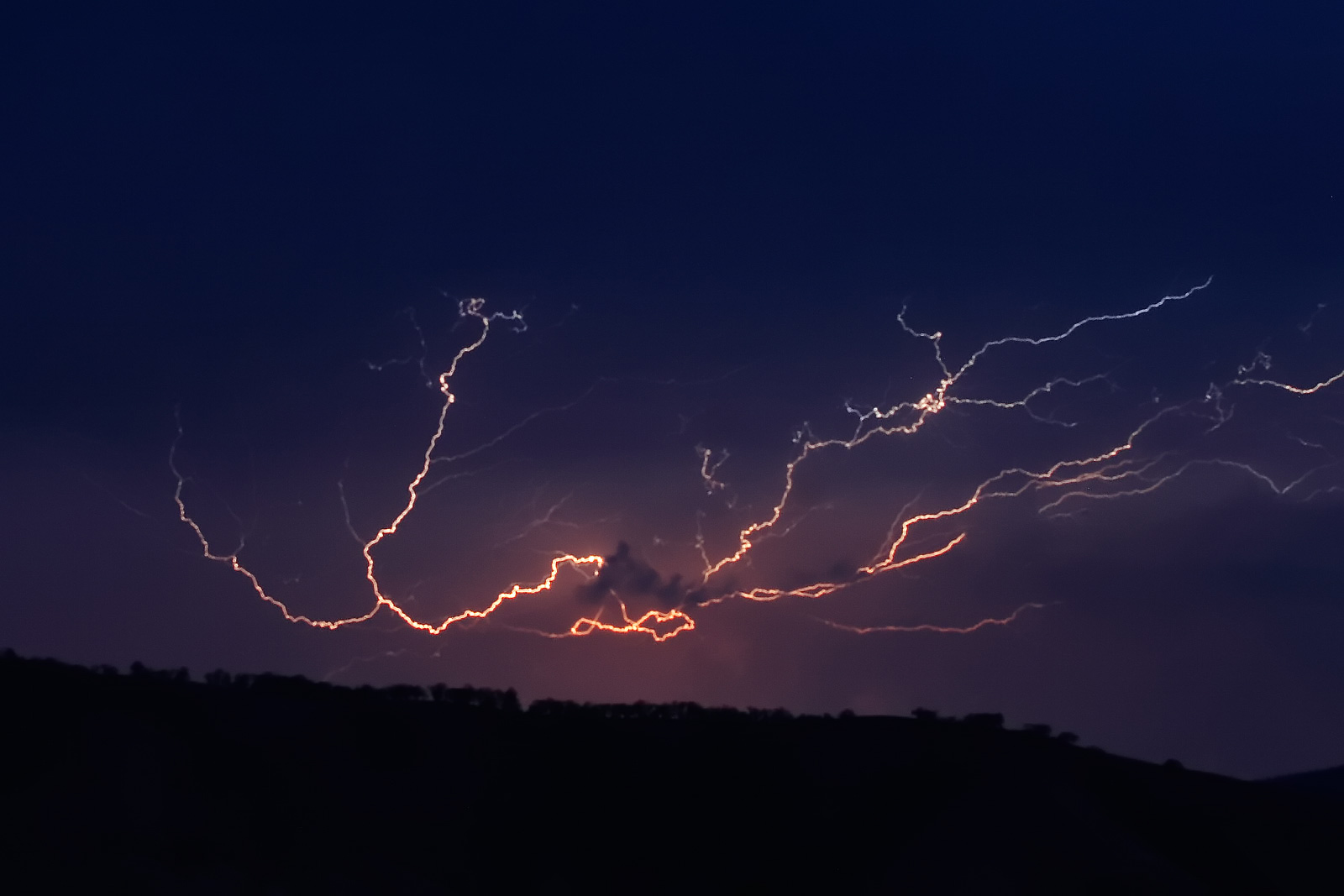
Sét nhện giữa các đám mây tại vùng Swifts Creek, Úc.

Sự phân nhánh của quá trình sét giữa mây tại New Delhi, Ấn Độ.

Sét giữa mây và mây là hiện tượng trao đổi hạt mang điện giữa các đám mây với nhau mà không phải đi xuống đất. Nó xảy ra khi các đám mây tích điện có tiềm năng tạo sét lại gần hay va vào nhau, môi trường tích điện trong hai đám mây bị xáo động hơn là khi chỉ trong một đám mây, hai đám mây sẽ cố gắng lấy lại sự cân bằng điện tích bằng cách trao đổi các điện tích này với nhau, tạo ra hiệu điện thế dẫn đến việc hình thành các luồng dẫn xáo động di chuyển qua lại bên trong và giữa các đám mây tạo ra sét.
Đây là loại sét thường gặp thứ hai sau sét bên trong mây. Nó là loại sét khó nghiên cứu hơn do xảy ra chủ yếu trên các tầng mây trên cao do đó chỉ có thể đo đạc gián tiếp.

#### Sét dạng nhện
Một thuật ngữ khác được sử dụng cho một loại tia sét giữa mây và mây hoặc sét mây-mây-xuống đất là "Anvil Crawler" (sét bò đỉnh đe) hay sét hình nhện. Cái tên "Anvil Crawler" có liên quan đến hành vi di chuyển kì lạ của chúng. Loại sét này thường xuất phát tại một vùng bên dưới hoặc bên trong phần đỉnh hình đe của đám mây vũ tích và di chuyển kiểu "bò" lên giữa các tầng mây phía trên. Nó thường phân ra nhiều vệt sét nhánh rõ rệt và đánh vào nhiều điểm cùng một lúc.
Các tia sét nhện được tạo ra khi các kênh sét truyền qua một mạng lưới tích điện theo chiều ngang trong các cơn dông ở giai đoạn trưởng thành. Những vùng điện tích ngang này thường là các khu vực mây phân tầng trong hệ thống bão đối lưu tầm trung (mesoscale convective system). Sét nhện được bắt đầu bởi các đợt phóng điện nội bộ xuất phát từ khu vực mây đối lưu; sau đó đầu phía âm của kênh sét lan truyền vào khu vực có điện tích của mây phân tầng. Nếu kênh sét trở nên quá dài, nó có thể phân thành nhiều nhánh kênh hai chiều và đầu phía dương kênh sét có thể đánh xuống mặt đất tạo thành sét CG dương; hoặc nó có thể lan truyền nhanh theo phương ngang tại mặt dưới những đám mây, tạo nên cảnh tượng sét bò trên bầu trời. Các tia sét kích đất dương được tạo ra theo kiểu như vậy thường truyền một lượng lớn điện tích dương, và điều này có thể kích hoạt sét đánh ngược từ mặt đất và sét thượng tầng khí quyển.
Sét nhện thường được thấy khi cơn dông đang di chuyển qua phía trên người quan sát hoặc khi cơn dông đang bắt đầu tiêu tan. Trong các cơn dông đã phát triển tốt và có xuất hiện gió đứt mạnh tại vùng phía sau chóp đe, hành vi bò của sét nhện là rõ rệt nhất.

### Trong đám mây (IC)

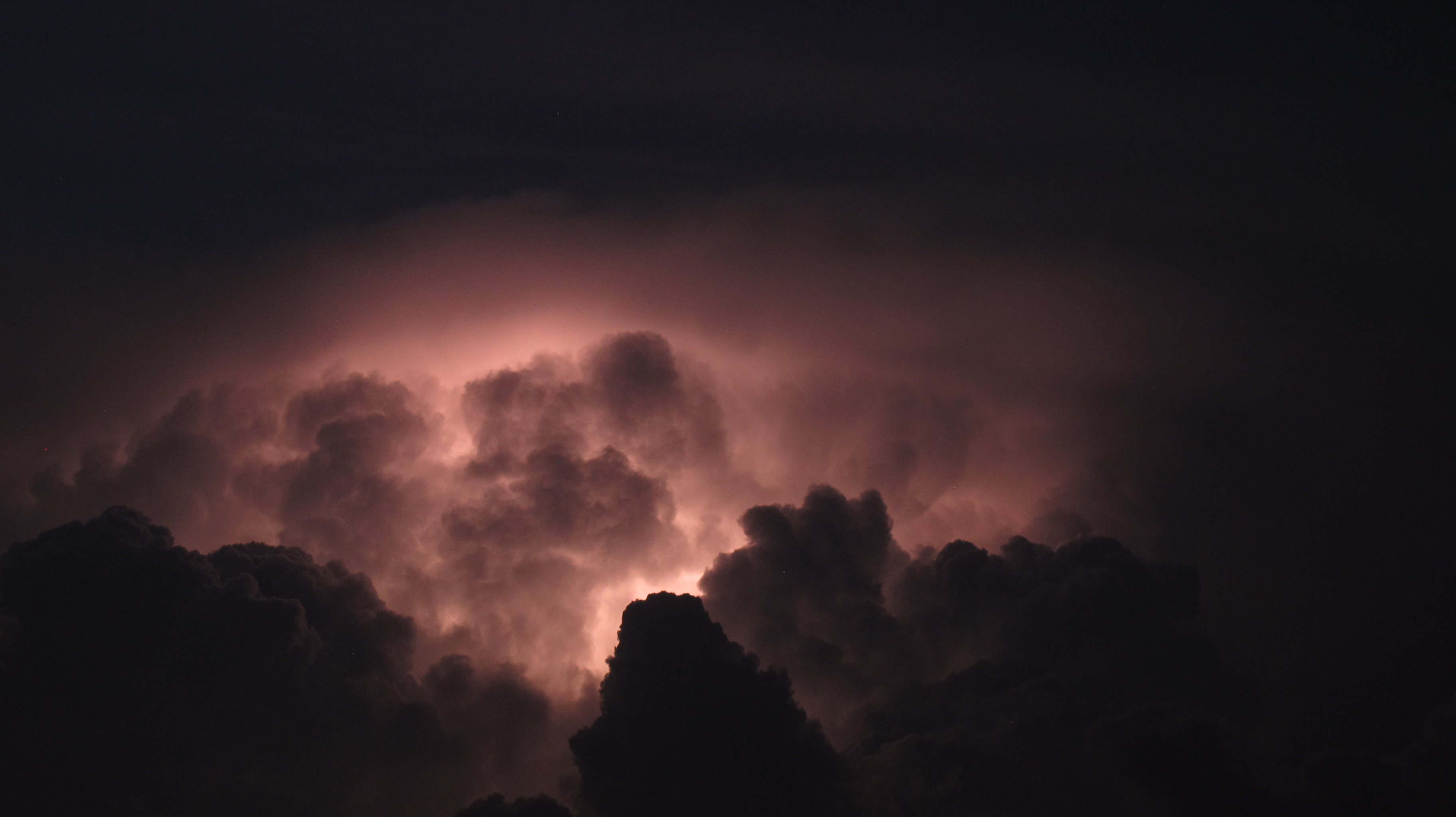
Chớp sáng lấp lóe trong đám mây.

Sét cũng có thể xảy ra ngay bên trong cùng một đám mây dông, thường gặp nhất là giữa phần đỉnh mây trên và phần dưới của mây – những vùng mà giữa chúng có chênh lệch điện thế rất lớn. Loại tia sét nội bộ mây này đôi khi có thể được quan sát ở khoảng cách xa vào ban đêm và được gọi là ánh chớp xa, hay "màn chớp sáng" (sheet lightning). Trong những trường hợp như vậy, người quan sát có thể chỉ thấy một sự lóe sáng ở các đám mây trên trời mà không nghe thấy tiếng sấm. Chớp sáng trong mây là loại sét thường gặp nhất.

### Sét từ đất lên mây
Loại sét đánh ngược lên trên (từ đất lên mây) là một dạng sét biến thể được hình thành khi các luồng điện tích bắt đầu di chuyển từ mặt đất lên đám mây phía trên. Trước thời kỳ cách mạng công nghiệp ở thế kỉ 19, hiện tượng này khá hiếm và chỉ được quan sát thấy tại những đỉnh núi cao trong các cơn dông, nó xuất hiện nhiều hơn thời nay do ngày càng có nhiều công trình cao tầng. 

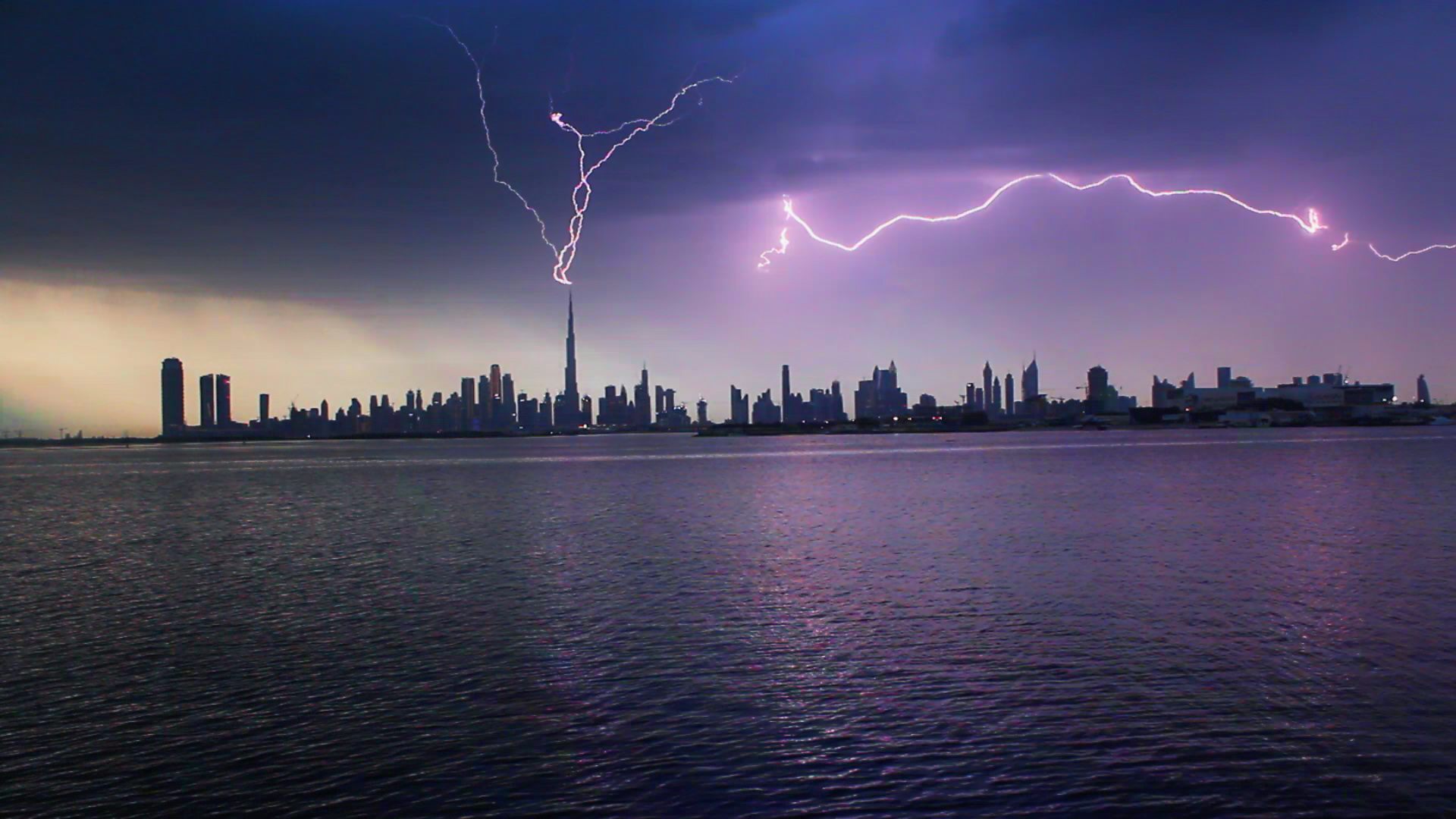
Sét đánh ngược tại đỉnh tòa nhà cao nhất thế giới — Burj Khalifa.

Khi đám mây dông tới gần và tăng cường độ điện trường cục bộ, tại các vật thể cao trên mặt đất, nếu trước đó đã xảy ra sự phóng điện vành, có thể sẽ vượt quá mức điện trường ngưỡng và hình thành ngay các luồng đi lên: dưới tác dụng của lực tĩnh điện từ các điện tích dương có ở các vật này, chúng dần thu hút các điện tích âm và đồng thời tiếp tục đẩy các điện tích dương trong không khí xung quanh ra. Đôi khi các luồng điện tích dương này sẽ tự phóng lên đám mây mang điện tích âm phía trên nếu chúng đủ mạnh và sẽ tạo thành sét mà không cần luồng bậc âm di chuyển xuống gần mặt đất. Khi các ion dương tập trung với mật độ đủ cao, nó sẽ làm cho nơi mà nó tập trung phát sáng, vì thế các thủy thủ thường nói với nhau rằng cột buồm sẽ phát sáng trước khi có sét trong các cơn bão ban đêm để tránh xa nó trước khi bị sét đánh.
Sét đánh ngược thường là những chớp âm (khi phóng điện chiều dòng vệt sét đi từ đất lên) nhưng được kích hoạt bởi các kênh điện tích dương xuất phát từ các công trình cao trên mặt đất, thường thì loại sét này không biểu hiện phân nhánh nhưng gồm rất nhiều đợt. Chúng có thể được kích hoạt sau khi sét dạng nhện xảy ra, hoặc có thể tự hình thành trong mùa lạnh tại những vùng hay có dông tuyết và có thể là loại biến thể sét chủ yếu trong các cơn dông tuyết.

### Sét khô

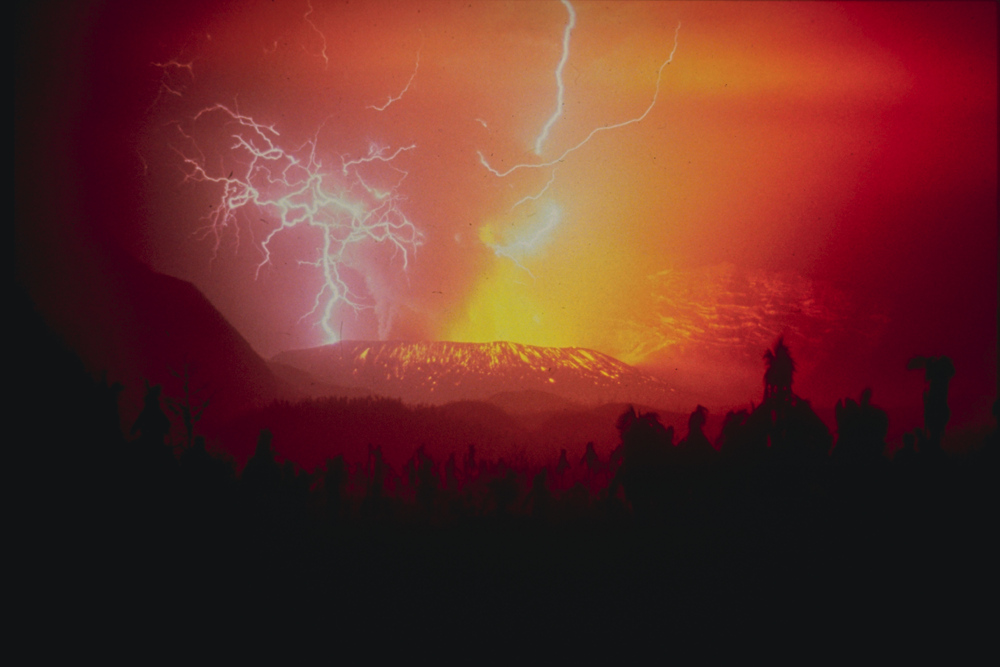
Sét đánh khi núi lửa Galunggung phun trào.

Sét khô, hay dông khô là loại dông sét được tạo thành mà không cần có độ ẩm, hay không có giáng thủy trên mặt đất vì chúng đều bị bay hơi hết khi đi vào lớp khí khô gần mặt đất. Nó thường hình thành trong các trận cháy rừng dữ dội. Hay khi các cột tro núi lửa bốc lên rất cao và bắt đầu hình thành sét như các đám mây tích điện thường làm. Khi mà tầng trên lạnh và dưới mặt đất nóng một sự đối lưu sẽ diễn ra mang theo cả các hạt mang điện tích dương từ dưới mặt đất, thứ mà sẽ hấp dẫn các điện tích âm tập trung lại và di chuyển xuống đất theo làn khói dẫn điện. Chính vì thế lửa có thể tạo ra sét và sét sẽ tạo ra thêm lửa (thảm họa).
Những đám cháy rừng dữ dội, chẳng hạn như trong mùa cháy rừng ở Úc 2019–20, có thể tạo ra hệ thống thời tiết riêng biệt có thể tạo ra sét lửa và các hiện tượng thời tiết cực đoan khác. Sức nóng dữ dội từ đám cháy khiến không khí bốc lên nhanh chóng bên trong đám khói, thúc đẩy đối lưu tăng cường và gây ra sự hình thành các đám mây pyrocumulonimbus (mây dông lửa). Không khí mát bị hút vào bởi dòng khí bốc lên nhiễu loạn này để làm nguội khói. Đám khói bốc lên tiếp tục được làm nguội bởi áp suất khí quyển thấp trên cao, cho phép độ ẩm trong đó hình thành nên mây. Do không thể có mưa nên lửa càng khó kiểm soát. Các đám mây pyrocumulonimbus được hình thành trong khí quyển không ổn định. Hình thái thời tiết trong điều kiện như vậy có thể sinh ra sét khô, vòi rồng lửa, gió mạnh và mưa đá bẩn.

### Sét từ bầu trời xanh

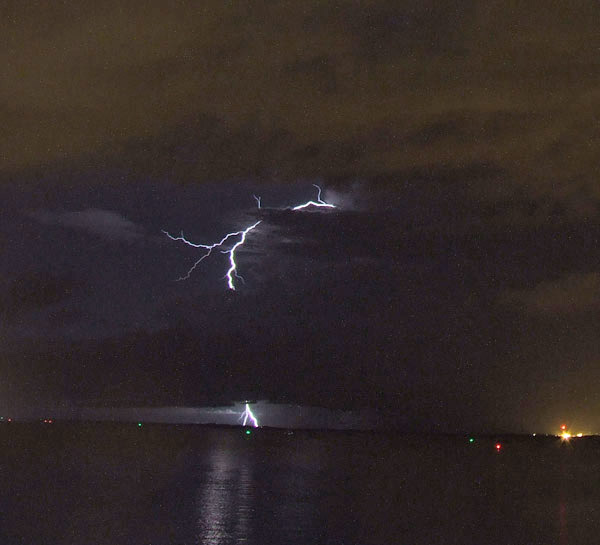
Một tia sét từ bầu trời xanh nối vùng đỉnh đám mây hình đe với mặt đất. Chúng thường được gọi nhầm lẫn là sét CG dương mặc dù phần lớn trường hợp là sét CG âm.

Sét từ bầu trời xanh là một loại sét CG xuất hiện mà không có đám mây ở trên đủ gần có thể thấy rõ ràng để tạo ra nó. Bởi vì tia sét này được hình thành từ các đám mây dông ở xa, nên ở nơi người quan sát sét đánh, bầu trời có vẻ hoàn toàn quang đãng hoặc ít mây.
Ở vùng núi Rockies của Hoa Kỳ và Canada, một cơn dông có thể xảy ra ở trong một thung lũng liền kề và không thể quan sát (nghe hoặc nhìn thấy) được từ thung lũng kia nơi mà có tia sét đánh vào. Khu vực miền núi châu Âu và châu Á cũng có thể có các biến cố tương tự. Ngoài ra, ở các khu vực như vùng vịnh, vùng hồ lớn hoặc đồng bằng mở, khi có một tế bào bão có hoạt động tích điện ở phía chân trời (trong phạm vi 26 km hoặc 16 dặm), việc sét đánh xuống đất ở nơi đó có thể xảy ra và vì cơn bão còn ở rất xa nên chính vì vậy cú sét đánh này có tên gọi "sét từ bầu trời xanh" (bolt from the blue). Trái với quan niệm trước đây, nó không nhất thiết là sét dương. Tia chớp từ bầu trời xanh âm thường bắt đầu khi có sự phát sinh những tia chớp bên trong đám mây thông thường trước khi kênh dẫn âm thoát khỏi đám mây và đánh về phía mặt đất cách đó một khoảng đáng kể.
Các đợt sét dương thuộc loại này đánh có thể xảy ra trong các môi trường bị gió đứt mạnh, nơi vùng tích điện dương phía trên bị dịch chuyển theo chiều ngang từ khu vực mưa, nó thường xuất hiện bất ngờ và đôi khi rất nguy hiểm vì nơi nó sắp đánh trông như vẫn "trời quang mây tạnh".

### Sét hòn
Chú ý: Đây là loại sét hiếm thấy, nó có thể sẽ không giống với bất cứ lý thuyết nào hiện có.
Sét hòn có thể là một hiện tượng phóng điện trong không khí, đặc tính tự nhiên của loại sét này vẫn còn đang gây tranh cãi. Từ sét hòn thường được dùng để chỉ các vật phát sáng hình cầu bay lơ lửng có kích cỡ từ hạt đậu cho đến vài mét. Nó đôi khi xuất hiện trong các cơn dông, và không giống như các tia sét thông thường chỉ xuất hiện với một vệt dài và biến mất sau đó, sét hòn có hình cầu bay lơ lửng và tồn tại trong nhiều giây. Sét hòn chỉ được kể lại bởi các nhân chứng chứ chưa hề được ghi hình lại bởi các nhà khí tượng. Brett Porter, một nhân viên kiểm lâm hoang dã, báo cáo đã chụp được sét hòn tại bang Queensland của Úc vào năm 1987. Các tài liệu khoa học về sét hòn rất hiếm vì chúng thường xuất hiện bất ngờ và hiếm. Sự tồn tại của nó chỉ được kể lại bởi các nhân chứng nên đôi khi bị thêm thắt khiến nó phần nào không phù hợp.
Các thí nghiệm trong phòng thử nghiệm gần đây đã tạo ra các kết quả rất giống với các sét hòn được báo cáo lại, nhưng hiện tại vẫn chưa có kết luận là có liên quan đến hiện tượng tự nhiên này hay không. Có một giả thuyết cho rằng sét hòn được tạo ra do phản chiếu khi sét đánh vào silicon trong đất, một hiện tượng mà các phòng thí nghiệm đã thử nhiều lần. Do các tài liệu nghiên cứu mâu thuẫn lẫn nhau nên quả bóng phát sáng này vẫn là bí ẩn và thường bị cho chỉ là tưởng tượng và chơi khăm. Nhiều báo cáo so sánh việc nhìn thấy sét hòn giống như việc nhìn thấy UFO.

### Một số dạng sét khác

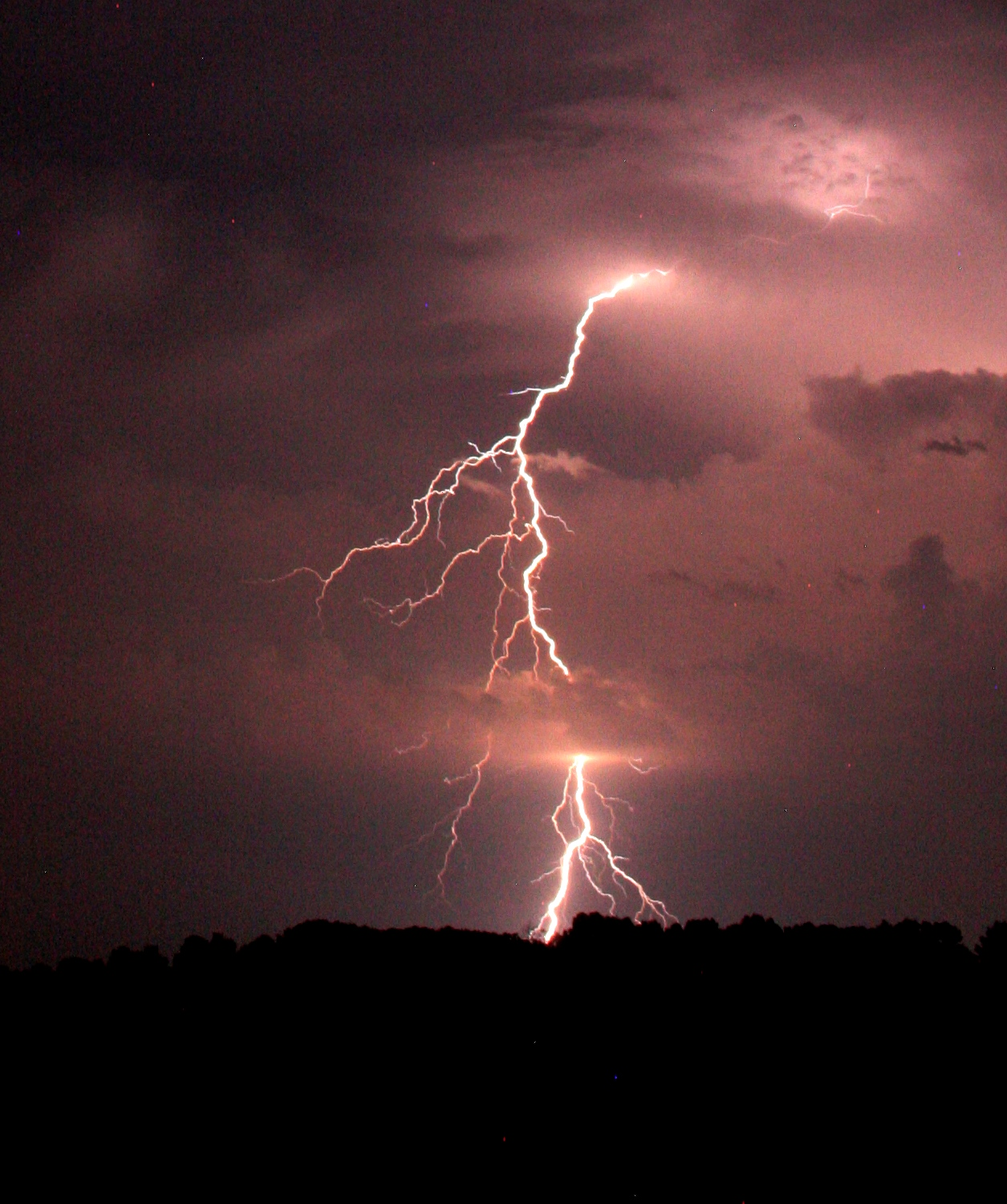
Một tia chớp CG với kênh sét phân nhánh rõ ràng và cực kỳ sáng xảy ra trong thời gian cực ngắn, cho thấy nó là dạng sét staccato, tại New Boston, Texas.

Sau đây là một số dạng biến thể quan sát của sét:

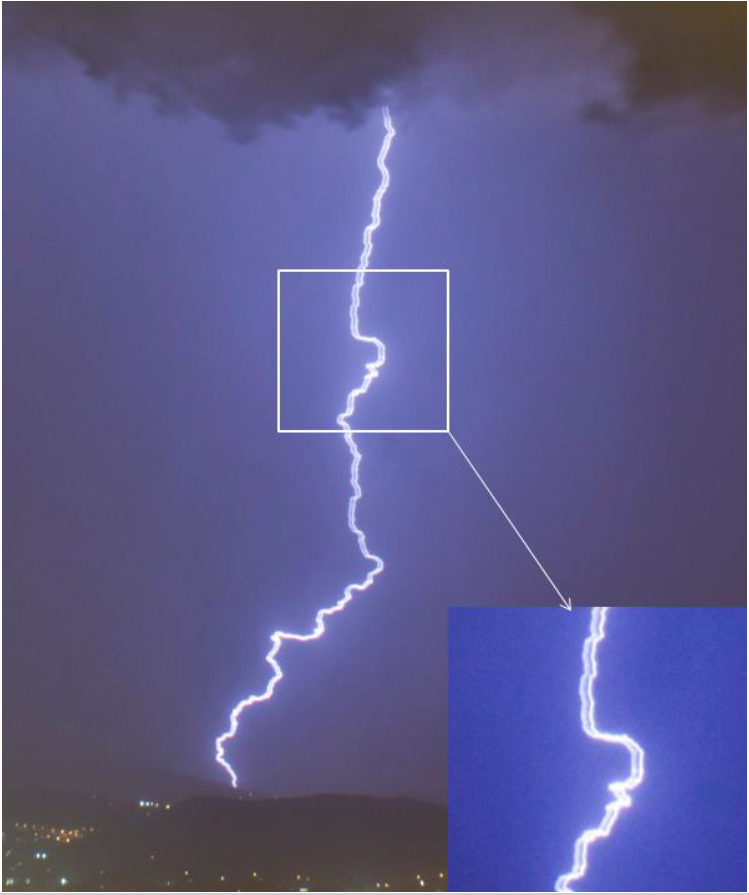
Sét dạng ruy băng với hai vệt rõ ràng.

- Sét dạng chuỗi hạt: thực ra dạng sét này chính là giai đoạn tiêu tan của một kênh sét; hình ảnh trông thấy của tia sét lúc này bị đứt mảnh, trông như một chuỗi hạt phát sáng. Ngay sau giai đoạn vệt sét phản hồi và hình thành nhiều vệt trên cùng một đường đi, hầu hết các cuộc phóng điện sẽ bước vào giai đoạn tiêu tan và được trông thấy như bị gãy thành chuỗi, khi mà kênh sét nguội đi trong tức khắc. Đây giống như là một quá trình của sự phóng điện sét hơn là một loại sét. Sét phân mảnh thành chuỗi thường là một chi tiết nhỏ khó nhận thấy và vì thế nó chỉ rõ ràng khi quan sát ở khoảng cách gần.[62]
- Sét ruy băng: biến thể này của sét CG thường được thấy trong các cơn dông có nhiều gió tạt mạnh. Nó bao gồm nhiều vệt phản hồi liên tiếp. Gió tác động lên các vệt sét, thổi vệt tiếp sau đi một chút so với vệt trước đó tạo nên hiệu ứng trông như dải ruy băng trên hình chụp.[63]
- Siêu chớp (superbolt): thường được định nghĩa như là các tia chớp đánh mang năng lượng rất cao so với các chớp điển hình, trên 100 gigajoule [GJ] (phần lớn các tia chớp chỉ đạt tới khoảng 1 GJ). Khả năng nó xảy ra bình quân là 1 trên 240 đợt sét đánh. Không có sự khác biệt dễ thấy khác giữa nó và những đợt sét thông thường, đơn giản "siêu chớp" chỉ mang nghĩa như là cận trên mức năng lượng của các tia sét. Dù mang năng lượng rất lớn so với sét thông thường nhưng siêu chớp không nhất thiết là sét dương mà còn có thể là sét âm.[64][65][66]
- Sét phối cảm (sympathetic lightning): Khi nhìn trên quy mô lớn các đợt sét có xu hướng như chúng đang cùng phối hợp xuất hiện theo một kiểu dạng tập trung. Khi quan sát các cơn dông từ trên không gian (xem video), các đợt sét trông dường như cùng lúc xuất hiện thành từng cụm.[67][68][69][cần giải thích]
- Xung lưỡng cực hẹp (narrow bipolar pulse – NBP): là những đợt phóng điện cao năng lượng, trong nội bộ đám mây cao trong cơn dông.[70] NBP tương tự như các dạng khác của các sự kiện sét như vệt phản hồi và tiên đạo mũi tên, nhưng mức phát xạ quang của chúng thấp hơn ít nhất là một bậc. Chúng thường xuất hiện trong phạm vi độ cao 10–20 km và có thể phát công suất cỡ vài trăm gigawatt. Chúng cũng tạo ra các tín hiệu thay đổi điện trường không đối xứng lưỡng cực khi được máy ghi lại ở một khoảng cách xa (gọi là các sự kiện lưỡng cực hẹp).[71]
- Sét tên lửa: là một sự phóng điện nội bộ hoặc giữa các đám mây, thường theo chiều ngang tại chân mây, với một kênh phát sáng thường di chuyển với tốc độ cực nhanh trong không trung mà sự di chuyển này có thể trông thấy được bằng mắt thường, thường không liên tục.[72] Đây là một biểu hiện của sét hình nhện.
- Sét nhiệt: là hiện tượng xuất hiện tia chớp nhưng lại không có âm thanh (sấm) nghe được, bởi vì nó xảy ra ở quá xa. Sóng âm sinh ra từ sét bị tiêu tan (biên độ âm giảm theo khoảng cách) hoàn toàn trước khi nó kịp đến tai người quan sát.[73]
- Sét từ mây ra khí quyển: đây là loại sét hình thành khi đầu kênh dẫn âm rời khỏi đám mây ra khí quyển nhưng không truyền xuống đất, và do đó có thể hình dung nó loại là sét đánh xuống đất nhưng không thành công. Sét dị hình xanh và gigantic jet cũng là một hình thức của sét mây-không khí hoặc mây-tầng điện li.
- Sét kênh trơn: là thuật ngữ không chính thức để chỉ một loại sét từ mây xuống đất mà kênh dẫn của nó không phân ra các nhánh có thể thấy được. Chúng trông giống như một đường cong phát sáng trơn, khác với những tia sét dạng chẻ (có phân nhánh) thông thường. Nó là một dạng sét dương thường thấy nhiều tại hoặc gần các vùng đối lưu có dông lớn ở vùng trung bắc của Hoa Kỳ.
- Sét staccato: là dạng sét CG mà chỉ gồm một vệt sét trong khoảng thời gian ngắn, thường xuất hiện dưới dạng một tia chớp đơn lẻ nhưng cực kỳ sáng và phân nhánh rất rõ rệt.[74] Những nơi chúng thường được thấy là tại khu vực mây dạng vòm gần một xoáy thuận trung, nơi có những dòng khí đi lên (updraft) mạnh mẽ trong một cơn dông của hệ thống mây dông quay quanh xoáy.[75]

## Tác động

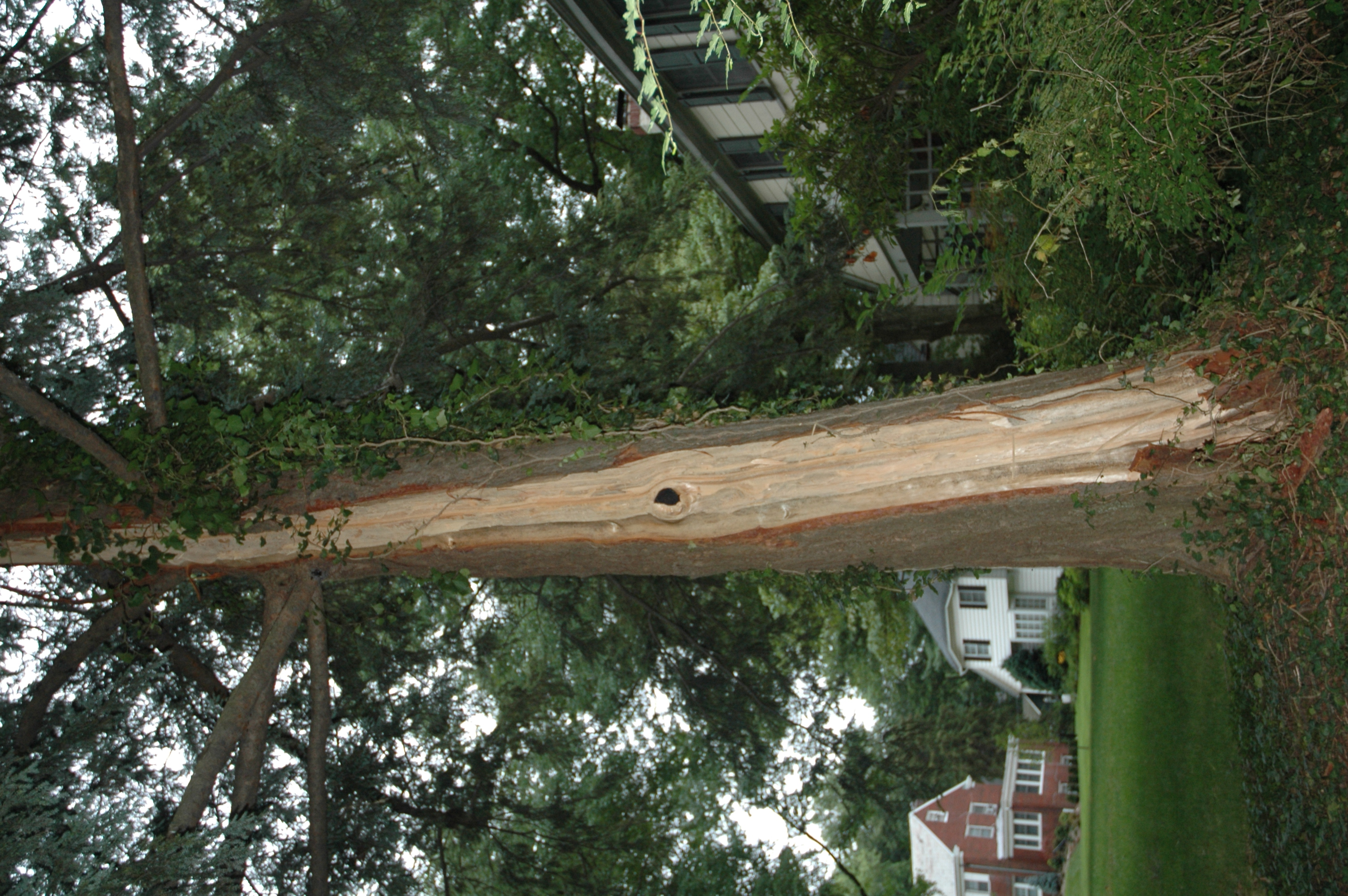
Sét chẻ một cây tại Maplewood, NJ.

Khi tia sét đánh trúng các vật thể trên mặt đất, chúng phải chịu một nhiệt lượng và từ trường rất lớn. Nhiệt độ cao mà dòng điện sét tạo ra khi đi vào thân cây có thể làm bốc hơi nhựa cây dẫn đến một vụ nổ hơi nước bên trong làm bung cả thân cây. Tuy nhiên trong nhiều trường hợp sét có thể đi qua bề mặt ẩm ướt trên thân cây và xuống đất mà không hủy diệt nó. Nếu sét đi vào đất cát, đất cát xung quanh kênh plasma có thể nóng chảy tạo thành các khoáng vật hình ống gọi là fulgurite. Sét không thường đánh chết người, nhưng trong số các trường hợp sống sót, người hoặc động vật có thể chịu tổn thương nặng nề ở các nội tạng và hệ thần kinh. Các công trình cao tầng có thể bị công phá bởi sét khi nó tìm đường xuống đất, nên cần có các biện pháp bảo vệ công trình thích hợp. Thân máy bay là kim loại nên các máy bay rất dễ bị sét đánh, mặc dù không gây hư hại nhiều tới phương tiện và các hành khách trên nó. Đó là bởi vì tính chất dẫn điện của hợp kim nhôm, vỏ thân máy bay hoạt động như một chiếc lồng Faraday. Sét cũng đóng vai trò quan trọng trong thế giới tự nhiên, tham gia chu trình nitơ khi góp phần oxy hóa phân tử nitơ N2 trong không khí thành nitrat, khi mưa xuống chúng phân hủy và có thể trở thành phân bón tự nhiên rất tốt cho cây trồng và các sinh vật khác. Câu tục ngữ kinh nghiệm: "Lúa chiêm lấp ló đầu bờ. Hễ nghe tiếng sấm phất cờ mà lên." chính là nói về điều này.

### Sấm
Khi hai đám mây tích điện trái dấu lại gần nhau, hiệu điện thế giữa chúng có thể lên tới hàng triệu volt. Giữa hai đám mây có hiện tượng phóng tia lửa điện và ta trông thấy một tia chớp (CC). Vài giây sau ta mới nghe thấy tiếng nổ, đó là "sấm" (vận tốc ánh sáng 300,000,000 m/s [980,000,000 ft/s] nhanh hơn rất nhiều lần vận tốc của tiếng động là 343 m/s [1,125 ft/s] nên ta trông thấy tia chớp trước). Vì thế một người quan sát có thể ước chừng khoảng cách đến nơi có sét bằng cách xác định khoảng thời gian giữa khi nhìn thấy tia sét và khi tiếng sấm nó tạo ra tới tai.
Chẳng hạn, nếu ánh sáng từ một tia chớp tới trước tiếng động của nó một giây thì ta sẽ có khoảng cách tới cơn dông vào khoảng 343 m (1125 ft); nếu thời gian trễ này là 3 giây thì ta sẽ suy ra khoảng cách là khoảng 1 km hoặc 0.62 dặm (3 × 343 m). Còn nếu một tia chớp tới trước tiếng sấm trong năm giây, sẽ có thể suy ra khoảng cách xấp xỉ 1.5 km hoặc 0.93 dặm (5 × 343 m). Do đó, nếu một cú sét được quan sát ở khoảng cách rất gần thì nó sẽ kèm theo ngay một tiếng sấm bất ngờ, gần như không có thời gian trễ giữa chúng và còn có thể đi kèm với mùi ozon (O3) sinh ra từ sét.
Do sét là sự phóng điện hay sự di chuyển cực nhanh của các điện tử ma sát vào không khí làm nó trở nên cực nóng có thể hình thành plasma và giãn nở ra, theo thuyết động học thì khi không khí bị giãn nở ra một cách quá nhanh và đột ngột xung quanh tia sét, nó sẽ tạo ra một sóng chấn động lan rộng kèm theo tiếng động được biết đến như sấm.
Vì có rất nhiều sóng chấn động được tạo ra liên tiếp nhau khi sét hình thành, và do có rất nhiều vệt sét thứ phát nên ta không chỉ nghe một tiếng mà rền vang trong một khoảng thời gian tùy theo chiều dài của sét và khoảng cách đến người nghe nó. Một tiếng sấm gần có mức cường độ vào cỡ 120 dB, vào ngưỡng có thể gây tổn thương thính giác.
Các đặc tính của sấm rất phức tạp tùy theo yếu tố hình học của sét như chiều dài, có bao nhiêu tua, độ vọng âm thanh từ mặt đất và có bao nhiêu vệt sét...
Tuy nhiên, nếu cơn dông ở một khoảng khá xa người quan sát thì có thể không nghe được tiếng sấm dù vẫn nhìn thấy được những tia sét của nó (do cường độ âm thanh giảm dần theo khoảng cách). Hiện tượng này có tên gọi là sét nhiệt. Có nguồn thông tin nêu rằng một cơn bão sét có thể được thấy ở khoảng cách xa tận hơn 160 km (100 dặm) nhưng tiếng sấm thì chỉ có thể nghe được trong phạm vi 32 km (20 dặm).

### Năng lượng phóng xạ cao tạo ra khi sét đánh
Đã có lý thuyết về sự hình thành tia X tạo ra khi sét đánh vào năm 1925 nhưng không có bằng chứng cho việc này mãi tới năm 2001-2002, khi các nhà nghiên cứu thuộc trường đại học nghiên cứu mỏ và công nghệ New Mexico đã vô tình phát hiện tia X đang chạy dọc theo dây thử sau khi có sự xuất hiện của các tia sét phía trên. Cùng năm đó đại học Florida và viện công nghệ Florida đã nghiên cứu điện trường tia X bằng một hệ thống anten đặt tại Bắc Florida và đã xác nhận rằng các tia sét tự nhiên có thể tạo ra một lượng lớn tia X trong quá trình lan truyền kênh dẫn. Việc hình thành các tia X bởi sét này vẫn còn đang được nghiên cứu vì nhiệt độ của sét quá thấp (hàng ngàn lần thấp hơn mức cần thiết) để hình thành tia X một cách tự nhiên mà không qua sự phân rã phóng xạ.
Số lượng lớn các nghiên cứu và quan sát khác từ trên các trạm không gian cũng cho thấy sét cũng tạo ra một lượng lớn tia gamma. Hiện tượng này được gọi là chớp tia gamma địa cầu (Terrestrial Gamma-ray Flash hay TGF) hay "sét đen", do phổ của nó không thuộc vùng ánh sáng nhìn thấy. Những điều này đã tạo ra một thách thức mới cho lý thuyết hiện hành về việc hình thành của sét khi chúng có các dấu hiệu của hiện tượng phản vật chất thông qua việc phóng ra các tia phóng xạ. Các nghiên cứu gần đây cũng cho thấy một số hạt vi mô sản sinh từ sự bùng phát tia gamma như: electron, positron, proton và neutron có thể mang năng lượng hàng chục MeV.

### Chất lượng không khí
Nhiệt độ rất cao do sét tạo ra dẫn đến sự gia tăng đáng kể của nồng độ ozon và các oxit của nitơ trong không khí. Mỗi tia chớp ở vùng ôn đới và cận nhiệt đới tạo ra trung bình 7 kg NOx. Trong tầng đối lưu, tác động của sét có thể làm tăng 90% nồng độ NOx và tăng nồng độ ozon lên 30%.

### Tác động lên đồ điện tử

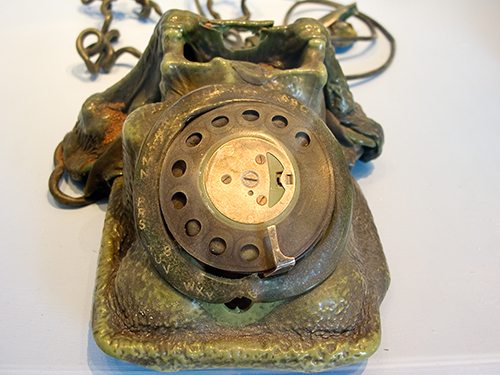
Một chiếc điện thoại sau khi sét đánh.

Điện thoại, modem, máy tính cá nhân và các thiết bị điện tử khác có thể bị hư hỏng do sét đánh, khi chúng đi qua các ổ cắm điện thoại, cáp ethernet, hoặc ổ cắm điện. Với các thiết bị điện khi sét đánh vào các cột điện sẽ làm tăng áp đột ngột làm chập điện và cháy tất cả các linh kiện điện tử. Với những ai đang dùng điện thoại sẽ rất nguy hiểm cho màng nhĩ vì nó sẽ tạo ra một tiếng rít rất lớn và dài cũng như bị điện giật nếu là điện thoại có dây. Và thậm chí khi không đánh vào đâu sét cũng sẽ tạo ra các xung điện từ mạnh (đặc biệt là sét dương) sẽ phá hỏng các linh kiện điện tử.

### Vai trò sinh học
Có khả năng sét đã có mặt trên Trái Đất ngay từ thời rất sơ khai, trước khi các dạng sống đầu tiên xuất hiện, từ khoảng hơn 3 tỉ năm về trước. Ngoài ra, có lẽ các tia sét là một trong những yếu tố quan trọng trong việc hình thành các phân tử hữu cơ đầu tiên, là những hợp chất cần thiết cho sự sống xuất hiện. Điều này được giả định trong thí nghiệm Miller-Urey năm 1953, được coi như là một trong những nghiên cứu đầu tiên về sét trên Trái Đất sơ khai và những ảnh hưởng của nó. Thành phần khí quyển của Trái Đất sơ khai (một tỉ năm đầu tiên) khác biệt rất nhiều so với trạng thái hiện tại của nó. Tới thời gian khoảng 3.5 tỉ năm trước, bề mặt Trái Đất nguội dần đi để tạo thành lớp vỏ, chủ yếu là các núi lửa phun trào nham thạch, dioxide cacbon và amonia, hình thành bầu khí quyển nguyên thủy của Trái Đất; nó chứa chủ yếu là CO2 và hơi nước, với một ít nitơ nhưng vẫn chưa có nhiều oxy. Kể từ khi Trái Đất mới hình thành, nhiệt độ cao của lớp vỏ là nguyên nhân gây ra những chấn động địa chất lớn thường trực vẫn còn dữ dội tới nay, và đã làm phát sinh các đại dương. Hoạt động núi lửa mạnh mẽ trên Trái Đất sơ khai sinh ra các cơn bão sét núi lửa đặc biệt nhiều và thường xuyên. Nước, khi nó thực hiện lặp đi lặp lại vòng tuần hoàn của nó, đã mang theo các nguyên tố hóa học trong khí quyển sơ khai, như cacbon và nitơ, và tích tụ chúng trong các vùng biển nguyên thủy. Tia cực tím và sét có thể là những tác nhân rất cần thiết cho sự kết hợp của các loại hợp chất vô cơ này và sự biến đổi chúng thành các phân tử hữu cơ như các amino acid, là những thành phần thiết yếu cho sự xuất hiện của sự sống như chúng ta đã biết. Sau khi vi sinh vật quang hợp và thực vật bắt đầu xuất hiện, bầu khí quyển cổ chuyển dần từ một bầu khí quyển khử (tức khí quyển mà trong đó các quá trình oxy hóa bị ức chế) thành bầu khí quyển oxy hóa, chính là bầu khí quyển hiện tại của chúng ta.
Các sự phóng điện trong khí quyển là một trong những nguồn nitrit và nitrat tự nhiên chính, rất cần thiết cho đời sống của các thực vật. Rau quả không thể sử dụng trực tiếp khí nitơ (N2) trong khí quyển, vì vậy nó cần được chuyển đổi thành các hợp chất nitơ khác. Sét là một trong các tác nhân của các phản ứng hóa học như vậy, do đó nó có vai trò duy trì chu trình nitơ.
Ngoài ra, sét cũng đóng góp tiến hóa của các loài thực vật, khi nó là nguyên nhân phát sinh các vụ cháy rừng xưa nay. Bởi lửa do sét có thể đốt cháy các loại chất khô (như củi, xác cây gỗ), biến chúng thành nguyên liệu dinh dưỡng để thảm thực vật tiếp theo phát triển. Nhiệt sinh ra còn có thể tiêu diệt các loài sâu hại trên cây, vì thế nó có một số tác động rất có lợi cho môi trường. Quá trình chọn lọc tự nhiên trong tiến hóa của thực vật cũng dường như được liên kết chặt chẽ với sự xuất hiện của các đám cháy, thúc đẩy sự xuất hiện của các gen thực vật mới. Và có thể, những đám lửa sét là nguồn lửa đầu tiên được sử dụng bởi người nguyên thủy, đây sẽ là một trong những bước tiến quan trọng dẫn đến sự tiến hóa văn minh và thống trị môi trường Trái Đất của loài người.

## Phân bố, tần suất, và mức độ của sét

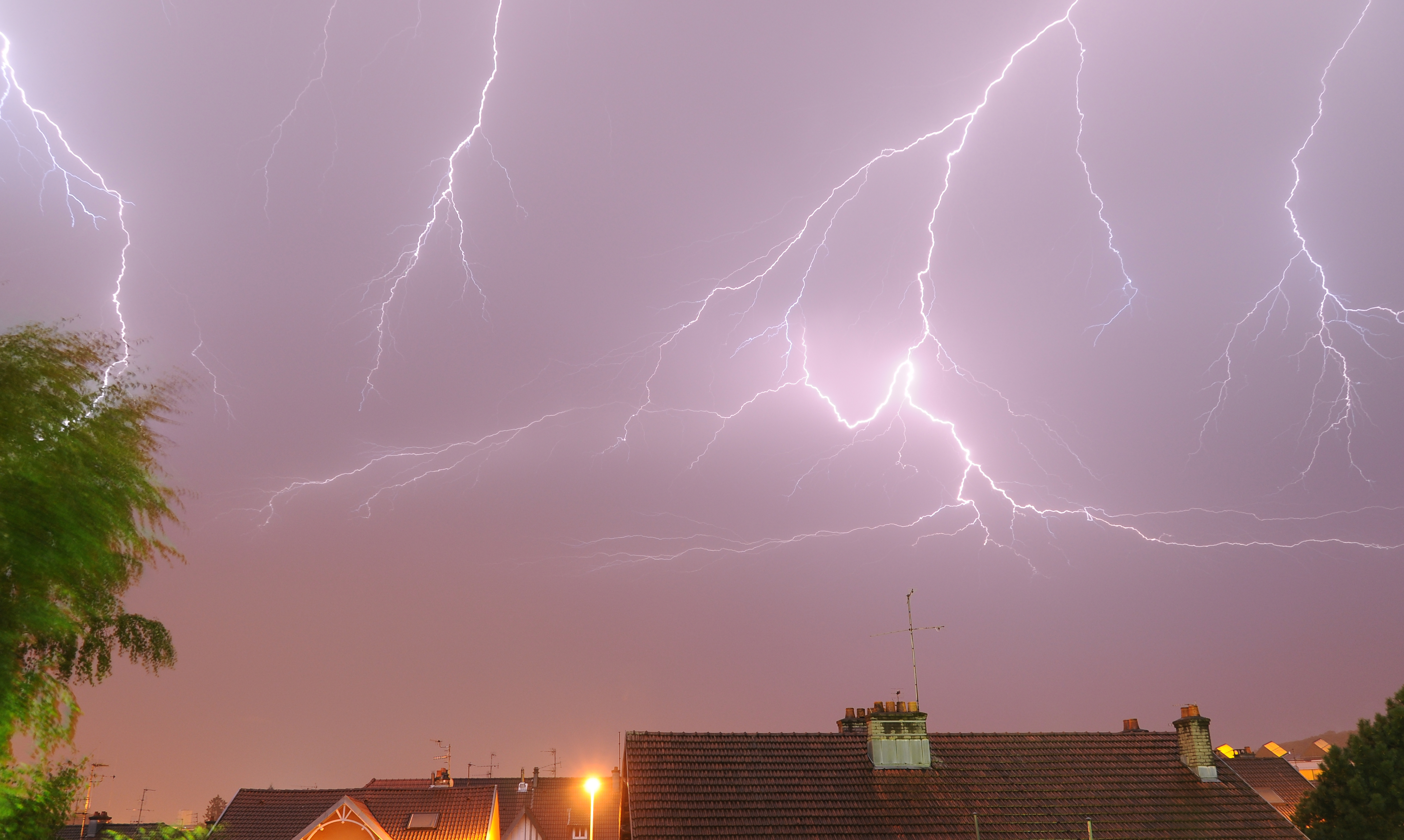
Sét tại Belfort, Pháp.

Trên Trái Đất, sét phân bố không đều. Tần suất sét đánh trung bình toàn thế giới xấp xỉ 44 (± 5) lần mỗi giây, hay gần 1.4 tỉ tia chớp mỗi năm.
Nhiều nhân tố ảnh hưởng tới sự phân bố sét trên thế giới, cũng như các loại sét khác nhau và tính chất của sét (hay dông nói chung) tại một vùng miền như: sự đối lưu mạnh hay yếu, vĩ độ và độ cao của nơi đó so với mực nước biển, loại gió chính, độ ẩm tương đối, vị trí gần hay xa các vùng nước ấm hoặc lạnh, cấu trúc địa chất nơi đó...v.v.
Sét chủ yếu xảy ra khi không khí ấm bị pha trộn với khối không khí lạnh hơn, dẫn đến nhiễu loạn khí quyển cần thiết để xảy ra phân cực điện tích trong khí quyển. Tuy nhiên, nó cũng có thể xảy ra khi có bão bụi, cháy rừng, lốc xoáy, núi lửa phun trào, và thậm chí trong cái lạnh giá của mùa đông, khi đó nó được gọi là dông tuyết. Các cơn bão thường tạo ra các tia sét, chủ yếu ở các dải mưa cách tâm bão khoảng 160 km (99 dặm).

Hơn 70% tia sét xuất hiện tại các vùng trên đất liền có khí hậu nhiệt đới, nơi có hoạt động đối lưu khí quyển mạnh mẽ nhất. Sự pha trộn các khối khí nóng và lạnh hoặc các khối khí có chênh lệch độ ẩm có thể dẫn đến hiện tượng đối lưu mạnh, thường diễn ra tại ranh giới các khối khí. Chẳng hạn, một dòng biển ấm chảy qua các vùng đất liền khô cằn, chẳng hạn dòng Gulf Stream sẽ gây đối lưu; điều này giải thích phần nào sự gia tăng tần số cơn dông và sét đánh tại vùng Florida và lân cận vịnh Mexico. Trên các vùng biển và đại dương, sét ít phổ biến hơn so với đất liền. Hoạt động đối lưu tạo nên dông là rất hiếm tại các vùng địa cực nên những nơi này là những nơi sét ít xảy ra nhất. Ngoài ra, tỉ lệ xuất hiện của từng loại sét chính có thể thay đổi theo mùa và vĩ độ. Chẳng hạn, loại sét CG nhiều ở những nơi có độ cao đóng băng thấp, điển hình là các nơi vĩ độ trung, hơn là ở những vùng nhiệt đới nơi độ cao đóng băng thường trên 1 km.

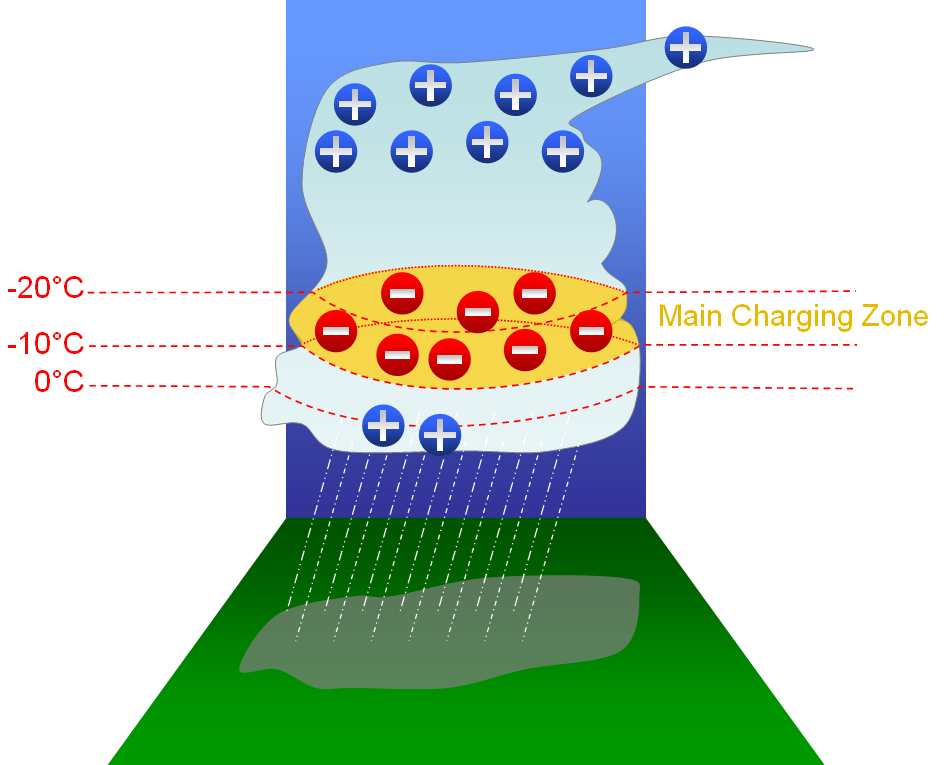
Vùng tích điện chủ yếu của đám mây xảy ra trên độ cao đóng băng khí quyển và ảnh hưởng đến tần suất sét đánh xuống đất.

Nhìn chung, các tia chớp loại CG chỉ chiếm 25% tổng số sét trên toàn thế giới. Bởi vì chân đám mây dông thường tích điện âm nên vùng này là nơi bắt nguồn của hầu hết các tia sét CG. Vùng này thường ở độ cao nơi xảy ra sự đóng băng trong đám mây. Sự đóng băng kết hợp với va chạm giữa các hạt băng và nước, dường như là một phần quan trọng của quá trình phân ly và phát triển các điện tích ban đầu. Trong các va chạm do gió (chuyển động không khí) gây ra, các tinh thể băng có xu hướng tích điện tích dương, trong khi hỗn hợp nước và đá nặng và loãng hơn (gọi là graupel) thì phát triển điện tích âm. Dòng khí đi lên (updraft) trong đám mây dông tách các tinh thể băng nhẹ hơn khỏi các hạt graupel nặng hơn, khiến vùng trên cùng của đám mây tích tụ điện tích không gian dương trong khi vùng thấp hơn tích tụ điện tích không gian âm.

Do điện tích tập trung trong đám mây phải vượt qua được đặc tính cách điện của không khí và nó tăng tỉ lệ thuận với khoảng cách giữa mây và mặt đất, tỉ lệ các đợt sét CG (so với sự phóng điện giữa mây và mây (CC) hoặc trong mây (IC)) trở nên lớn hơn khi đám mây gần mặt đất hơn. Ở vùng nhiệt đới, nơi độ cao đóng băng thường cao hơn trong khí quyển, chỉ 10% tia sét là CG. Ở vĩ độ của Na Uy (khoảng 60° độ vĩ Bắc), nơi có độ cao đóng băng thấp hơn, 50% sét là CG.

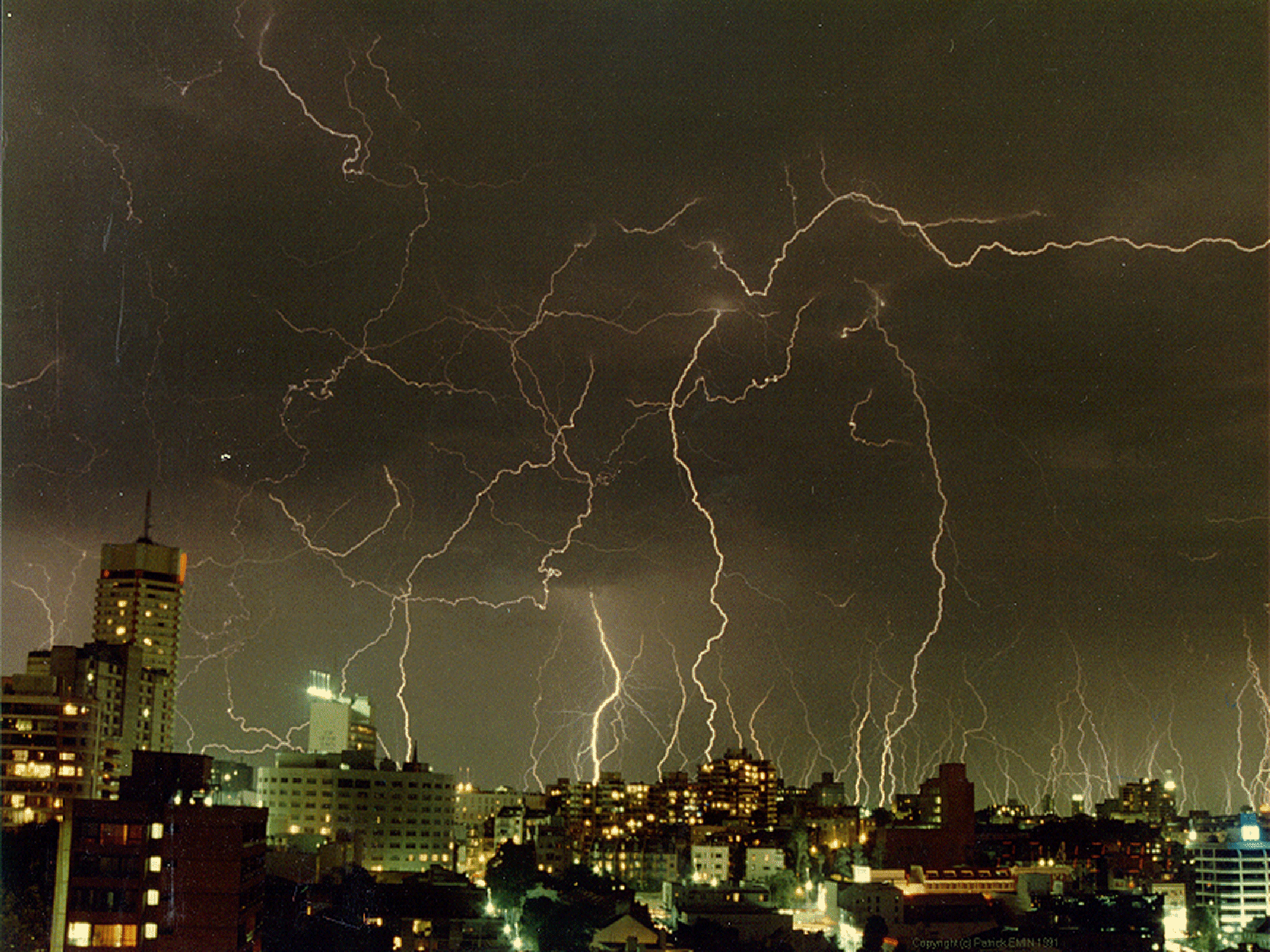
Một trận dông với tần suất sét rất cao tại Sydney, Úc mùa hè năm 1991.

Một số địa điểm có tần suất sét cao nhất thế giới: nhiều nhất là tại vùng hồ Maracaibo ở cửa sông Catatumbo, Venezuela (trung bình nơi này chịu 250 đợt sét mỗi ngày trong 297 ngày mỗi năm); thứ hai là gần ngôi làng Kifuka ở vùng núi miền Đông Cộng hòa Dân chủ Congo (158 lần sét/1 km²/năm); sau đó là Cáceres ở Colombia (172.29 đợt/1 km²/năm). Ngoài ra, Singapore, và khu vực Hẻm sét ở vùng Trung tâm Bang Florida, Hoa Kỳ cũng là các điểm nóng về sét.
Theo báo cáo của Tổ chức Khí tượng Thế giới (WMO) của Liên Hợp Quốc, vào ngày 29 tháng 4 năm 2020, một tia chớp dài 768 km (477.2 dặm) đã được quan sát ở vùng miền Nam Hoa Kỳ, kéo dài từ tiểu bang Texas tới tiểu bang Louisiana—dài hơn 60 km (37 dặm) so với kỷ lục khoảng cách trước đó (Nam Brazil, ngày 31 tháng 10 năm 2018). Một tia chớp đơn lẻ tại Uruguay và miền Bắc Argentina vào ngày 18 tháng 6 năm 2020 đã kéo dài tới 17.1 giây—lâu hơn 0.37 giây so với kỷ lục trước đó (ngày 4 tháng 3 năm 2019, cũng tại Bắc Argentina).
Hiện nay, các nghiên cứu còn chỉ ra rằng có thể sự nóng lên toàn cầu đang khiến cho tần suất sét toàn thế giới gia tăng. Tuy nhiên, các tần suất dự báo này chỉ chênh lệch so với tần suất sét hiện nay khoảng 5 đến 40% tính trên một đơn vị độ Celsius tăng trung bình của nhiệt độ khí quyển.

## Sét thượng tầng khí quyển

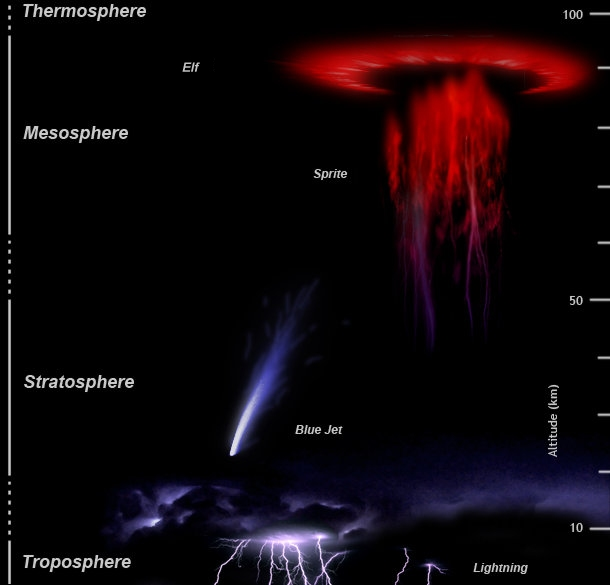
Sơ đồ vị trí xuất hiện của các loại sét thượng tầng khí quyển.

Sét thượng tầng khí quyển là họ các hiện tượng phóng điện-đánh thủng xảy ra trong khoảng thời gian rất ngắn trên các tầng khí quyển cao của Trái Đất, ở độ cao phía trên đám mây dông và có liên quan đến những tia sét thông thường. Đã có những báo cáo về các hiện tượng điện phía trên các đám mây dông từ những năm 1886. Tuy nhiên chỉ vài năm trở lại đây các nghiên cứu mới được thực hiện về những hiện tượng này và chúng được tin là những dạng plasma phát sáng trên khí quyển cao. Các hiện tượng này được khoa học ưa gọi hơn là các sự kiện phát sáng thời gian ngắn (transient lumnious event – TLE), thay vì coi là một loại tia sét như cách gọi "sét thượng tầng khí quyển" bởi các hiện tượng phóng điện trên khí quyển cao thiếu các đặc tính thường thấy của sét ở tầng đối lưu thông thường.

### Sét dị hình (Sprite)

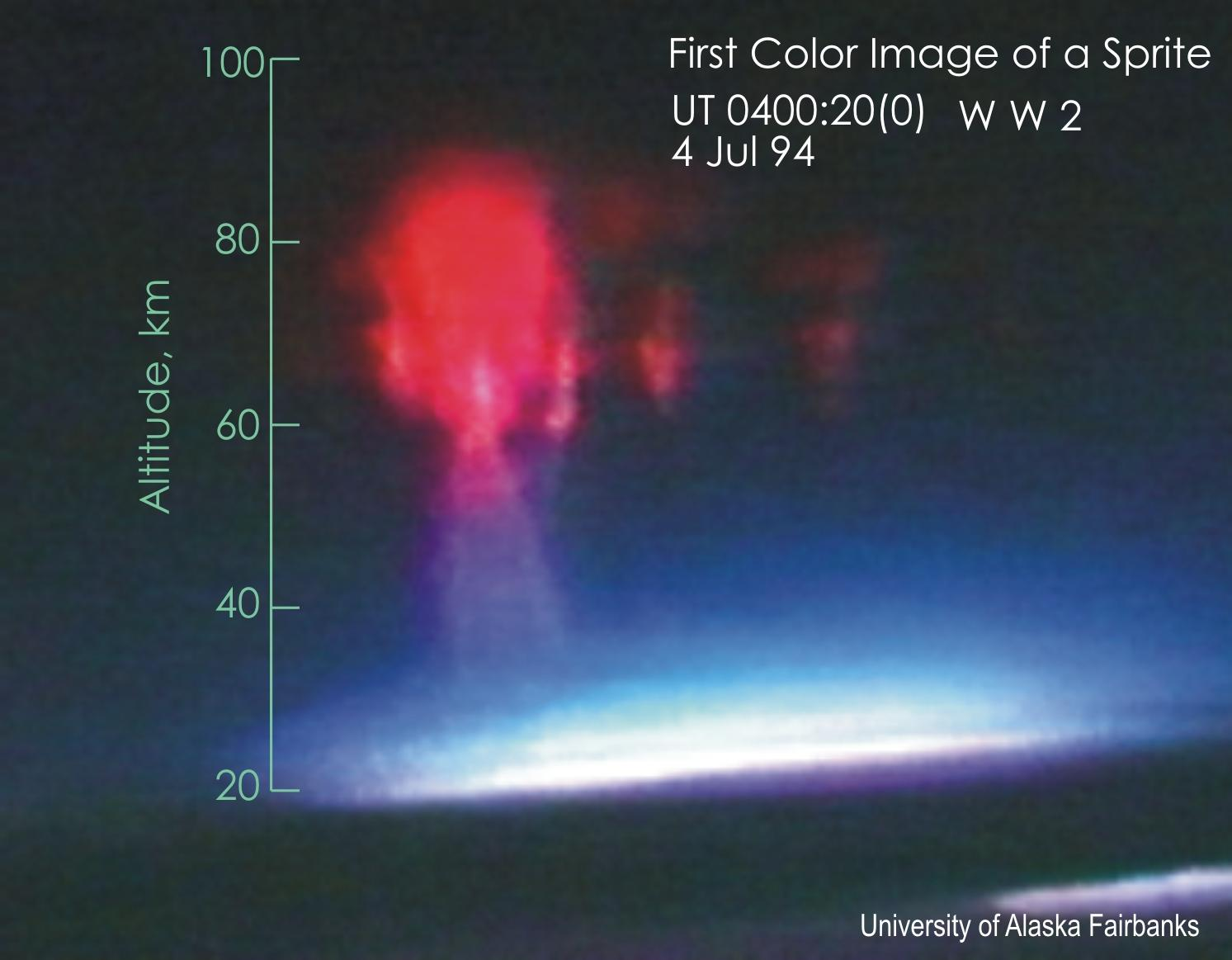
Bức ảnh màu đầu tiên về Sprite, chụp từ trên máy bay.

Sét dị hình là một hiện tượng phóng điện trên khí quyển cao có quy mô rất lớn, nó hình thành trên cả các đám mây dông dẫn đến việc nó có rất nhiều hình dạng khác nhau. Nó được kích hoạt bởi các tia sét CG dương, khi các điện tích theo kênh dẫn phóng lên trên từ bên dưới, từ trong vùng đỉnh đám mây bão hay từ mặt đất. Sprite xảy ra chủ yếu ở tầng trung lưu cách mặt đất 50÷90 km. Cái tên Sprite được đặt theo tên của một nhân vật Sprite (linh hồn của không khí) trong vở A Midsummer Night's Dream của Shakespeare. Bình thường chúng trông giống như một đám mây đỏ-cam hay xanh lá-xanh dương với các tua bên dưới và đôi khi còn có một cái vòng ở bên trên. Sprite diễn ra trong khoảng thời gian ngắn, khoảng từ vài mili giây tới 2 giây. Sprite được chụp hình lần đầu tiên vào ngày 06 tháng 7 năm 1989 bởi một nhà khoa học thuộc đại học Minnesota và kể từ khi đó nó được nhìn thấy thường xuyên hơn. Sprite được giải thích như là nguyên nhân gây ra các sự cố tai nạn không thể giải thích được của các phương tiện có tầm hoạt động cao hơn các đám mây bão.

### Sét dị hình xanh (Blue jet)

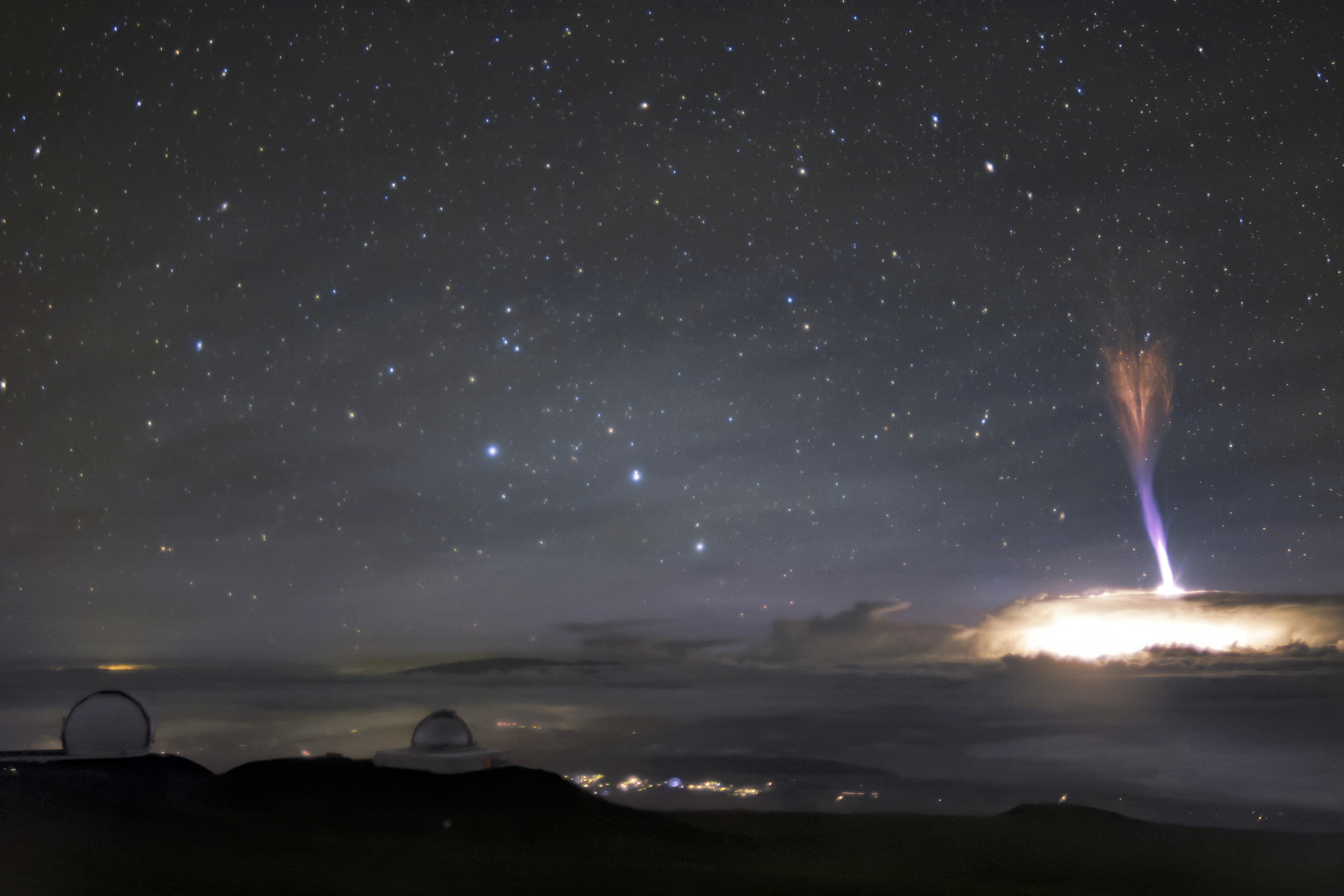
Gigantic jet chụp tại vùng núi lửa Mauna Kea, Hawaii.

Blue jet thường hình thành phía trên các đám mây bão, nó thường trông giống như một ngôi sao băng và di chuyển trong tầng bình lưu cách mặt đất khoảng 40 km đến 80 km. Khác với các sprite, sự hình thành blue jet không nhất thiết được kích hoạt bởi các đợt sét dương giữa đám mây và mặt đất. Chúng sáng hơn các sét dị hình sprite và như cái tên chúng có màu xanh. Tư liệu ghi hình đầu tiên của loại sét này được thực hiện ngày 21 tháng 10 năm 1989, được ghi lại từ tàu con thoi khi nó lướt qua Úc và sau đó bắt đầu có nhiều tài liệu hơn sau nhiều chuyến bay thí nghiệm của Đại học Alaska. Một loại tia sét khác có họ hàng với blue jet, gọi là blue starter. Đó là sự phóng điện với cơ chế tương tự từ trên đỉnh đám mây lên khí quyển nhưng nó lên thấp hơn và sáng hơn blue jet.

### Sét dị hình Gigantic jet

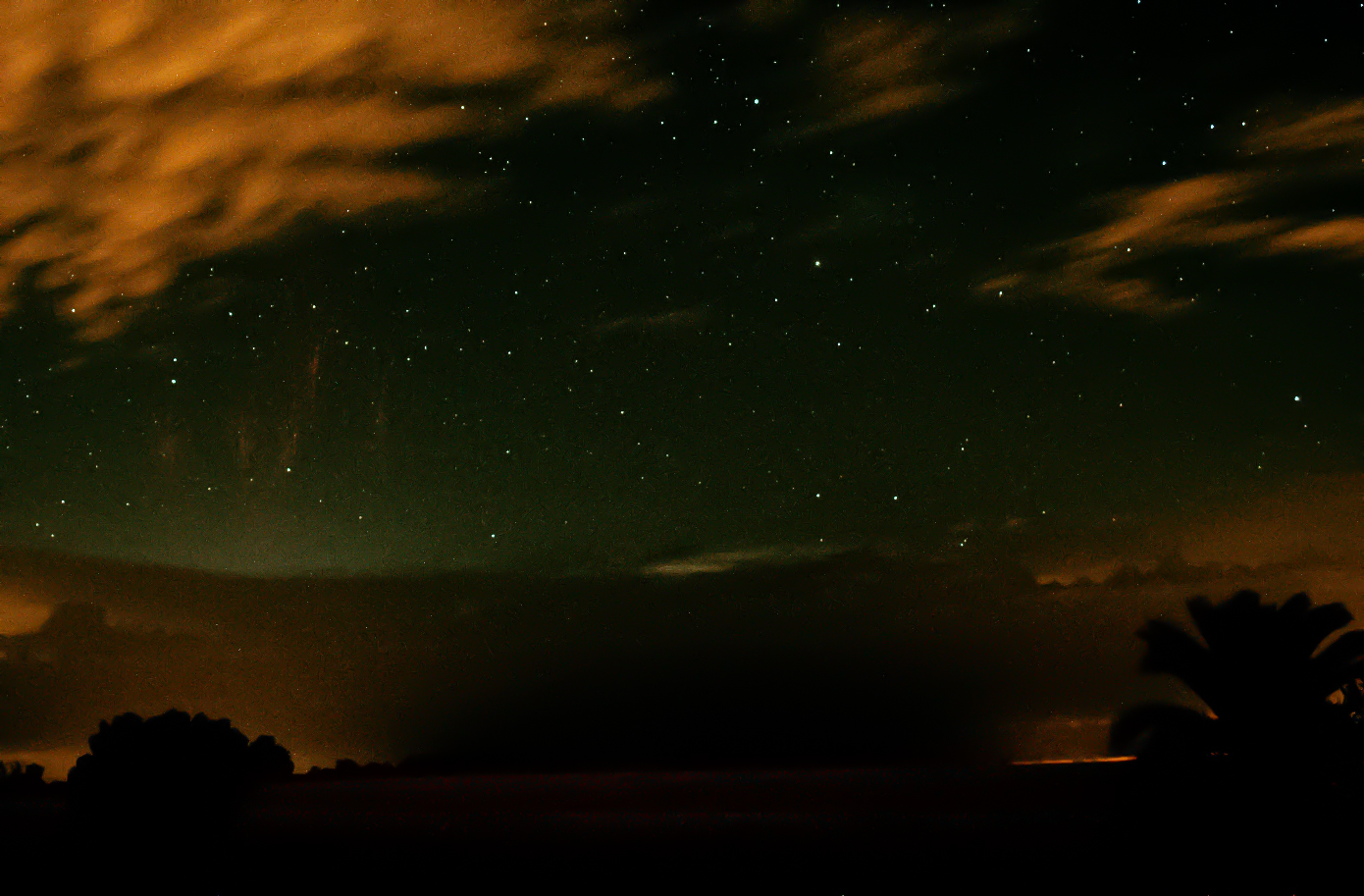
Một số tia sprite trên vùng trời Oro Verde, Argentina, chụp ngày 2 tháng 2 năm 2014.

Gigantic jet là một sự phóng điện trên tầm cao hơn mây, ra khí quyển với kích cỡ lớn hơn đáng kể so với blue jet, vì thế cũng dễ nhận thấy hơn. Phần trên của một tia gigantic jet có màu xanh-đỏ. Chúng dường như bắt đầu ở ngay giữa miền điện tích dương trên đỉnh đám mây và miền điện tích âm phía dưới, không giống blue jet xuất phát trực tiếp từ đỉnh đám mây lên lớp điện tích khí quyển bên trên.
Ngày 14 tháng 10 năm 2001 các nhà khoa học của đài quan sát Arecibo đã chụp được bức ảnh về hai tia gigantic jet khổng lồ đi cùng nhau xuất hiện ở độ cao 80 km. Hai tia sét xuất phát từ một cơn bão ngoài khơi và biến mất trong giây lát. Một tia có tốc độ di chuyển bình thường khoảng 50,000 m/s hơn rất nhiều tốc độ bình thường của các tia Blue jet, nhưng nó đã tăng tốc lên 250,000 m/s khi bắt đầu tách ra làm hai và phát nổ khi đi vào tầng điện li. Vào ngày 22 tháng 7 năm 2002 tờ báo Nature đã đăng tin về việc nhìn thấy 5 tia sét gigantic jet cực lớn xuất hiện, có chiều dài vào khoảng 60 đến 70 km trong vùng Biển Đông, nó chỉ xuất hiện trong một giây nhưng có hình dáng rất rõ ràng giống như một cái cây hay củ cà rốt.

### Sét dị hình Elves
Elves thường xuất hiện một cách mờ nhạt phẳng giống như sóng chấn động của một vụ nổ, có đường kính khoảng 402 km nhưng chỉ xuất hiện trong một mili giây. Chúng bắt đầu hình thành trong tầng điện li phía trên các đám mây bão khoảng 97 km. Màu sắc của chúng vẫn là một câu hỏi nhưng hiện nay hầu hết đều đồng ý rằng nó có màu đỏ rực. Elves được ghi nhận lần đầu tiên khi một tàu con thoi ghi hình được nó trong vùng Guyane thuộc Pháp vào ngày 07 tháng 10 năm 1990. Elves là viết tắt của Emissions of Light and Very Low Frequency Perturbations from Electromagnetic Pulse Sources (Sự phát sáng và nhiễu loạn tần số rất thấp từ các nguồn xung điện). Điều này ám chỉ đến việc quá trình nguồn sáng được tạo ra khi các hạt mang điện va chạm vào các phân tử nitơ (các hạt này có được năng lượng từ các cuộc phóng điện sét dưới tầng đối lưu).

## Sét ngoài Trái Đất

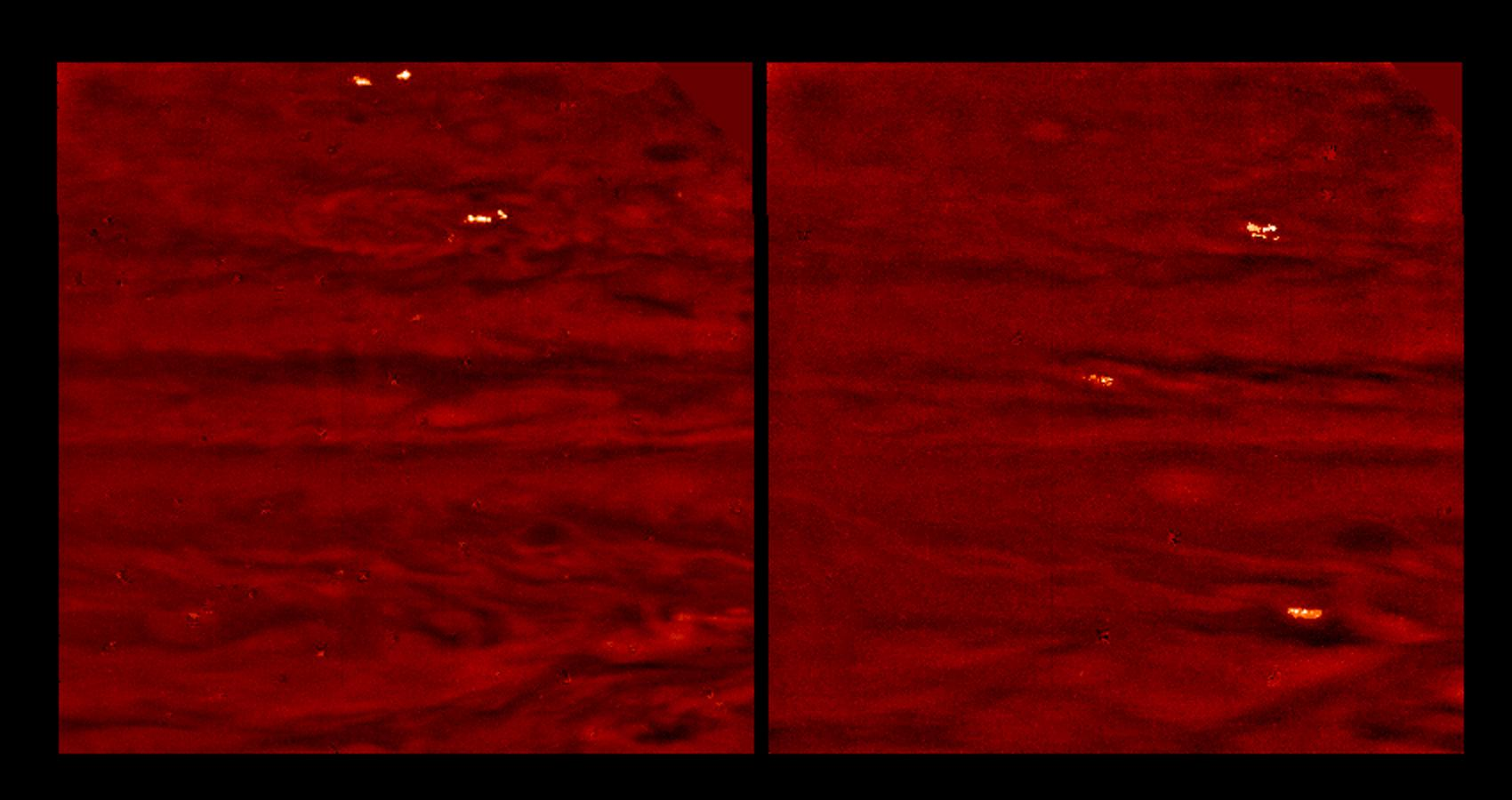
Sét đánh ở phía tối của bề mặt Sao Mộc, được chụp bởi tàu vũ trụ Galileo vào năm 1997.

Sét là hiện tượng phóng điện trong không khí vì thế nó không thể xảy ra trong môi trường chân không ngoài vũ trụ. Tuy nhiên nó đã được quan sát trong khí quyển các hành tinh khí khổng lồ như Sao Mộc và Sao Thổ. Trên Sao Mộc, sét thường được ghi nhận là các siêu chớp xuất hiện với cường độ trung bình mạnh hơn nhiều so với trên Trái Đất.
Sét trên Sao Kim vẫn là chủ đề gây nhiều tranh cãi sau nhiều thập niên nghiên cứu. Trong các chương trình vũ trụ như Venera của Liên Xô hay Pioneer của Hoa Kỳ nhưng năm 1970 đến 1980 đã bắt được hàng loạt các tín hiệu cho thấy sự có mặt của sét trên các tầng khí quyển của Sao Kim nhưng khi tàu thăm dò Cassini–Huygens lại gần nó thì lại không thấy dấu hiệu của sét, nhưng các tín hiệu mà tàu Venus Express bắt được cho là dấu hiệu của sét trên Sao Kim.

## Kích hoạt sét

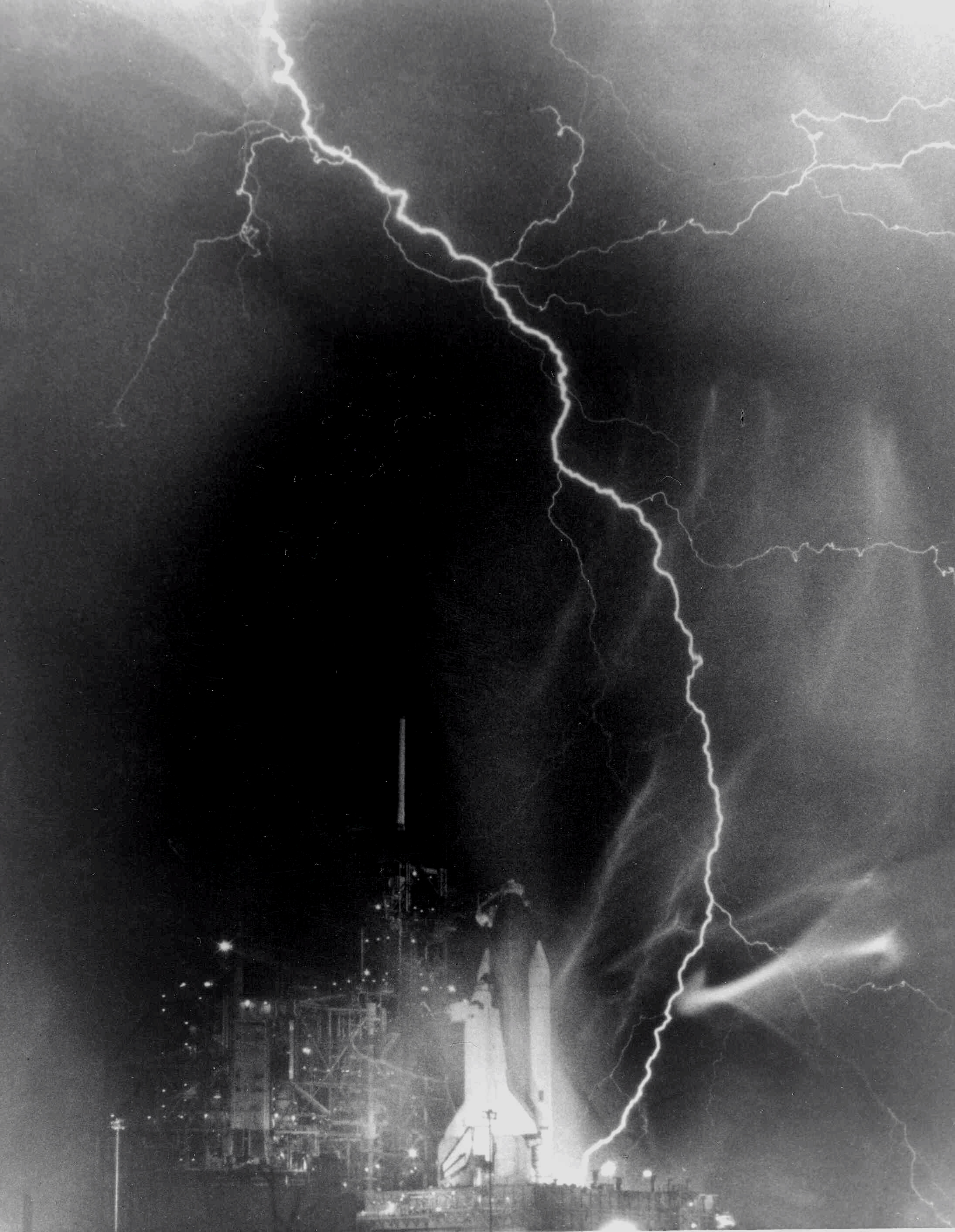
Sét suýt đánh trúng tàu con thoi trong nhiêm vụ STS-8.

### Tên lửa
Sét có thể được kích hoạt bằng cách phóng một tên lửa có dây cước kim loại nối nó với mặt đất vào mây dông. Dây cước sẽ được xả ra khi tên lửa bay lên. Nó sẽ là con đường dễ dàng nhất (điện trở thấp) cho sự trao đổi điện tích giữa các đám mây và mặt đất, nên tiên đạo sẽ theo dây cước và đi xuống đất tạo thành sét CG. Ngoài ra, những luồng khí thải từ tên lửa cũng có thể tạo ra con đường cho sét đánh xuống, như đã được chứng kiến trong nhiệm vụ Apollo 12 sau khi tên lửa cất cánh.
Sét cũng có thể được kích hoạt bởi các vật nhân tạo khác, như máy bay có thể kích hoạt sét khi các kênh dẫn đang tìm đường dễ nhất để di chuyển từ chỗ này sang chỗ khác của đám mây và các máy bay làm bằng vật liệu dẫn điện rất tốt. Các vệt ngưng tụ hơi nước mà máy bay để lại trên không trung có thể ảnh hưởng sự thiết lập các con đường ion dẫn theo tia sét.

### Núi lửa
Có nhiều cách mà hoạt động núi lửa tạo ra các điều kiện thích hợp để sinh ra sét. Một lượng lớn vật liệu vụn và các loại khí bị phun ra nổ mạnh vào bầu khí quyển, tạo ra một đám mây hạt dày đặc. Mật độ dày và chuyển động liên tục của các khối tro trong đám mây khói núi lửa tạo ra điện tích bởi tương tác ma sát, dẫn đến sự phóng điện. Những tia chớp rất mạnh sẽ thường sinh ra khi đám mây cố gắng tự trung hòa chính nó. Do hàm lượng vật liệu rắn (tro) rất lớn chứ không phải các vùng nước trong đám mây là nguyên nhân sinh ra điện tích, nên không giống như một đám mây dông thông thường, nó thường được gọi là bão sét bẩn.

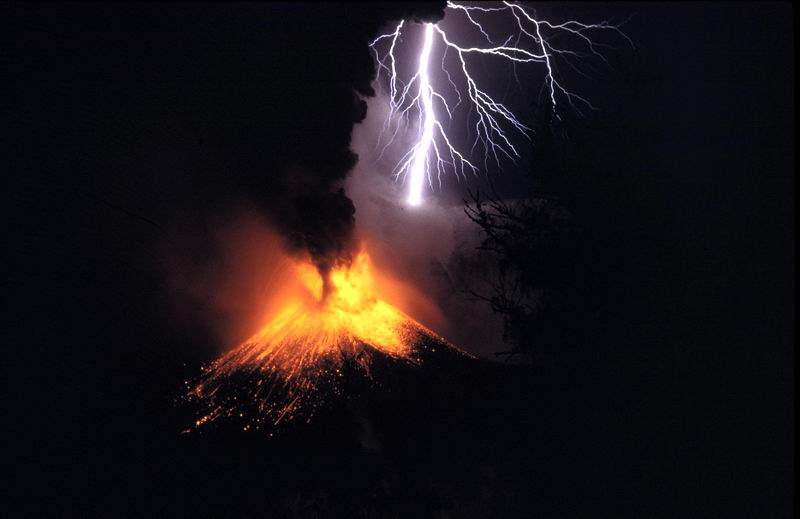
Vật chất phun ra từ núi lửa vào khí quyển có thể kích hoạt sét.

Có ba biểu hiện của sét kích hoạt bởi núi lửa là:
- Một vụ phun trào cực lớn đẩy một lượng lớn khí và vật liệu vào tầng khí quyển sẽ kích hoạt sét ngay lập tức, những tia sét này rất mạnh mẽ và thường xuyên xảy ra. Hiện tượng này được ghi nhận đầu tiên bởi Pliny The Elder trong vụ phun trào núi lửa năm 79 sau công nguyên của ngọn Vesuvius, ông cũng đã chết trong vụ phun trào này.[124]
- Tương tự, hơi khí và tro bốc ra từ miệng núi lửa hoặc các khe trên sườn núi lửa có thể tạo ra nhiều tia chớp đánh ngược lên trên, tập trung hơn và nhỏ hơn, đôi khi có thể dài đến 2.9 km.
- Các tia điện nhỏ dài khoảng 1 m tồn tại khoảng vài mili giây, mới được ghi nhận hình thành gần các lớp mắc ma mới đùn lên, chứng tỏ vật liệu này đã có điện tích từ trước khi bị phun ra khí quyển.[125]

### Laser và vụ nổ nhiệt hạch
Những năm 1970 các nhà khoa học đã cố gắng kích hoạt sét bằng laser hồng ngoại hay tử ngoại, nó sẽ tạo ra một đường ion hóa dễ dẫn điện mà từ đó các điện tích sẽ đi theo từ mây xuống đất. Việc này để đảm bảo an toàn cho các bệ phóng tên lửa, các cơ sở điện và những mục tiêu quan trọng khác.

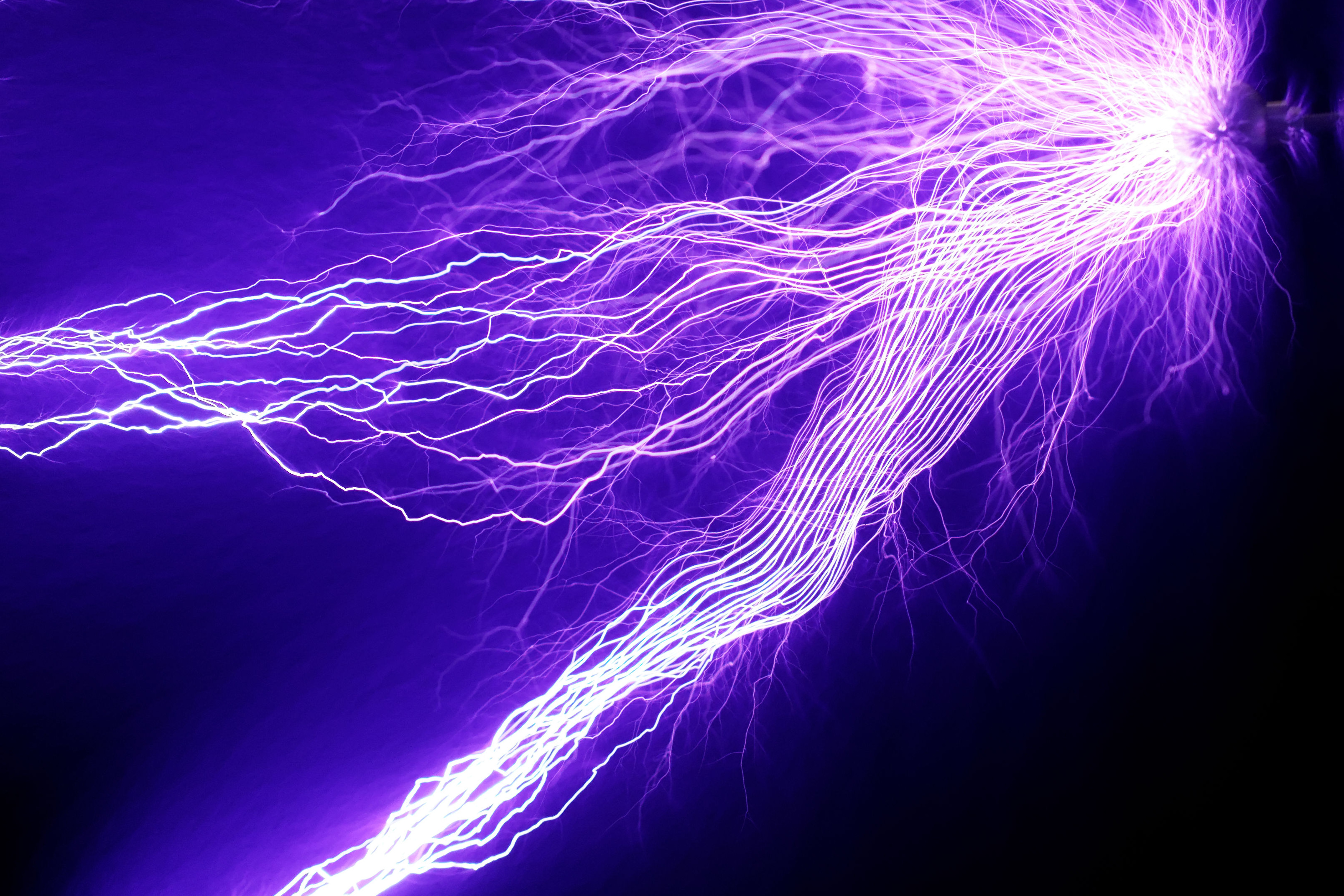
Sét được kích hoạt nhân tạo trong phòng thí nghiệm nhờ cuộn Tesla.

Tại New Mexico Hoa Kỳ, các nhà khoa học đã thử nghiệm một hệ thống laser mạnh cỡ terawatt để kích hoạt sét. Các nhà khoa học đã chiếu hệ thống laser cực mạnh vào đám mây để nó hạn chế việc phóng điện vào một khu vực nào đó. Dòng laser sẽ tạo ra một đường ion hóa được gọi là "filaments" (sợi). Trước khi các tia sét đi xuống mặt đất các filament sẽ dẫn các tia sét đến một chỗ định sẵn, nó đóng vai trò như một cột thu lôi. Tuy nhiên các filament này lại tồn tại trong thời gian quá ngắn để có thể kích hoạt sét. Mặc dù vậy, việc nó làm tăng sự xáo động điện tích trong các đám mây đã được ghi nhận. Theo các nhà khoa học Pháp và Đức những người đã thực hiện thí nghiệm trên, việc phóng một xung nhanh được tạo ra bởi laser có thể sẽ dẫn các tia sét vào nơi được định trước. Các phân tích thống kê cho thấy rằng các xung laser của họ thực sự tăng cường các hoạt động điện trong đám mây dông, nó đã tạo ra một sự phóng điện nhỏ trong các đám mây nơi mà tia laser được chiếu vào.
Ngoài ra, người ta cũng đã chứng kiến các tia sét được kích hoạt trong những đám mây hình nấm trong các cuộc thử nghiệm vụ nổ nhiệt hạch. Những vụ nổ có thể cung cấp thêm vật liệu dẫn điện, làm xáo động khí quyển và kích hoạt tia sét. Các bức xạ gamma cường độ cao sinh ra từ các vụ nổ hạt nhân lớn có thể phát triển nên các vùng tích điện rất mạnh trong không khí xung quanh thông qua sự tán xạ Compton. Các vùng không gian tích điện mạnh này có thể tạo ra nhiều tia sét trong khí quyển lân cận ngay sau khi thiết bị phát nổ.

## Thu thập năng lượng từ sét
Từ những năm 1980 đã có nhiều nỗ lực để thu thập năng lượng từ sét. Khi mà chỉ cần một tia sét cũng chứa một lượng lớn năng lượng, lượng năng lượng này tập trung vào một điểm nhỏ và tồn tại trong thời gian rất ngắn (mili giây), do vậy năng lượng điện này cực cao. Sức mạnh của sét được đề xuất là để tạo ra hydro từ nước rồi sử dụng lượng hydro này trong khai thác nhiệt điện.
Công nghệ thu sét cần phải tuân theo quy tắc là có thể nắm bắt được các mức năng lượng cao mà tia sét tạo ra. Theo các nhà vật lý Stephen Reucroft và John Swain của Đại học Northeastern thì một (chỉ một vệt trong nhiều vệt trên cùng một đường đi) tia sét chứa khoảng vài triệu joule chỉ đủ để một bóng đèn 100 watt sáng trong 5.5 giờ. Ngoài ra sét đánh khá ngắt quãng, và rất khó để có thể chuyển một lượng điện thế cao thành điện thế thấp trong khoảng thời gian ngắn để có thể tiến hành tích trữ.
Năm 2007, công ty Alternate Energy Holdings (AEH) chuyên tìm kiếm nguồn năng lượng thay thế đã thử giữ năng lượng của một tia sét. Thiết kế của hệ thống đã được mua từ một nhà phát minh tại Illinois tên Steve LeRoy, người đã thắp sáng bóng đèn 60 watt của mình trong vòng 20 phút với việc giữ năng lượng của sét nhân tạo.
Theo thiết kế thì một cái tháp sẽ được nối với hai nhánh, một nhánh sẽ dẫn một lượng lớn năng lượng xuống đất khi sét đánh và nhánh khác sẽ giữ lại và tích trữ những gì còn lại của lượng năng lượng đó. Theo Donald Gillispie, giám đốc điều hành của AEH thì: "Chúng tôi đã không thể làm cho nó hoạt động", tuy nhiên có nói thêm rằng: "Nếu có đủ thời gian và tiền bạc thì có thể làm cho hệ thống này trở nên quy mô hơn... đây không phải tà thuật, đây là toán học và khoa học, hệ thống này sẽ hoạt động được".
Theo Tiến sĩ Martin A. Uman đồng giám đốc của Phòng thí nghiệm Nghiên cứu sét tại Đại học Florida và là một cơ quan hàng đầu về chống sét thì một tia sét, ngoài việc rất nhanh và sáng thì nó chứa rất ít năng lượng của đám mây, để thắp sáng 5 bóng đèn 100 watt trong vòng cả năm thì sẽ cần hàng chục tháp thu lôi mà AEH sử dụng hiện tại. Khi trả lời phỏng vấn trên tờ The New York Times, ông đã mô tả một cơn dông là một trái bom hạt nhân khổng lồ nhưng việc thu nguồn năng lượng ấy từ mặt đất là "vô vọng".

## An toàn sét

#### Hậu quả do sét tác động lên con người
Sét có thể gây thương tích bằng những cách thức sau:
- Sét đánh thẳng vào vị trí nạn nhân từ trên đám mây xuống.
- Điện thế bước: Khi người tiếp xúc với mặt đất ở một vài điểm, sét lan truyền trên mặt đất. Đây là nguyên nhân chủ yếu của các ca thương vong do sét.
- Khi nạn nhân đứng cạnh vật bị sét đánh, sét có thể phóng qua khoảng cách không khí giữa người và vật. Trong trường hợp này gọi là "sét đánh tạt ngang".
- Sét đánh khi nạn nhân tiếp xúc với vật bị sét đánh.
- Sét lan truyền qua đường dây cáp tới các vật như điện thoại, tivi (vô tuyến), ổ cắm.

Theo thống kê thì sét đánh thẳng là nguy hiểm nhất, cứ 10 người bị sét đánh thẳng thì 8 người chết. Sét đánh tiếp xúc hay tạt ngang cũng rất nguy hiểm. Khi sét đánh xuống cây, thì 1 tia sét có thể giết chết ngay vài người xung quanh. Độ nguy hiểm phụ thuộc vào bản chất của vật bị sét đánh và vị trí tương đối với nạn nhân. Thương vong do điện thế bước nhẹ hơn. Trong một số trường hợp năng lượng tia sét không tiêu tán ngay tại chỗ mà truyền theo mặt đất và khi nạn nhân đứng trên đường truyền đó có thể bị liệt. Trong một số trường hợp tồi tệ nạn nhân sẽ bị vấn đề với việc đi lại sau này. Trong thực tế sét lan truyền xuất hiện khi nạn nhân nói chuyện điện thoại, cầm vào các dây cáp, dây anten dẫn từ ngoài vào.
Theo thống kê ở Hoa Kỳ, ngoài 40% nạn nhân bị sét đánh không được biết rõ nguyên nhân, 27% là khi họ đang ở khu vực trống trải, 19% ở gần cây, 8% đang bơi hay ở khu vực gần nước, 3% khi đứng gần máy móc, 2.4% khi đang nói điện thoại, 0.7% liên quan đến đài, tivi, anten...

#### Các biện pháp chống sét bảo vệ con người

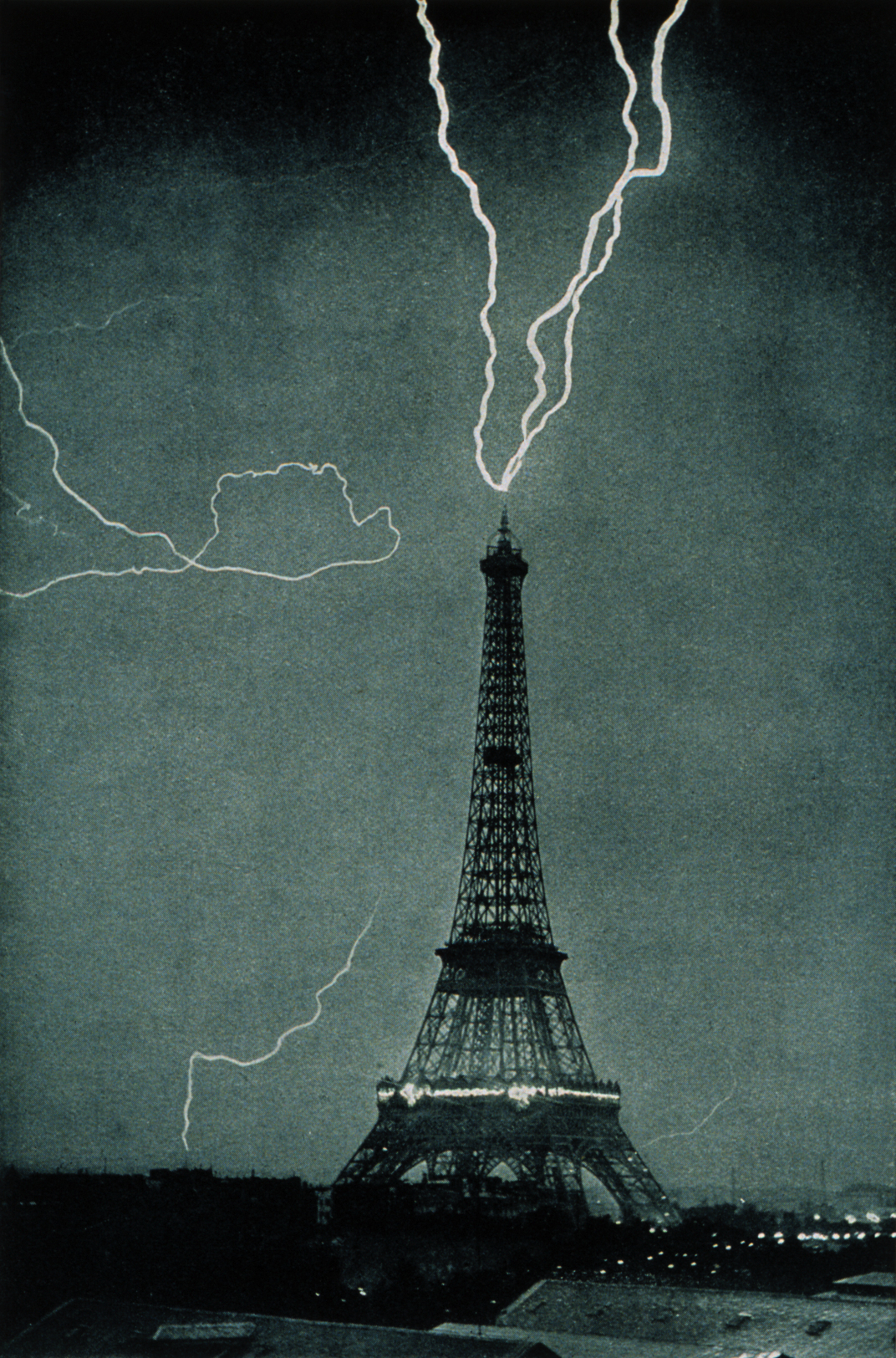
Ảnh tia sét đánh vào tháp Eiffel năm 1902

Vì sét là hiện tượng ngẫu nhiên cho nên không có vị trí an toàn tuyệt đối. Tuy nhiên việc chủ động đề phòng tránh sét tìm nơi an toàn hơn có thể làm giảm đáng kể khả năng bị sét đánh. Cần phải hướng dẫn giáo dục phòng chống sét an toàn cho con người.
- Lên kế hoạch trước

Nghe dự báo thời tiết. Khi nghe bản tin dự báo thời tiết lên kế hoạch làm việc để đề phòng. Khi làm ở khu vực nào đó, để ý trước các nơi có thể trú mưa và tránh sét an toàn. Phải tính được thời gian từ chỗ làm việc đến nơi an toàn. Thường thì cơn dông kéo đến rất nhanh trong vòng 15 phút và di chuyển với vận tốc 40 km/giờ. Nói chung khi đang ở nơi không an toàn thì cần phải để ý đến các dấu hiệu của dông như mây đen, không khí lạnh, gió...
- Thực hiện quy tắc nhìn-nghe:

Khi sét xảy ra, thoạt tiên ta thấy tia chớp loé lên và sau đó là có tiếng sấm kèm theo. Nếu bạn tính khoảng thời gian từ lúc tia chớp loé lên và lúc nghe thấy tiếng sấm thì có thể xác định được khoảng cách tới nơi sét xảy ra. Chia số giây cho 3 ta được khoảng cách đến tia sét (do vận tốc âm thanh trong không khí là 340 m/s, xấp xỉ bằng 1/3 km/s). Ví dụ đếm được 3 giây thì sét cách vị trí đứng là 3/3= 1 km. Nên nhớ rằng nếu như khoảng thời gian bạn đếm được từ khi thấy chớp và nghe tiếng sấm nhỏ hơn 30 giây, thì bạn đã nằm trong tầm ngắm của tia sét rồi và phải cẩn thận. Nếu thời gian này nhỏ hơn 20 giây thì phải di chuyển đến nơi an toàn hơn. Khi nghe thấy tiếng sấm đầu tiên bất kể là gì cũng cần phải thấy nguy hiểm đã đến. Sét có thể đánh cách xa nơi có mưa tới 15 đến 20 km.
- Tránh sét trong nhà

Khi trời sắp xảy ra dông, thì biện pháp tránh sét tốt nhất là nên về nhà. Chỗ an toàn để tránh sét là toà nhà, hay công sở có lắp đặt hệ thống chống sét (đơn giản nhất là cột thu lôi Franklin). Khi ở trong nhà thì nên đứng xa cửa sổ, cửa ra vào, các đồ dùng điện, tránh các chỗ ẩm ướt như buồng tắm, bể nước, vòi nước, không nên dùng điện thoại trừ trường hợp rất cần thiết. Nên rút phích cắm các thiết bị điện trước lúc có dông gần xảy ra. Với các đường dây điện thoại hay dây điện vì nối với lưới bên ngoài nên rất có thể bị ảnh hưởng sét đánh lan truyền. Nên tránh xa các dây này và các vật dùng điện với khoảng cách ít nhất là 1m. Vô tuyến nối với dây anten để ngoài trời cũng rất cần rút ra khi có dông.
- Tránh sét đánh ngoài trời

Trong trường hợp không kịp chạy tìm nơi ẩn náu an toàn, tuyệt đối không dùng cây cối làm chỗ trú mưa, tránh các khu vực cao hơn xung quanh, tránh xa các vật dụng kim loại như xe đạp, máy, hàng rào sắt...
Tìm chỗ khô ráo, nếu xung quanh có cây cao hơn thì nên tìm chỗ thấp, tìm vị trí cây thấp.
Người ở vị trí càng thấp càng tốt, tay ôm cổ. Phần tiếp xúc của người với mặt đất phải là ít nhất. Nhón chân, không được nằm xuống đất.
Đứng xa các vật cao, ra ngay khỏi những nơi chứa nước như bãi biển, ao, hồ, mương. Các vùng đỉnh núi hay sườn núi nhô cao cũng rất nguy hiểm. Nếu ở trong rừng thì tìm những nơi cây thấp hơn và thưa để tránh.
Không đứng thành nhóm người gần nhau. Nếu như bạn cảm thấy tóc bị dựng đứng lên (như cảm giác điện giật nhẹ khi sờ tay trước mặt tivi) thì điều đó có nghĩa là có thể bị sét đánh bất cứ lúc nào. Lập tức cúi ngồi xuống và lấy tay che tai, không nằm xuống đất hay đặt tay lên đất.
Đối với các vật có bề mặt kim loại như xe buýt, tàu hoả, ô tô,... nếu không thò người ra ngoài và không chạm đến vỏ bọc thì ở bên trong những chỗ này là an toàn (do tính chất lồng Faraday). Ngược lại đối với các ô tô, tàu thủy để hở hay không có vỏ bọc kim loại thì lại nguy hiểm.
Sau khi nghe thấy tiếng sét 30 phút thì có thể trở lại làm việc bình thường.
- Cấp cứu người bị sét đánh:

Ngoài làm cháy, bỏng, sét gây tác hại hệ thần kinh, gãy xương, mất thính giác, thị giác, hay trí nhớ. Người bị sét đánh cần được cứu trợ ngay tức khắc. Nếu người bị sét đánh bị ngất (tim ngừng đập, tắt thở) phải thực hiện khẩn cấp các động tác hô hấp, trợ tim nhân tạo. Tìm những nơi bị gãy, đặc biệt cẩn thận không di dời những nạn nhân nếu nghi ngờ bị gãy cột sống. Để những nơi bị bỏng khô và tìm cách nhanh nhất để nhân viên y tế đến.
- Không nên làm gì:

Đứng gần vật cao, gần nước, gần cây, gần xe cộ, gần nhà, tại các nơi cánh đồng trống trải, anten, cột cao, gần những đường dây dẫn.
- Nên làm gì:
  - 1. Nhìn dấu hiệu báo cơn dông (mây đen, gió lạnh...),
  - 2. Nghe dự báo thời tiết khi có ý định đi ra ngoài.
  - 3. Hạ thấp vị trí để hai chân chụm. Không nằm trên đất.
  - 4. Đi vào nhà lớn hay vào xe cộ có mái kim loại (nhớ là không được động tay lên vỏ kim loại).
  - 5. Biết trước nơi an toàn gần nhất và thời gian đi tới đó.

### Thiết bị chống sét

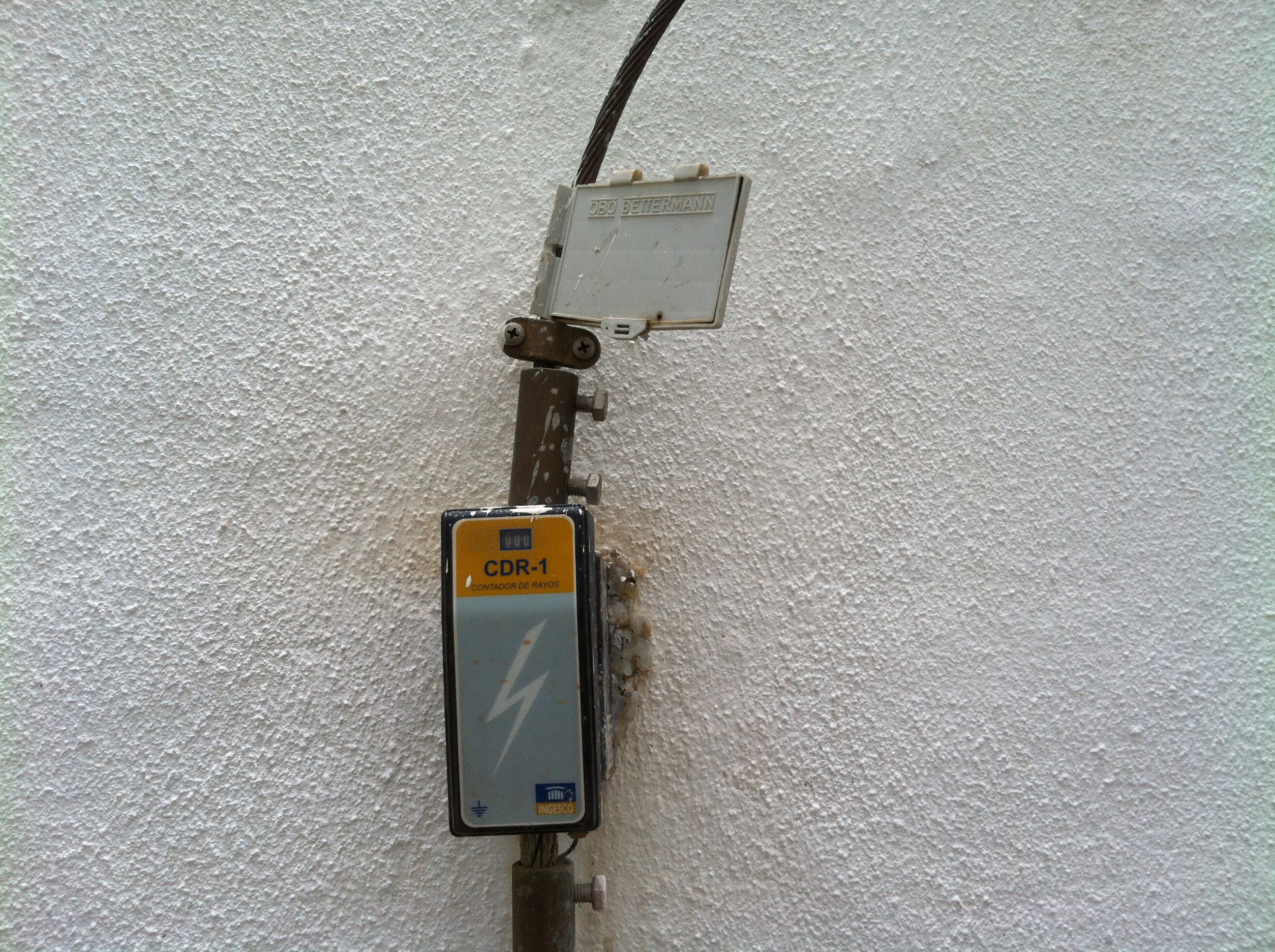
Một thiết bị dẫn sét và đếm số đợt sét đánh lắp đặt trong viện bảo tàng.

- Cột chống sét đóng vai trò quan trọng trong hệ thống chống sét, bao gồm:[134]
  - Kim thu sét: Do các vật cao, nhọn thu hút kênh dẫn hay tiên đạo từ đám mây, nó có thể dẫn toàn bộ điện tích vào đấy trước khi xảy sự phóng điện.
  - Dây dẫn sét
  - Cọc tiếp địa và dây nối đất
  - Các vật tư khác (đế và trụ đỡ kim, dây neo...)

Cột chống sét thường được đặt trên mái nhà ở vị trí cao và được dây thoát sét dẫn thẳng xuống hệ thống tiếp đất.
- Thiết bị bảo vệ dòng xung sét (SPD) và ức chế tăng áp tức thời (TVSS): có thể phát hiện xung đột ngột từ tia sét trên đường điện và chuyển hướng xung xuống đất, bảo vệ các thiết bị điện tử.

## Nghiên cứu khoa học về sét

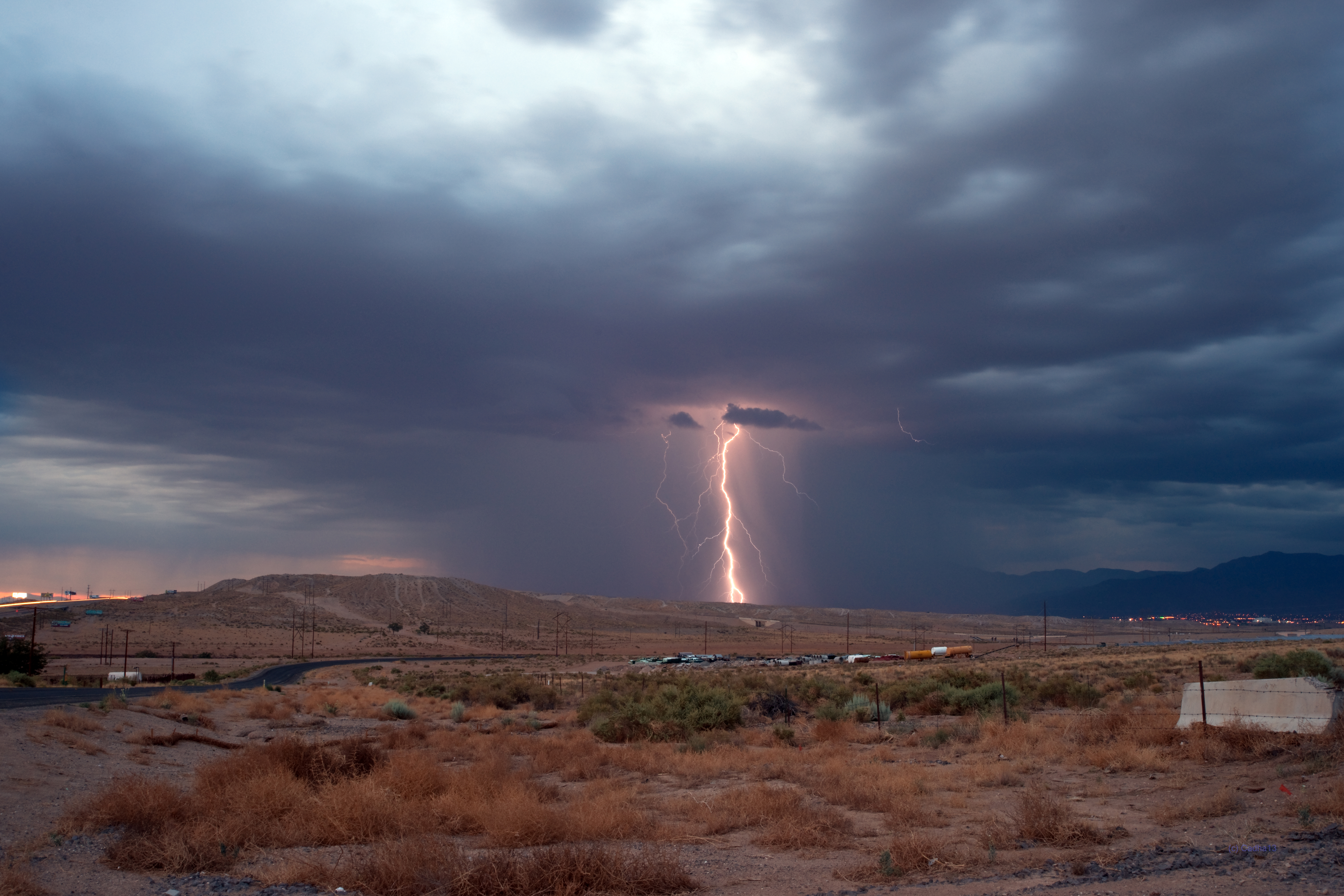
Sét đánh tại ranh giới Albuquerque, New Mexico.

Ngành khoa học nghiên cứu về sét có tên là fulminology.

### Các thuộc tính
Khi cường độ điện trường trong vùng lân cận vượt quá giới hạn điện môi của không khí ẩm (vào khoảng 3 megavolt trên mét), những sự phóng điện trong không khí sẽ dẫn tới một cú sét đánh, theo sau nó thường là những đợt phóng điện thứ cấp tương ứng tỉ lệ có phân nhánh trên cùng một đường đi. Các cơ chế khiến các điện tích nâng mức điện trường và tạo ra sét vẫn đang là một vấn đề được khoa học nghiên cứu kỹ lưỡng. Nghiên cứu mới đây xác nhận rằng sự đánh thủng điện môi có liên quan đến quá trình này. Rison 2016.
Theo nghiên cứu, sự lưu thông của không khí ấm và ẩm ướt qua các điện trường mạnh có thể kích hoạt sự hình thành kênh dẫn và gây ra tia sét. Các hạt nước lỏng hoặc nước đá sau đó sẽ tích tụ điện tích, như đã quan sát thấy trong thí nghiệm với một máy phát tĩnh điện Van de Graaff.
Các nhà nghiên cứu tại Đại học Florida đã đo được các tốc độ cuối của các kênh dẫn trên một chiều trong 10 lần tia chớp được quan sát thuộc khoảng từ 1.0×105 đến 1.4×106 m/s, trung bình là 4.4×105 m/s.

### Hệ thống phát hiện và giám sát tia sét từ xa

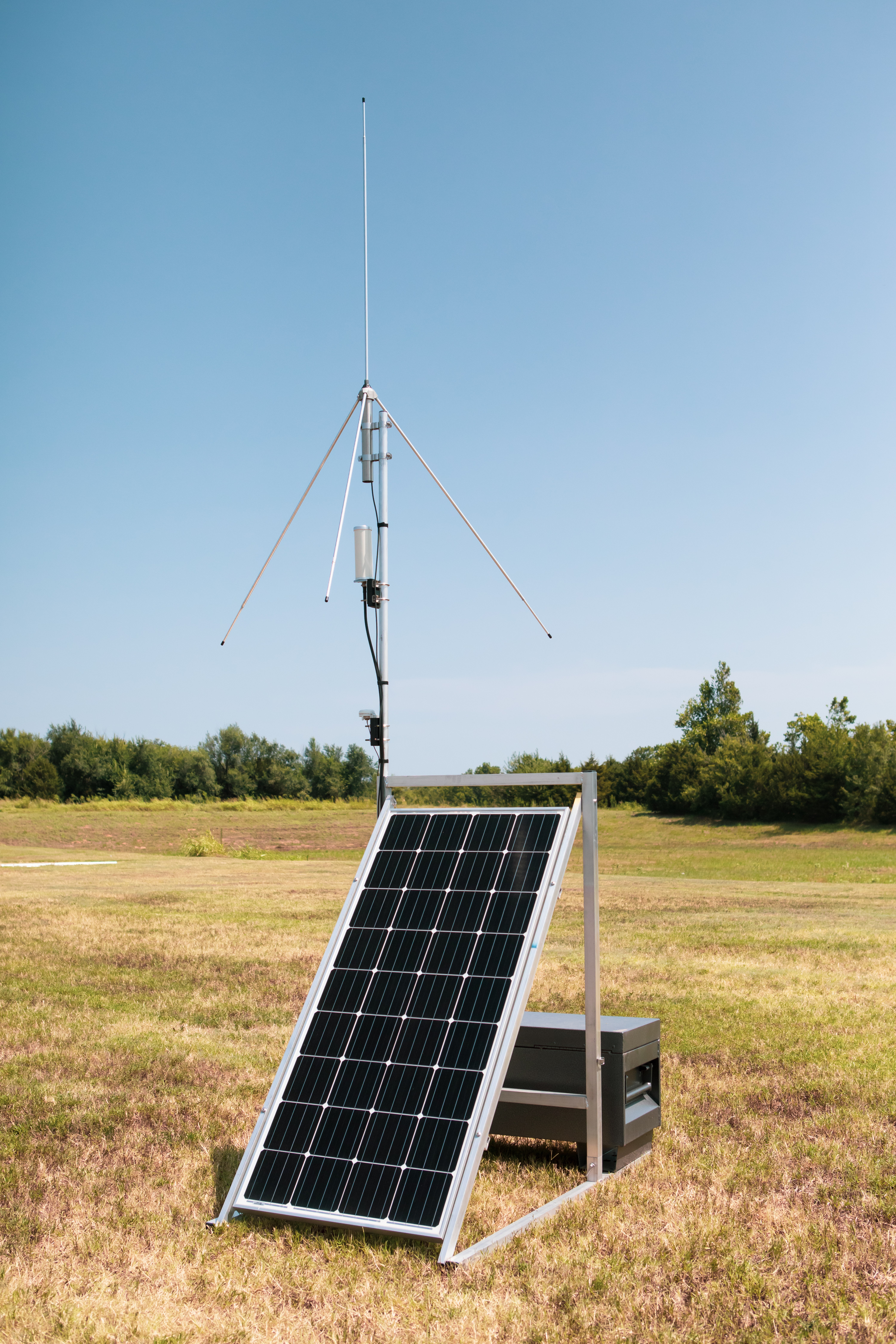
Một cột cảm biến của hệ thống lập bản đồ sét (LMA) tại phòng thí nghiệm National Severe Storms Laboratory của cơ quan khí tượng NOAA, Hoa Kỳ

Thiết bị được phát minh sớm nhất để cảnh báo về một cơn bão sấm sét đang tiếp cận là chuông sét. Benjamin Franklin đã lắp đặt một thiết bị như vậy trong nhà của mình. Máy phát hiện sét này dựa trên một thiết bị dò tĩnh điện được gọi là "chuông điện" do Andrew Gordon phát minh năm 1742.
Sự phóng điện sét tạo ra một loạt các bức xạ điện từ, bao gồm nhiều xung thuộc tần số vô tuyến, có thể thu nhận được ở khoảng cách hàng nghìn kilomet từ nguồn của chúng dưới dạng các tín hiệu radio khí quyển và xung whistler. Thời gian mà xung tín hiệu từ một lần phóng điện sét nhất định tới một số máy thu có thể được sử dụng để xác định vị trí nguồn phát, tức nơi có sét. Chính phủ Liên bang Hoa Kỳ đã cho xây dựng một mạng lưới các máy dò sét như vậy trên toàn quốc, cho phép theo dõi các đợt sét trong thời gian thực trên khắp lục địa Hoa Kỳ. Ngoài ra, một hệ thống phát hiện sét toàn cầu phi chính phủ bao gồm hơn 500 trạm dò thuộc sở hữu và vận hành bởi các tình nguyện viên và những người đam mê cung cấp một bản đồ sét gần thời gian thực tại trang web blitzortung.org
Tầng điện ly của Trái Đất hoạt động giống như một ống dẫn sóng, trong đó nó "bẫy" các loại sóng điện từ VLF- và ELF. Các xung điện từ do sét đánh lan truyền đi xa trong ống dẫn sóng đó, và gây ra các tín hiệu rít (hiss) mà các máy thu được. Ống dẫn sóng có khả năng phân tán, suy ra vậy có nghĩa là vận tốc nhóm của các sóng trên phụ thuộc vào tần số của chúng. Hiệu số của độ trễ thời gian nhóm của các xung sét ở các tần số lân cận tỉ lệ thuận với khoảng cách giữa nguồn phát và máy thu. Kết hợp với các phương pháp khác để tìm hướng của sóng điện từ, cho phép ta có thể xác định vị trí sét đánh ở khoảng cách lên tới 10,000 km từ nguồn gốc của chúng. Hơn nữa, tần số riêng của ống dẫn sóng điện ly Trái Đất, hiện tượng cộng hưởng Schumann ở khoảng tần số 7.5 Hz cũng được sử dụng để xác định hoạt động dông bão trên toàn cầu.
Ngoài việc phát hiện tia sét trên bằng các máy trên mặt đất, một số thiết bị vệ tinh cũng đã được chế tạo để quan sát sự phân bố sét. Chẳng hạn như, Đầu dò quang học thoáng qua (Optical Transient Detector − OTD), trên vệ tinh OrbView-1 được phóng vào ngày 3 tháng 4 năm 1995 và sau đó là Bộ cảm biến hình ảnh sét (Lightning Imaging Sensor − LIS) trên tàu vũ trụ TRMM được phóng vào ngày 28 tháng 11 năm 1997.

### Từ tính của sét
Việc phóng điện trong không khí của sét sẽ tạo ra từ trường. Các dòng điện cường độ cao sẽ tạo ra từ trường thoáng qua nhanh chóng nhưng cực kỳ mạnh. Bất thứ gì bị sét đánh trúng như đá, đất hoặc kim loại đều sẽ bị từ hóa vĩnh viễn. Hiện tượng này được biết đến như từ trường tàn dư của sét hay LIRM (lightning-induced remanent magnetism). Nó sẽ xảy ra trên những phần dễ dẫn điện nhất và không bị cản trở thường là theo chiều ngang gần bề mặt, tuy nhiên đôi khi nó lại đi theo chiều dọc như các vết nứt, thân quặng, hoặc mạch nước ngầm cung cấp một đường dẫn thấp điện trở.
Từ trường tàn dư của sét gây ra có thể được nhìn thấy trên mặt đất và việc phân tích các mẫu vật bị từ hóa có thể kết luận sức mạnh của sét đã đánh vào nơi đó cũng như sét là nguồn gốc của các nam châm tự nhiên, và ta có thể đưa ra ước tính về dòng cực đại của sự phóng điện sét.
Nghiên cứu của Đại học Innsbruck đã phát hiện ra rằng những từ trường tạo ra bởi plasma, như sét có thể gây ảo giác trên những đối tượng thí nghiệm nằm trong phạm vi 200 m (660 ft) trong một cơn dông mạnh.

### Paleolightning
Hoạt động sét trên Trái Đất không phải luôn luôn bất biến trong từng thời kỳ lịch sử của Trái Đất mà biến đổi theo sự phát triển của khí hậu và thời tiết chung trên Trái Đất. Nghiên cứu khoa học về tính chất cũng như tần suất sét trên Trái Đất qua các thời kỳ được gọi là paleolightning. Nó dựa trên việc phân tích các khoáng vật fulgurite sét để lại trong vỏ Trái Đất và các nghiên cứu của ngành Cổ từ học về sự biến đổi từ trường Trái Đất trong lịch sử. Người ta cho rằng hoạt động núi lửa trên Trái Đất nguyên thủy có thể dẫn tới hình thành sét, và sét là một trong những nguồn năng lượng chính đóng góp vào sự phát triển sơ khai của sự sống.

### Gió mặt trời và tia vũ trụ
Một số tia vũ trụ mang năng lượng cao được tạo ra bởi các siêu tân tinh, cũng như các hạt điện tích từ gió mặt trời, khi đi vào bầu khí quyển và gây ion hóa không khí, có thể góp phần mở ra các con đường cho các kênh dẫn hình thành.

### Sét và biến đổi khí hậu
Do tính xác định thấp của các mô hình khí hậu toàn cầu, việc khảo sát và biểu diễn sét trong những mô hình này là rất khó, phần nhiều là do không thể mô phỏng đúng sự đối lưu cục bộ và điều kiện hình thành băng trong đám mây, là những yếu tố cơ bản để hình thành sét. Nghiên cứu từ chương trình Khí hậu Tương lai cho Châu Phi cho thấy việc sử dụng một mô hình tính toán đến đối lưu tại khu vực châu Phi có thể nắm bắt chính xác hơn các cơn dông đối lưu và sự phân bố của các hạt tinh thể băng. Nghiên cứu này còn chỉ ra rằng với sự thay đổi khí hậu trong tương lai, tổng lượng sét sẽ có thể tăng lên chỉ một chút. Điều này là do tổng số các ngày có sét mỗi năm có xu hướng giảm, trong khi lượng băng trong mây nhiều hơn và đối lưu mạnh hơn dẫn đến nhiều tia sét sẽ xảy ra hơn vào những ngày có sét.

## Trong văn hóa, tôn giáo

Biểu tượng tia sét của Schutzstaffel.

Sét trong các nền văn hóa, tôn giáo khác nhau được xem là một phần của thần linh hoặc chính nó là thần linh.

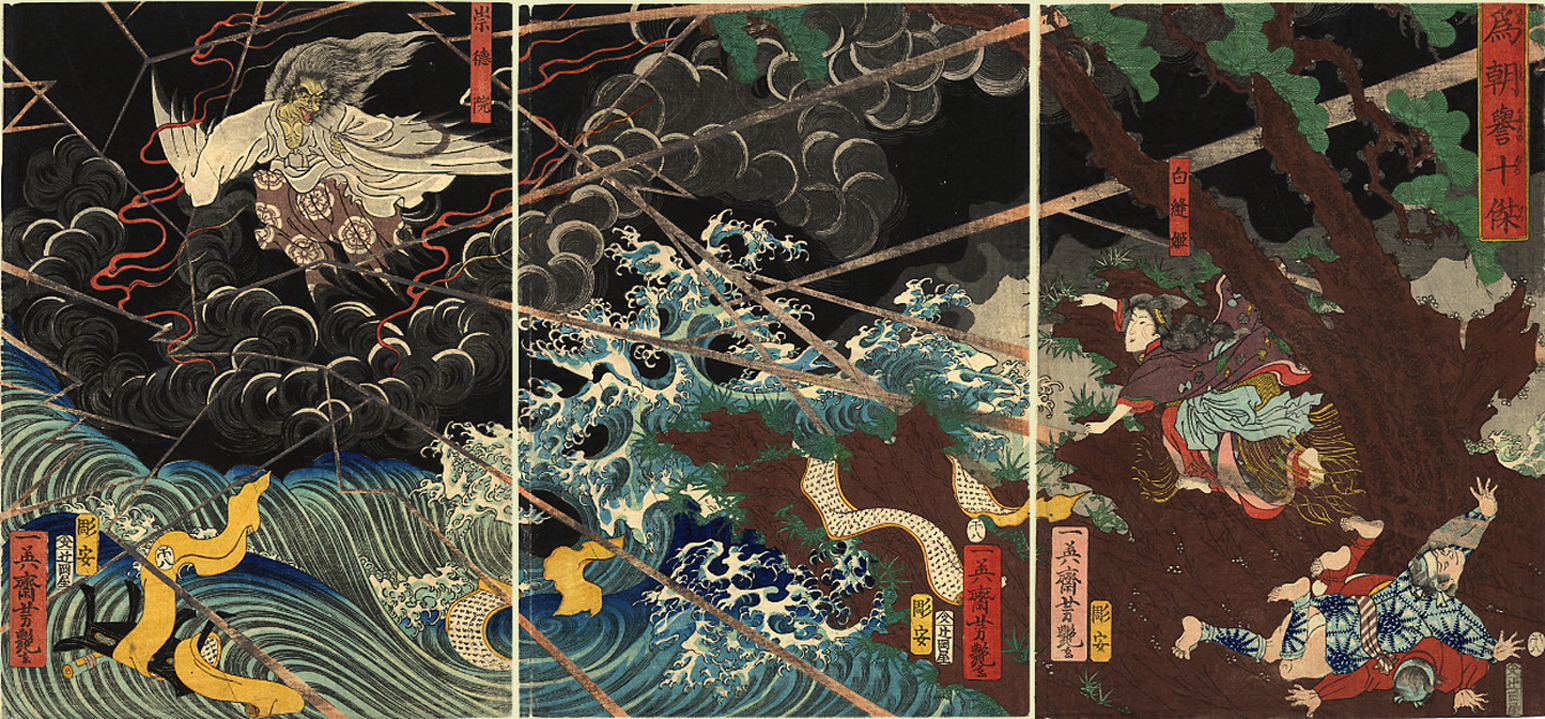
"Phóng sét", một bức trong loạt tranh về Mười anh hùng của Tametomo, của họa sĩ Ichieisai Yoshitsuya – Nhật Bản, khoảng thập niên 1860.

- Tín ngưỡng Việt Nam và của một số dân tộc Á Đông cho rằng Thiên Lôi là vị thần gây ra sấm sét, với lưỡi búa của mình, sét đánh là để trừng phạt những kẻ thiếu đạo đức.
- Trong thần thoại Bắc Âu thì Thor là vị thần sấm sét với cây búa Mjölnir trên tay ông tạo ra các tia sét và cưỡi cỗ xe sấm ngang qua bầu trời.
- Trong nền văn minh Hy Lạp xưa thì Zeus là thần sấm sét và cũng là chúa tể của các vị thần. Dưới tay của Zeus còn có hai nữ thần Astrape và Bronte lần lượt giao ánh chớp và tiếng sấm của Zeus tới khắp thế gian, cùng với ngựa thần Pegasus.
- Trong đạo Shinto của Nhật Bản thì Raijin là vị thần của sấm và sét. Ông trông khá giống một con quỷ và phóng sét ra khắp nơi với những cái trống tạo ra sét mà ông thường hay mang theo.
- Trong đạo Hindu thì Indra là vị thần của mưa và sấm sét đồng thời cũng là vua của vương quốc Deva trong thần thoại Hindu.
- Trong thần thoại Aztec thì sét là sức mạnh siêu nhiên của một vị thần tên Tlāloc. Tlāloc không chỉ là vị thần của mưa mà còn là thần của bão, của những tia sét gây chết người và bệnh tật.
- Trong thần thoại Slavic thì vị thần có ngôi vị cao nhất là Perun vị thần của sấm và sét.
- Perkūnas là thần sấm một trong những vị thần quan trọng trong hệ thống thần linh của vùng Baltic. Trong thần thoại Latvia và Litva thì ông là vị thần của sấm, mưa, núi, cây sồi và bầu trời.
- Trong thần thoại Phần Lan thì Ukko là vị thần của sấm, bầu trời và thời tiết. Từ sấm sét trong tiếng Phần Lan là ukkonen dựa theo tên của vị thần này.
- Trong Thiên Chúa giáo, sự kiện chúa Jesus tái lâm được so sánh với tiếng sét (theo Matthew 24:27, Luke 17:24).
- Trong kinh Koran của Hồi giáo đã viết: Người là người đã cho các ngươi thấy ánh sáng, sợ hãi và hy vọng, vọng ra từ những đám mây nặng trĩu. Tiếng sấm là các lời răn dạy. Lời của Người vang lên các thiên thần cũng phải kính sợ.
- Trong nền văn minh Inca thì có ba vị thần có khả năng tạo sấm sét là hai thần sấm Apocatequil và Catequil cùng Illapa, thần thời tiết.

Hội chứng sợ sấm chớp được gọi là astraphobia, với tiền tố của nó bắt nguồn từ tiếng Hy Lạp ἀστραπή (astrape) có nghĩa là sét và cũng là tên của nữ thần giao ánh chớp của Zeus. Đôi khi nó cũng được gọi là brontophobia, với tiền tố βροντή (bronto) lấy tên của nữ thần giao tiếng sấm.
Trong tiếng Anh và một số ngôn ngữ khác có một số thành ngữ liên quan đến tia sét. Ví dụ: a bolt from the blue với nghĩa đen là "sét từ bầu trời xanh" cũng được dùng như một thành ngữ để chỉ một điều bất ngờ, chưa được lường trước. Hay thành ngữ "tình yêu sét đánh" có nguồn gốc từ thành ngữ tương ứng trong tiếng Pháp và tiếng Ý: lần lượt là các cụm từ coup de foudre và colpo di fulmine, nó có nghĩa đen là "sét đánh".
Tia sét thường được kí hiệu phổ biến trong văn hóa đại chúng là một đường zigzag, nó thường được dùng như một biểu tượng cho tốc độ và sức mạnh. Biểu tượng tia sét được sử dụng để thể hiện khả năng liên lạc tức thời của điện báo và radio.
Hình ảnh tia sét cũng được dùng trong nhiều phù hiệu, logo và biểu trưng của một số đảng phái chính trị, tổ chức nhằm thể hiện quyền uy. Một số ví dụ bao gồm: Đảng Hành động Nhân dân Singapore, Hiệp hội các đảng Phát xít của Anh Quốc vào những năm 1930, Đảng Quyền lực các bang Quốc gia của Hoa Kỳ những năm 1950. Tên của con ngựa đua thuần chủng nổi tiếng nhất của Úc, Phar Lap, có nguồn gốc từ một từ trong tiếng Zhuang và tiếng Thái chỉ tia chớp. Tổ chức vũ trang Schutzstaffel của Đức Quốc Xã cũng dùng biểu tượng tia sét trong logo của họ, hay còn gọi là biểu tượng Sig. Một chiến thuật được quân đội Đức sử dụng trong Chiến tranh thế giới thứ hai mang tên là Blitzkrieg, nghĩa là "chiến tranh chớp nhoáng". Một số họa sĩ cận đại và đương đại cũng đã có những bức vẽ nổi tiếng về sét.
Roy Sullivan là người đang giữ kỷ lục Thế giới Guinness vì đã sống sót sau 7 lần bị sét đánh trong vòng 35 năm.
Một số nhân vật trong nhiều tác phẩm văn học khoa học viễn tưởng, phim ảnh sở hữu năng lực tạo ra và điều khiển tia sét, điển hình là trong các phim và truyện tranh của hãng Marvel. Sét và bão tố cũng là một trong các hình tượng chính trong một số thể loại ca khúc nhạc rock.
Những nhiếp ảnh gia chuyên chụp ảnh dông bão và tia sét thường được gọi là những "kẻ săn bão".
Kí hiệu của tia sét trong Unicode là ☇ U+2607.